# Programme Apollo
Vous lisez un « article de qualité » labellisé en 2009.
Pour les articles homonymes, voir Apollo.
Programme Gemini Programme de la navette spatiale américaine

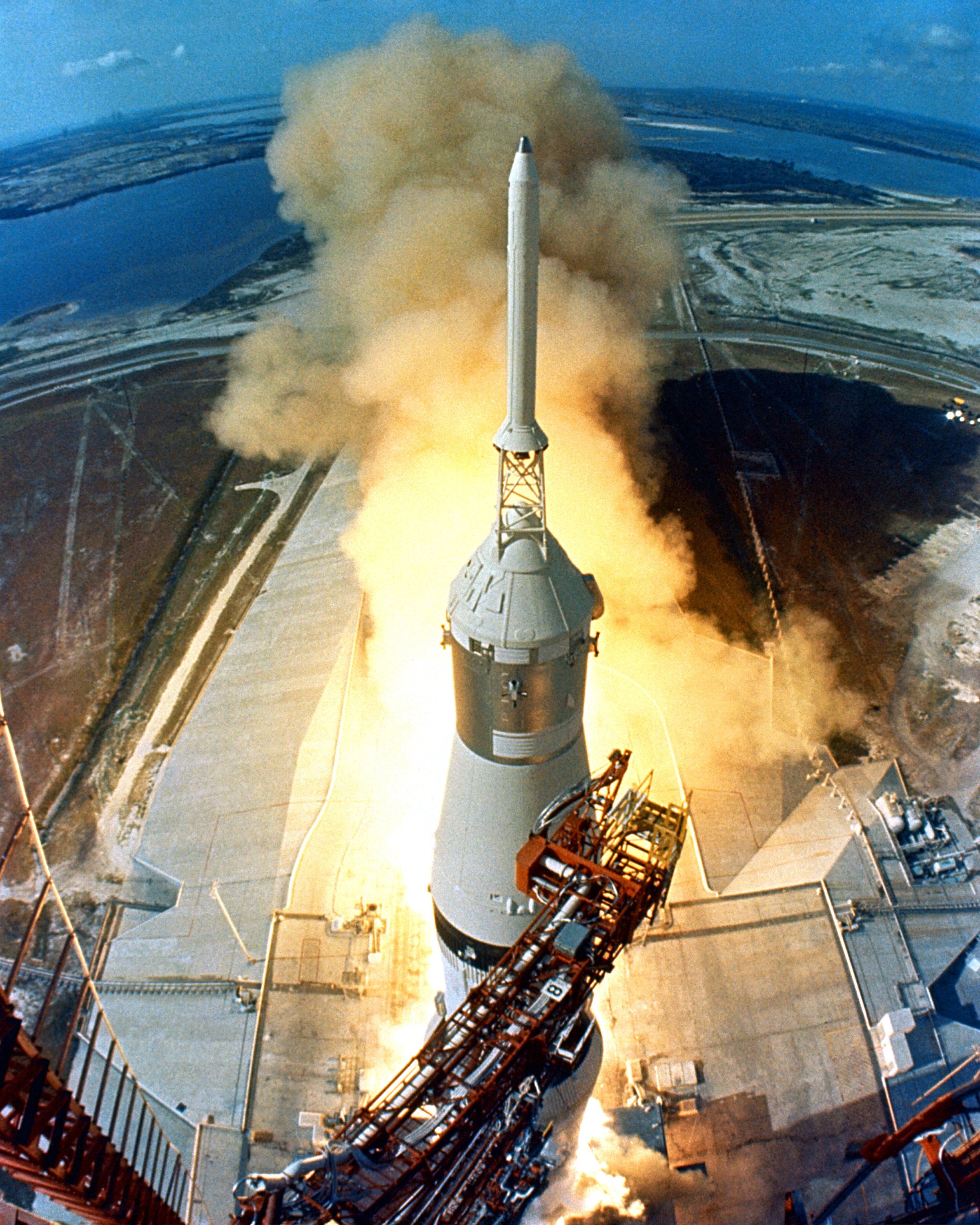
Lancement de la fusée Saturn V de la mission Apollo 11.

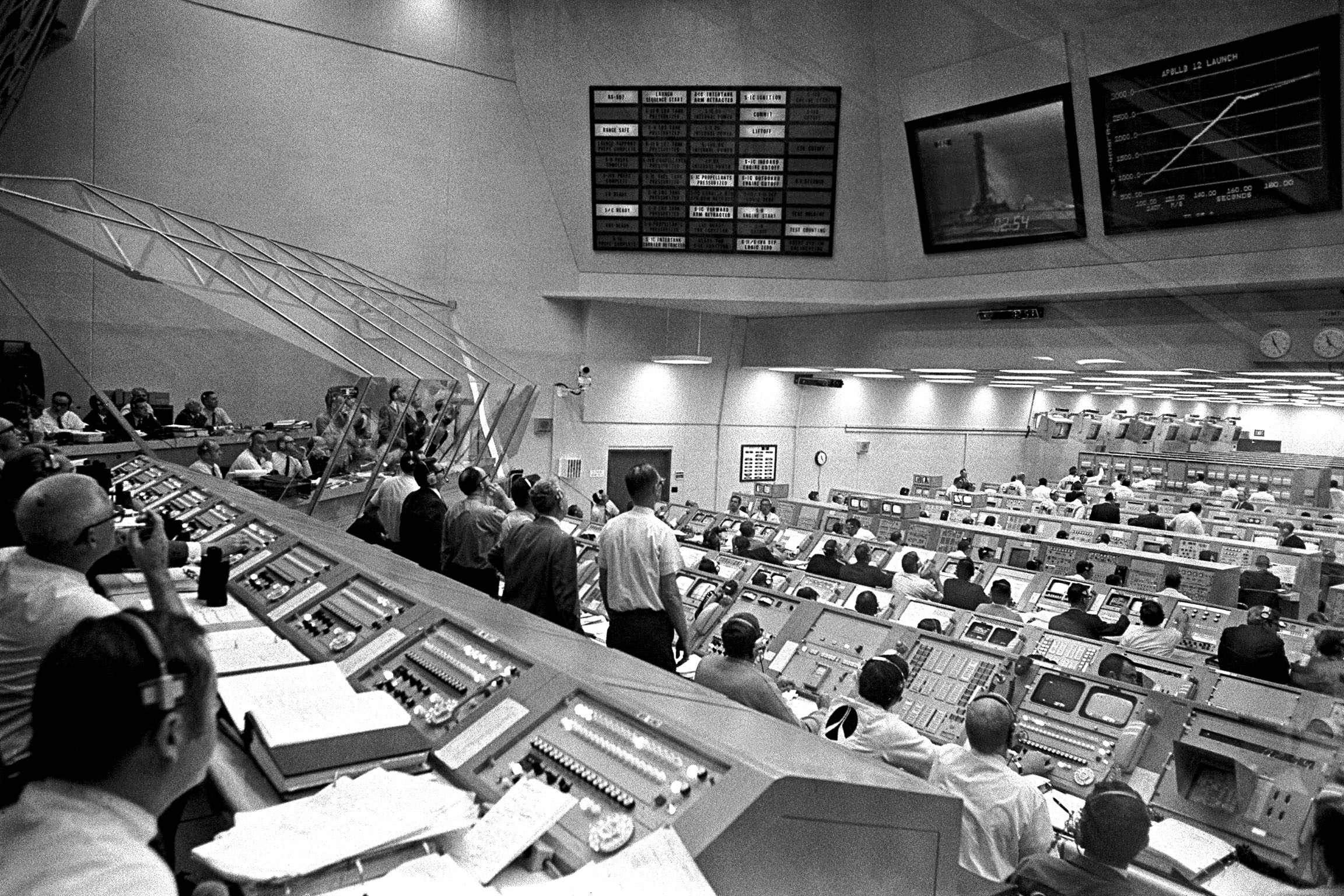
Le centre de contrôle de tir lors du lancement d'Apollo 12.

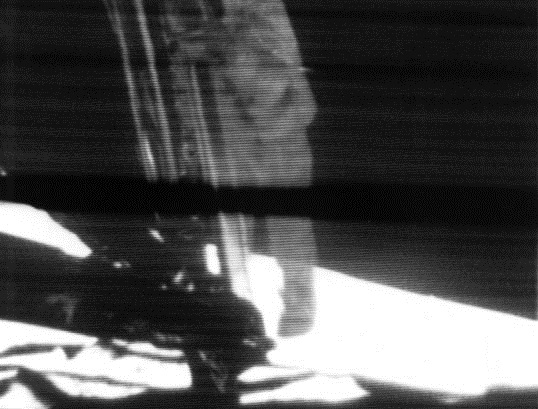
« C'est un petit pas pour [un] homme, mais un bond de géant pour l'Humanité » (Neil Armstrong - Apollo 11).

Le programme Apollo est le programme spatial de la NASA mené durant la période 1961-1972, qui a permis aux États-Unis d'envoyer pour la première fois des hommes sur la Lune. Il est lancé par le président John F. Kennedy le 25 mai 1961, lors de son discours Special Message to the Congress on Urgent National Needs, essentiellement pour reconquérir le prestige américain mis à mal par les succès de l'astronautique soviétique, à une époque où la guerre froide entre les deux superpuissances battait son plein.
Le programme avait pour objectif de poser un homme sur la Lune avant la fin de la décennie. Le 21 juillet 1969, cet objectif était atteint par deux des trois membres d'équipage de la mission Apollo 11, Neil Armstrong et Buzz Aldrin. Cinq autres missions se sont posées par la suite sur d'autres sites lunaires et y ont séjourné jusqu'à trois jours. Ces expéditions ont permis de rapporter 382 kilogrammes de roche lunaire et de mettre en place plusieurs batteries d'instruments scientifiques. Les astronautes ont effectué des observations in situ au cours d'excursions sur le sol lunaire d'une durée pouvant atteindre huit heures, assistés à partir d'Apollo 15 par un véhicule tout-terrain, le Rover lunaire Apollo.
Aucun vol orbital américain n'avait encore été réalisé en mai 1961. Pour remplir l'objectif fixé par le président, la NASA lança plusieurs programmes destinés à préparer les futures expéditions lunaires : le programme Gemini pour mettre au point les techniques de vol spatial et des programmes de reconnaissance (programme Surveyor, Ranger…) pour, entre autres, cartographier les zones d'atterrissage et déterminer la consistance du sol lunaire. Pour atteindre la Lune, les responsables finirent par se rallier à la méthode audacieuse du rendez-vous en orbite lunaire, qui nécessitait de disposer de deux vaisseaux spatiaux, dont le module lunaire destiné à l'atterrissage sur la Lune. La fusée géante de 3 000 tonnes Saturn V, capable de placer en orbite basse une masse de 140 tonnes, fut développée pour lancer les véhicules de l'expédition lunaire. Le programme drainera un budget considérable (153 milliards de dollars US en valeur 2019 corrigée de l'inflation) et mobilisera jusqu'à 400 000 personnes. Deux accidents graves sont survenus au cours du projet : l'incendie au sol du vaisseau spatial Apollo 1, dont l'équipage périt brûlé et qui entraîna un report de près de deux ans du calendrier, et l'explosion d'un réservoir à oxygène du vaisseau spatial Apollo 13, dont l'équipage survécut en utilisant le module lunaire comme vaisseau de secours.
Les missions lunaires ont permis d'avoir une meilleure connaissance de notre satellite naturel. Le programme Apollo a favorisé la diffusion d'innovations dans le domaine des sciences des matériaux et a contribué à l'essor de l'informatique ainsi que des méthodes de gestion de projet et de test. Les photos de la Terre, monde multicolore isolé dans un espace hostile, ainsi que celles de la Lune, monde gris et mort, ont favorisé une prise de conscience mondiale sur le caractère exceptionnel et fragile de notre planète. Le programme est à l'origine d'une scission dans la communauté scientifique et parmi les décideurs entre partisans d'une exploration robotique, jugée plus efficace, et ceux pour qui l'exploration humaine a une forte valeur symbolique, qui justifie son surcoût.

## Contexte

### Guerre froide
Durant les années 1950, la guerre froide bat son plein entre les États-Unis et l'Union soviétique, les deux superpuissances de l'époque. Elle se traduit par des affrontements militaires indirects (guerre de Corée) et une course aux armements qui porte notamment sur le développement de missiles intercontinentaux porteurs de têtes militaires nucléaires capables d'atteindre le territoire national de l'adversaire. Les deux pays développent ces fusées en s'appuyant largement sur les travaux et l'expertise de savants et techniciens allemands, qui ont mis au point le premier engin de ce type lors de la Seconde Guerre mondiale, la fusée V2. L'Union soviétique prend une certaine avance en réussissant, en 1956, le premier tir d'un missile intercontinental, la R-7 Semiorka, ancêtre direct de la fusée Soyouz. Cette fusée de 267 tonnes est particulièrement puissante, capable d'emporter une bombe A pesant 5 tonnes. Les missiles américains à longue portée, développés plus tardivement, car conçus pour lancer des bombes H techniquement plus avancées et beaucoup plus légères (1,5 tonne), sont de taille plus réduite et sont encore en phase de mise au point à la fin des années 1950.

### Course à l'espace
En juillet 1955, les États-Unis et l'URSS annoncent, chacun de leur côté, qu'ils lanceront un satellite artificiel dans le cadre des travaux scientifiques prévus pour l'Année géophysique internationale (juillet 1957 – décembre 1958).
Début 1956, le concepteur de la Semiorka, Sergueï Korolev, réussit à convaincre les dirigeants soviétiques d'utiliser son missile comme lanceur spatial. À la surprise générale, le 4 octobre 1957, l'Union soviétique est la première à placer en orbite le satellite Spoutnik 1. L'opinion internationale est fascinée par cet événement, qui semble présager le début d'une nouvelle ère technique et scientifique. C'est un choc pour les responsables et l'opinion publique américains, jusqu'alors persuadés de leur supériorité technique. Les dirigeants soviétiques, d'abord surpris par l'impact de ce lancement, ne tardent pas à comprendre le prestige international que le régime peut retirer des succès de sa politique spatiale ; ils décident de se lancer dans un programme ambitieux.
À la même époque, le programme Vanguard, pendant américain du programme spatial russe lancé tardivement et trop ambitieux, enchaîne les échecs. L'équipe de Wernher von Braun parvient finalement à lancer le premier satellite américain, Explorer 1, le 1er février 1958, grâce au lanceur Juno I, improvisé à partir d'un missile balistique Redstone. Mais la petite taille de la charge utile, comparée à celle de Spoutnik, semble confirmer l'avance soviétique. Bien que réticent à investir massivement dans le spatial civil, le président américain Dwight D. Eisenhower décide, le 29 juillet 1958, de la création d'une agence spatiale civile, la NASA, qui doit permettre de fédérer les efforts américains pour mieux contrer les réussites soviétiques : la course à l'espace est lancée. La même année voit naître le programme Mercury, qui doit permettre la mise en orbite des premières missions habitées américaines.
Mais les Soviétiques, qui disposent d'une avance importante et d'une fusée fiable pouvant emporter une grosse charge utile, continuent au cours des années suivantes de multiplier les premières : premier être vivant placé en orbite avec la chienne Laïka (Spoutnik 2), premier satellite à échapper à l'attraction terrestre (Luna 1), premier satellite à s'écraser sur la Lune (Luna 2), première photo de la face cachée de la Lune (Luna 3), premier être vivant à revenir vivant après un séjour dans l'espace (les chiens Belka et Strelka de Spoutnik 5), premier survol de Vénus (Venera 1).

### Lancement du programmeApollo

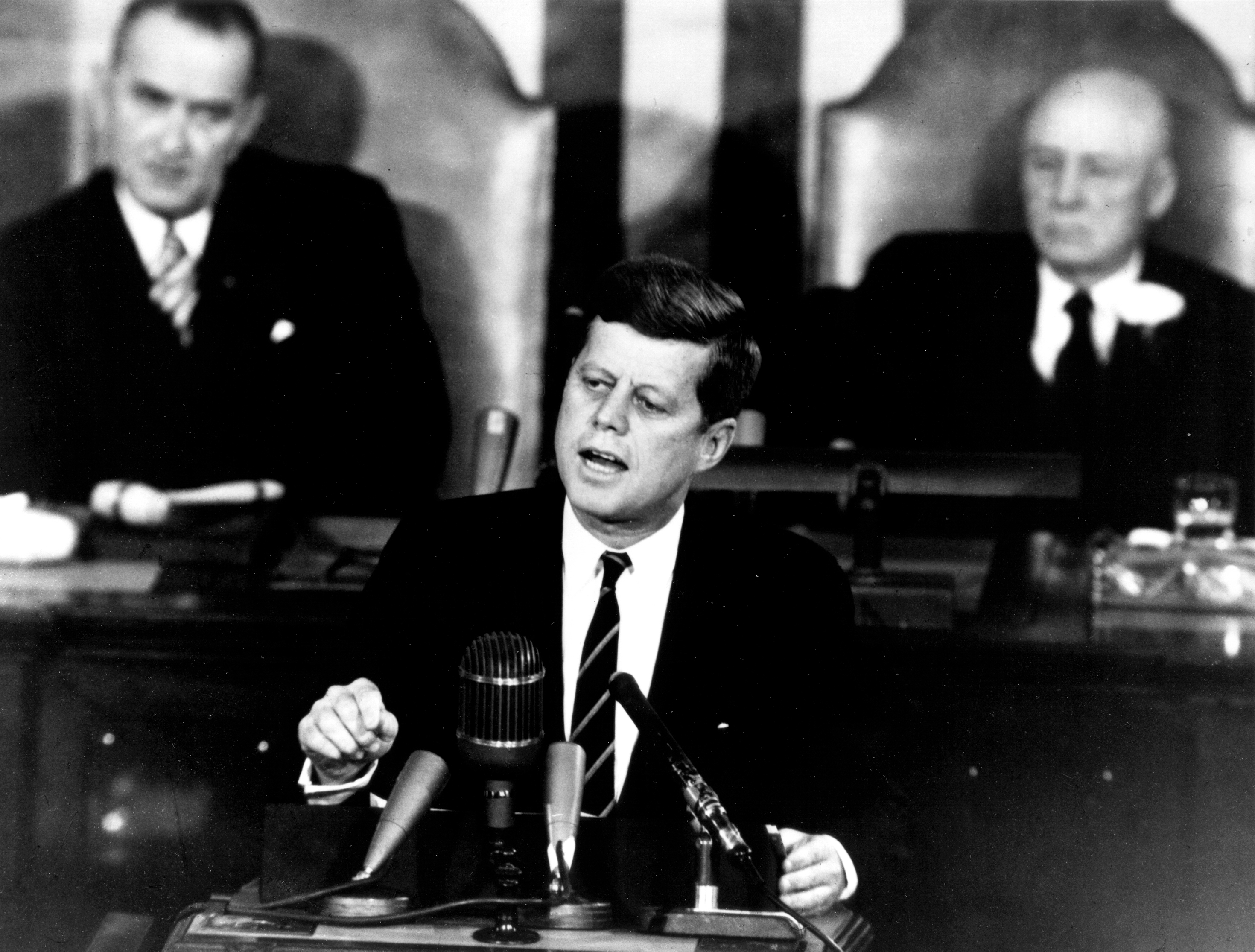
Le président Kennedy annonce le lancement du programme devant le Congrès américain, le 25 mai 1961.

Lorsqu'il arrive au pouvoir, en janvier 1961, le président américain John F. Kennedy est, comme son prédécesseur, peu enclin à donner des moyens importants au programme spatial civil. Mais le lancement du premier homme dans l'espace par les Soviétiques (Youri Gagarine, 12 avril 1961) le convainc de la nécessité de disposer d'un programme spatial ambitieux pour récupérer le prestige international perdu. L'échec du débarquement de la baie des Cochons (avril 1961) destiné à renverser le régime de Fidel Castro installé à Cuba, qui écorne un peu plus l'image des États-Unis auprès des autres nations, contribue également sans doute à son changement de position.
John Kennedy demande à son vice-président Lyndon B. Johnson de lui désigner un objectif qui permettrait aux États-Unis de reprendre le leadership à l'Union soviétique. Parmi les pistes évoquées figurent la création d'un laboratoire spatial dans l'espace et un simple survol lunaire. Le vice-président, qui est un ardent partisan du programme spatial, lui répond que la recherche et l'industrie américaine ont la capacité d'envoyer une mission habitée sur la Lune et lui recommande de retenir cet objectif. Le 25 mai 1961, le président annonce devant le Congrès des États-Unis, lors du Special Message to the Congress on Urgent National Needs, le lancement d'un programme qui doit amener des astronautes américains sur le sol lunaire « avant la fin de la décennie »,. Il confirme sa décision dans un autre discours resté célèbre, « we choose to go to the Moon », le 12 septembre 1962.
La proposition du président reçoit un soutien enthousiaste des élus de tous les horizons politiques ainsi que de l'opinion publique, traumatisés par les succès de l'astronautique soviétique. Le premier budget du nouveau programme baptisé Apollo — nom choisi par Abe Silverstein, à l'époque directeur des vols spatiaux habités, — est voté à l'unanimité par le Sénat américain. Les fonds alloués à la NASA passent de 400 millions de dollars en 1960 à 5,9 milliards de dollars en 1966, année de son budget le plus important (environ 45 milliards valeur 2015). La NASA, grâce aux qualités manœuvrières de son administrateur James E. Webb, un vieux routier de la politique, peut obtenir chaque année les fonds qu'elle souhaite jusqu'au débarquement sur la Lune, même lorsque le soutien des élus commence à faiblir après 1963. James Webb sait en particulier s'assurer un appui solide auprès du président Lyndon B. Johnson qui a succédé au président Kennedy assassiné en 1963.

## Développement du projet

### Choix de la méthode: rendez-vous orbital lunaire

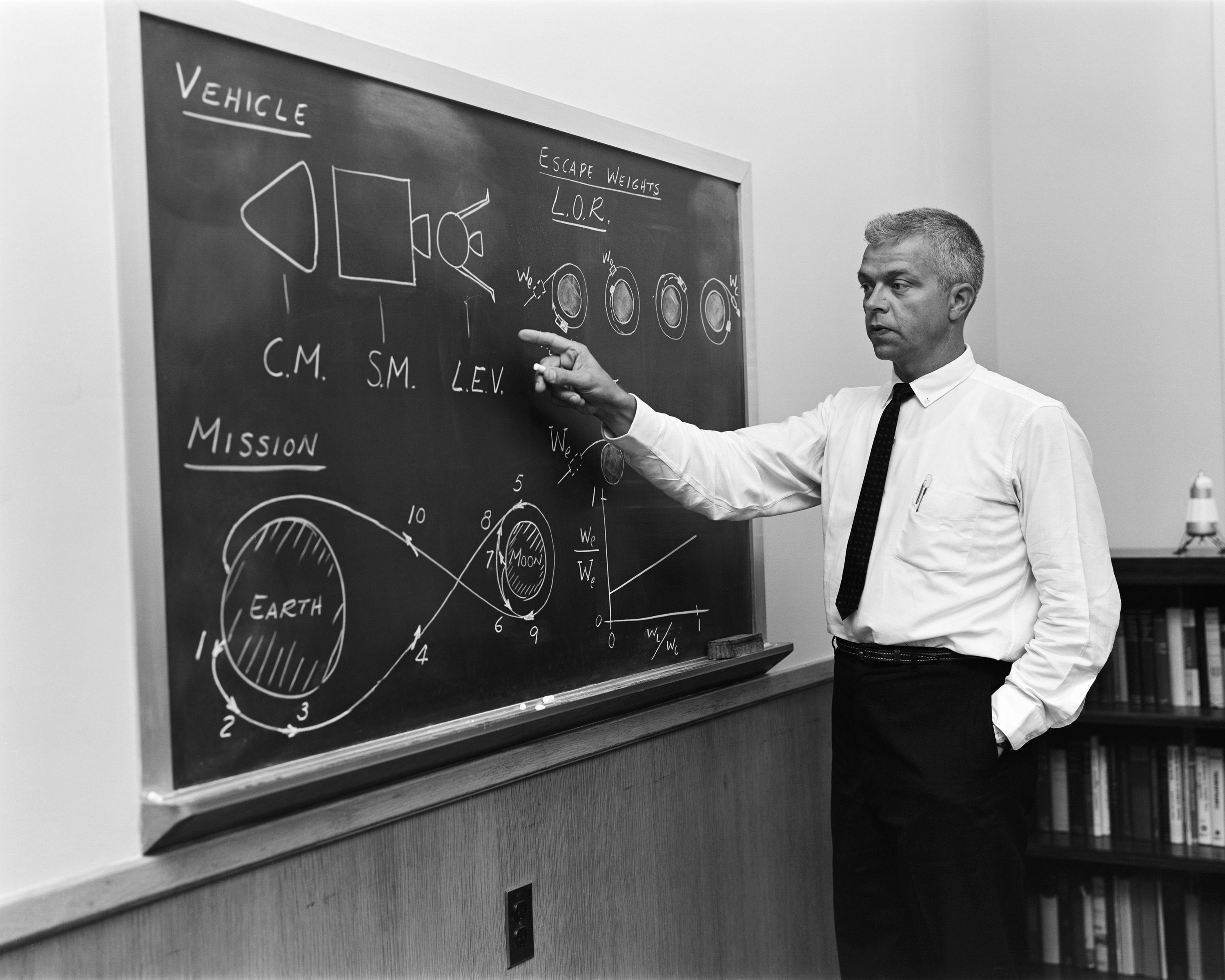
John Houbolt expliquant le scénario du LOR, qu'il réussit à promouvoir non sans difficultés.

Dès 1959, des études sur la manière de poser un engin habité sur la Lune sont lancées au sein de l'agence spatiale américaine dans une perspective à long terme. Trois scénarios principaux se dégagent :
- l'envoi direct d'un vaisseau sur la Lune (« Direct Ascent ») : une fusée de forte puissance, de type Nova, envoie le vaisseau complet ; celui-ci atterrit sur la Lune puis en décolle avant de retourner sur la Terre ;
- le rendez-vous orbital autour de la Terre (EOR, pour « Earth-Orbit Rendez-vous ») : pour limiter les risques et le coût de développement de la fusée Nova, les composants du vaisseau sont envoyés en orbite terrestre par deux ou plusieurs fusées moins puissantes. Ces différents éléments sont assemblés en orbite en utilisant éventuellement une station spatiale comme base arrière. Le déroulement du vol du vaisseau, par la suite, est similaire à celui du premier scénario ;
- le rendez-vous en orbite lunaire (LOR, pour « Lunar Orbital Rendez-vous ») : une seule fusée est requise, mais le vaisseau spatial comporte deux sous-ensembles qui se séparent une fois que l'orbite lunaire est atteinte. Un module dit « lunaire » se pose sur la Lune avec deux des trois astronautes et en décolle pour ramener les astronautes jusqu'au module dit « de commande », resté en orbite autour de la Lune, qui prend en charge le retour des astronautes vers la Terre. Cette solution permet d'économiser du poids par rapport aux deux autres scénarios (beaucoup moins de combustible est nécessaire pour faire alunir puis décoller les hommes sur la Lune) et permet de concevoir un vaisseau destiné à sa mission proprement lunaire. En outre, la fusée à développer est moins puissante que celle requise par le premier scénario.

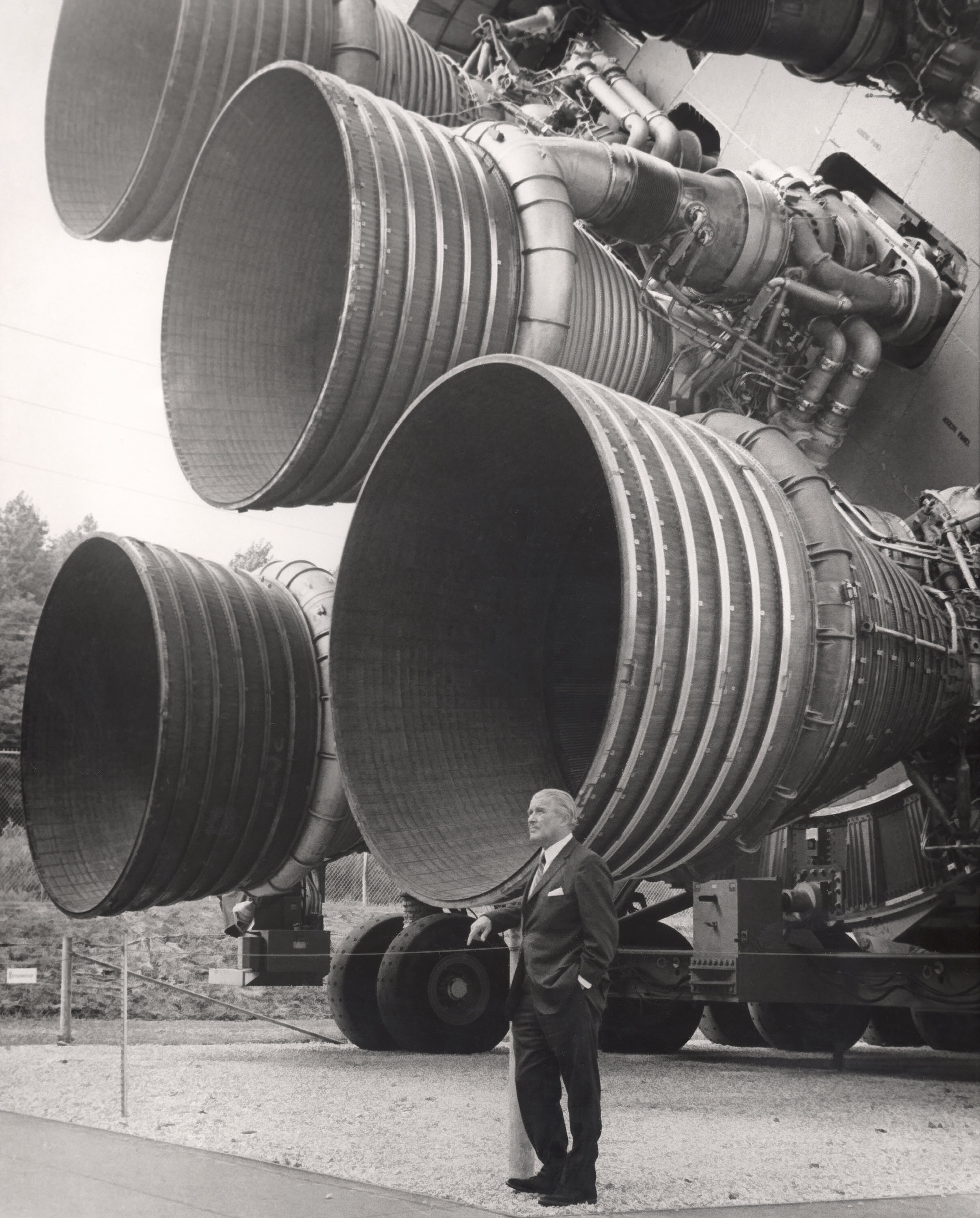
Wernher von Braun, responsable du développement de la Saturn V, photographié devant le premier étage de la fusée.

Lorsque le président américain John Kennedy donne à la NASA, en 1961, l'objectif de faire atterrir des hommes sur la Lune avant la fin de la décennie, l'évaluation de ces trois méthodes est encore peu avancée. L'agence spatiale manque d'éléments : elle n'a pas encore réalisé un seul véritable vol spatial habité (le premier vol orbital de la capsule Mercury n'a lieu qu'en septembre 1961). L'agence spatiale ne peut évaluer l'ampleur des difficultés soulevées par les rendez-vous entre engins spatiaux et elle ne maîtrise pas l'aptitude des astronautes à supporter de longs séjours dans l'espace et à y travailler ; ses lanceurs ont essuyé par ailleurs une série d'échecs qui l'incitent à la prudence dans ses choix techniques.
Aussi, bien que le choix de la méthode conditionne les caractéristiques des véhicules spatiaux et des lanceurs à développer, et que tout retard pris dans cette décision pèse sur l'échéance, la NASA va mettre plus d'un an, passé en études et en débats, avant que le scénario du LOR soit finalement retenu.
Au début de cette phase d'étude, la technique du rendez-vous en orbite lunaire (LOR) est la solution qui a le moins d'appui, malgré les démonstrations détaillées de John C. Houbolt du centre de recherche Langley, son plus ardent défenseur. Aux yeux de beaucoup de spécialistes et responsables de la NASA, le rendez-vous entre module lunaire et module de commande autour de la lune paraît instinctivement trop risqué : si les modules n'arrivent pas à se rejoindre en orbite lunaire, les astronautes occupant le module lunaire n'ont pas le recours de retourner vers la Terre contrairement aux autres scénarios ; ils sont alors condamnés à tourner indéfiniment autour de la Lune. Les avantages du LOR, en particulier le gain sur la masse à placer en orbite, ne sont pas appréciés à leur juste mesure. Toutefois, au fur et à mesure que les autres scénarios sont approfondis, le LOR gagne en crédibilité. Les partisans du vol direct — Max Faget et ses hommes du centre des vols habités — se rendent compte de la difficulté de faire atterrir un vaisseau complet sur le sol lunaire, accidenté et aux caractéristiques incertaines. Wernher von Braun, qui dirige l'équipe du centre de vol spatial Marshall qui doit développer le lanceur et est partisan d'un rendez-vous orbital terrestre, finit lui-même par être convaincu que le LOR est le seul scénario qui permettra de respecter l'échéance fixée par le président Kennedy.
Au début de l'été 1962, alors que les principaux responsables de la NASA se sont tous convertis au LOR, ce scénario se heurte au veto de Jerome Wiesner (en), conseiller scientifique du président Kennedy. Le choix du LOR est finalement entériné le 7 novembre 1962. Dès juillet, onze sociétés aérospatiales américaines sont sollicitées pour la construction du module lunaire sur la base d'un cahier des charges sommaire.

### Un changement d'échelle

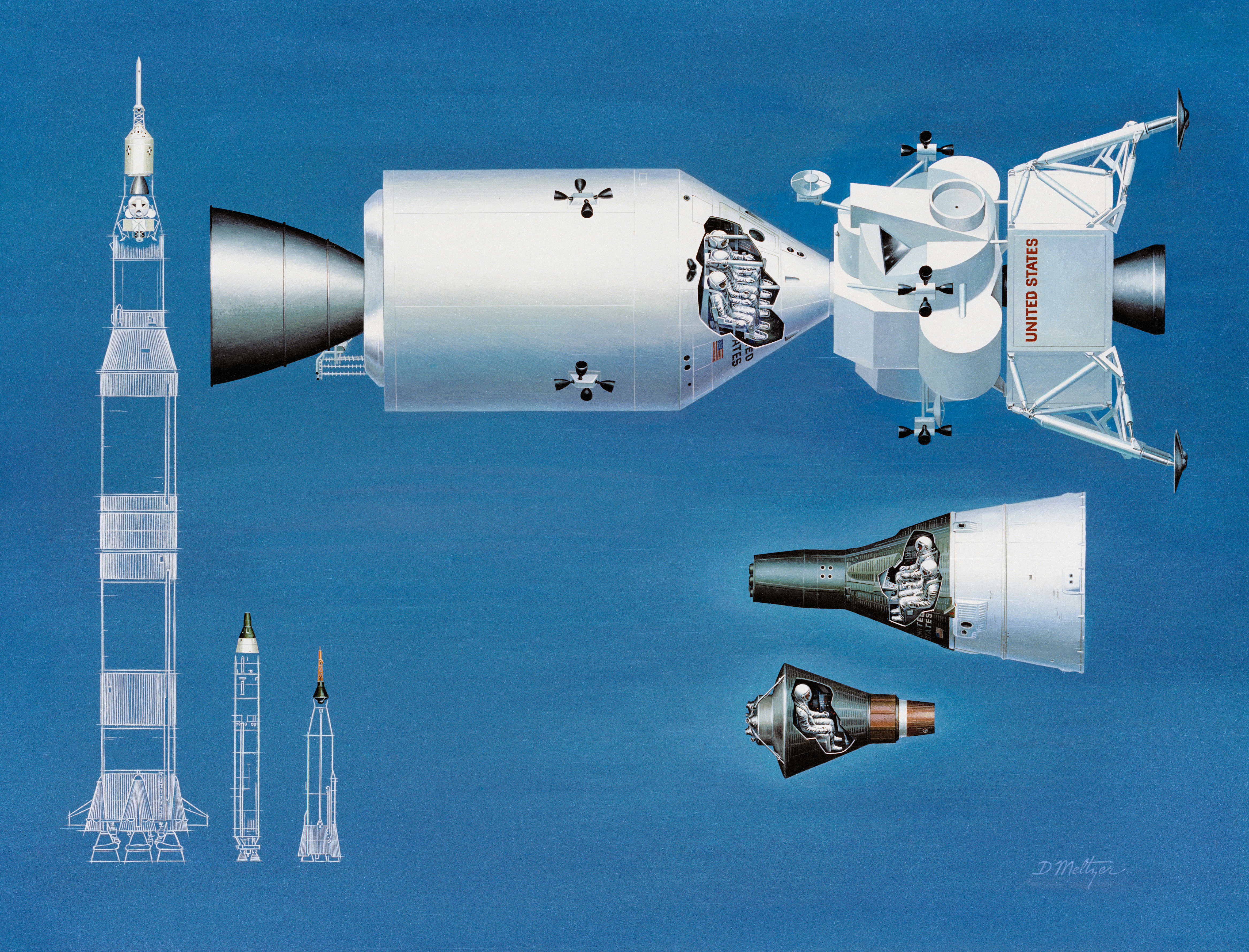
Le programme Apollo entraîne un changement d'échelle : comparaison des lanceurs et véhicules spatiaux des programmes Mercury, Gemini et Apollo.

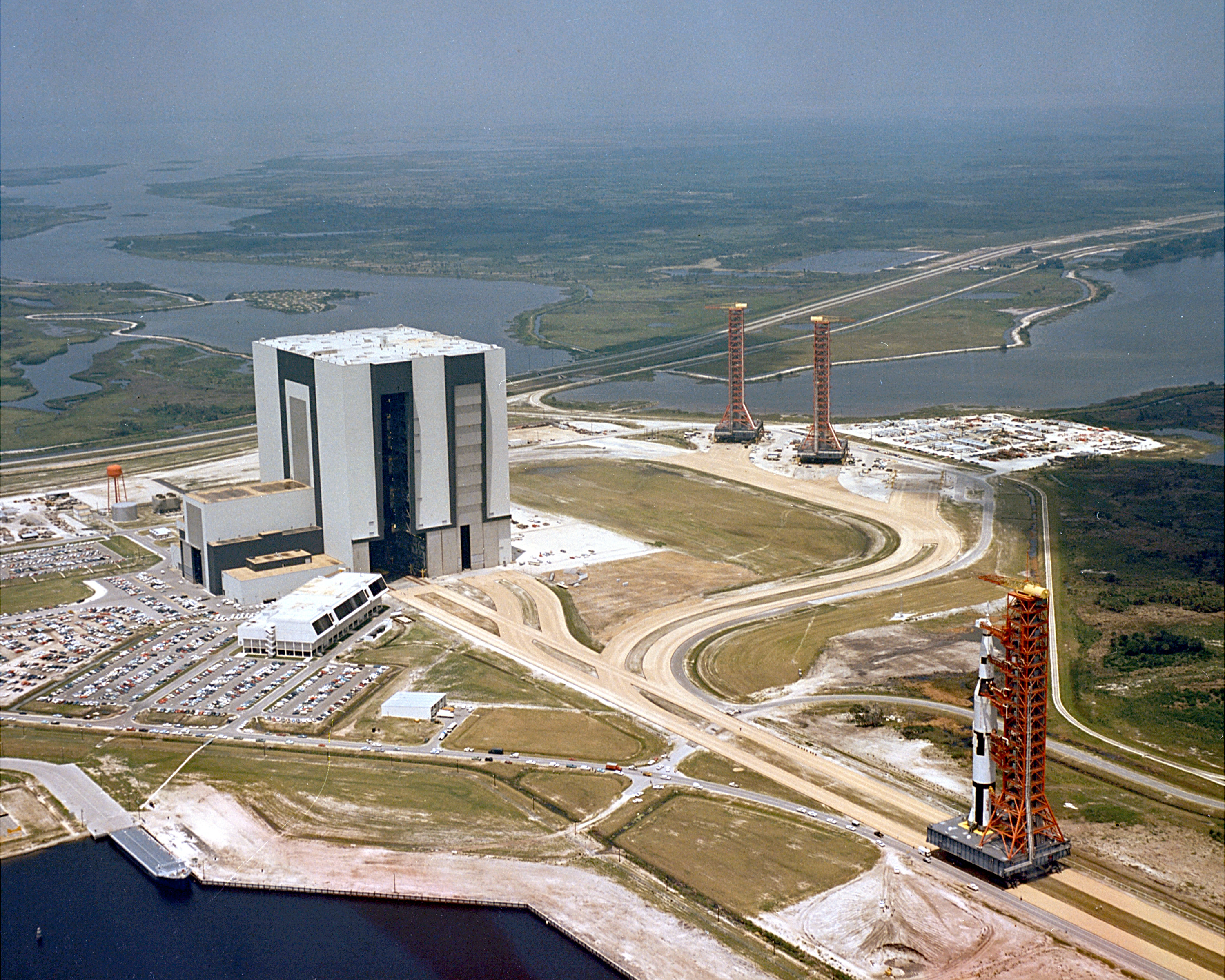
Le bâtiment d'assemblage (VAB - Vehicle Assembly Building) de la fusée Saturn V ; la fusée de 110 mètres de haut en cours de déplacement donne l'échelle.

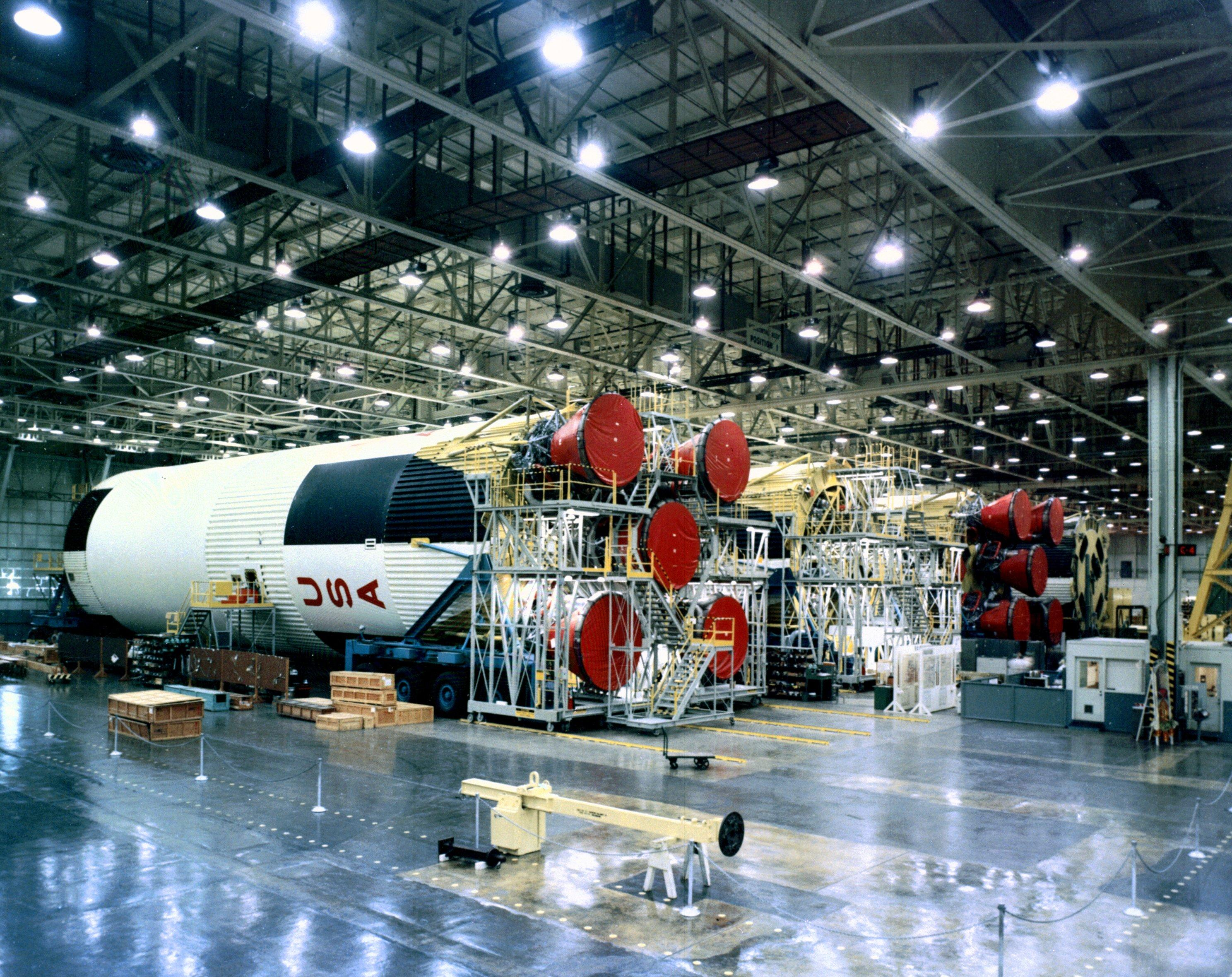
Le premier étage de la fusée Saturn V en cours de construction au centre de Michoud.

Le 5 mai 1961, soit vingt jours avant le lancement du programme Apollo, l'astronaute Alan Shepard effectue le premier vol spatial américain (mission Mercury 3). En fait, il s'agit d'un simple vol suborbital car la fusée Mercury-Redstone utilisée (il n'y a pas d'autre lanceur disponible) n'a pas une puissance suffisante pour placer en orbite la petite capsule spatiale Mercury, d'une masse un peu supérieure à une tonne. Le programme lunaire nécessite de pouvoir placer en orbite basse une charge utile de 120 tonnes. Le changement d'échelle qui en résulte est particulièrement important : la NASA va passer de la fusée de 30 tonnes qui a lancé Alan Shepard aux 3 000 tonnes de Saturn V, qui nécessitera de développer des moteurs d'une puissance aujourd'hui inégalée, ainsi que des technologies nouvelles comme l'utilisation de l'hydrogène liquide.
Les effectifs affectés au programme spatial civil vont croître en proportion. Entre 1960 et 1963, le nombre d'employés de la NASA passe de 10 000 à 36 000. Pour accueillir ses nouveaux effectifs et disposer d'installations adaptées au programme lunaire, la NASA crée trois nouveaux centres entièrement affectés au programme Apollo aux périmètres précisément délimités.
Le Manned Spacecraft Center (MSC), édifié en 1962 près de Houston, au Texas, est destiné à la conception et la qualification des vaisseaux spatiaux (module lunaire et CSM), l'entraînement des astronautes et le suivi des missions à partir de leur décollage. Parmi les installations présentes sur le site, on trouve le centre de contrôle des missions, les simulateurs de vol et des équipements destinés à simuler les conditions spatiales et utilisés pour tester les livraisons des industriels. Le centre est dirigé par Robert Gilruth, ancien ingénieur du NACA, qui joue un rôle de premier plan pour l'activité des vols habités américains depuis 1958. Contrairement aux deux autres établissements créés pour le programme Apollo, le MSC est activé dès le programme Gemini. En 1964, il emploie 15 000 personnes, dont 10 000 employés de sociétés aérospatiales,.
Le centre de vol spatial Marshall (George C. Marshall Space Flight Center, ou MSFC) est une ancienne installation de l'Armée de terre (Redstone Arsenal) située près de Huntsville, dans l'Alabama, transférée en 1960 à la NASA avec les spécialistes en majorité allemands de missiles balistiques dirigés par Wernher von Braun qui y travaillaient. Von Braun en restera le responsable jusqu'en 1970. Le centre est spécialisé dans la conception et la qualification des lanceurs de la famille Saturn. On y trouve des bancs d'essais, des bureaux d'étude et des installations d'assemblage. Les premiers exemplaires de la fusée Saturn I y sont construits avant que le reste de la production soit confié à l'industrie. Il emploiera jusqu'à 20 000 personnes,.
Le centre spatial Kennedy (KSC), situé sur l'île Meritt en Floride, est le site d'où sont lancées les fusées géantes du programme Apollo. La NASA, qui a besoin d'installations à l'échelle de la fusée Saturn V, met en construction en 1963 cette nouvelle base de lancement qui jouxte celle de Cap Canaveral appartenant à l'Armée de l'Air américaine et d'où sont parties, jusqu'alors, toutes les missions habitées et les sondes spatiales de l'agence spatiale. Le centre effectue la qualification de la fusée assemblée (« all up ») et contrôle les opérations sur le lanceur jusqu'à son décollage. Il emploie en 1965 environ 20 000 personnes. Au cœur du centre spatial, le complexe de lancement 39 comporte deux aires de lancement et un immense bâtiment d'assemblage, le VAB (hauteur 140 mètres), dans lequel plusieurs fusées Saturn V peuvent être préparées en parallèle. Plusieurs plates-formes de lancement mobiles permettent de transporter la fusée Saturn assemblée jusqu'au site de lancement. Le premier lancement depuis le nouveau terrain est celui d'Apollo 4, en 1967. Jusqu'en 2011, le complexe était utilisé pour lancer la navette spatiale américaine,.
D'autres établissements de la NASA jouent un rôle moins direct ou ne consacrent qu'une partie de leur activité au programme Apollo. En 1961, le centre spatial John C. Stennis est édifié dans l'État du Mississippi. Le nouveau centre dispose de bancs d'essais utilisés pour tester les moteurs-fusées développés pour le programme. L'Ames Research Center est un centre de recherche ancien (1939) situé en Californie, dont les souffleries sont utilisées pour mettre au point la forme de la capsule Apollo en vue de sa rentrée dans l'atmosphère terrestre. Le Langley Research Center (1914), situé à Hampton (Virginie), abrite également de nombreuses souffleries. Il a servi jusqu'en 1963 de siège au MSC et continue, par la suite, à abriter certains simulateurs du programme. Le Jet Propulsion Laboratory (1936), près de Los Angeles (Californie), est spécialisé dans le développement des sondes spatiales. C'est dans ce centre que sont conçues les familles de sondes spatiales qui vont permettre de reconnaître l'environnement lunaire (programme Surveyor, etc.).

### Rôle de l'industrie astronautique
Les principales entreprises de l'astronautique sont fortement impliquées dans le programme, ce qui se traduit par un accroissement considérable des effectifs — le personnel affecté aux projets de la NASA passe durant cette période de 36 500 à 376 500 employés — et la construction d'établissements de grande taille. La société californienne North American, avionneur célèbre pour avoir construit les B-25 et le chasseur Mustang durant la Seconde Guerre mondiale, va jouer un rôle central dans le programme. L'arrêt et l'échec de plusieurs projets aéronautiques ont conduit son président à miser sur le développement de l'astronautique. La société s'est déjà distinguée dans le domaine en produisant l'avion fusée X-15. Pour le programme Apollo, la société fournit pratiquement tous les composants sensibles, hormis le module lunaire qui est confié à la société Grumman implantée à Bethpage, Long Island (État de New York). La division moteur Rocketdyne de North American fabrique les deux principaux moteurs-fusées, les J-2 et F-1, dans l'usine de Canoga Park, tandis que sa division Espace construit le deuxième étage de la Saturn V à Seal Beach et le module de commande et de service Apollo à Downey. L'incendie du vaisseau Apollo 1 et de nombreux problèmes rencontrés dans le développement du programme entraîneront la fusion de North American avec la société Rockwell Standard Corporation en 1967 ; le nouveau groupe développera dans les années 1970-1980 la navette spatiale américaine, avant d'être absorbé en 1996 par Boeing. La société McDonnell Douglas construit le troisième étage de la Saturn V à Huntington Beach, en Californie, tandis que le premier étage est construit dans l'établissement de Michoud (Louisiane) de la NASA par la société Chrysler. Parmi les fournisseurs de premier plan figure le laboratoire des instruments du Massachusetts Institute of Technology (MIT), qui conçoit le système de pilotage et de navigation des deux vaisseaux habités Apollo.

### Défi technique et organisationnel sans précédent
Le projet Apollo a constitué un défi sans précédent sur le plan de la technique et de l'organisation : il fallait mettre au point un lanceur spatial dont le gigantisme générait des problèmes jamais rencontrés jusque-là, deux nouveaux moteurs innovants — par leur puissance avec le F-1, ou par leur technologie avec le J-2 —, des vaisseaux spatiaux d'une grande complexité avec une exigence de fiabilité élevée (probabilité de perte de l'équipage inférieure à 0,1 %) et un calendrier très tendu (huit ans entre le démarrage du programme Apollo et la date butoir fixée par le président Kennedy pour le premier atterrissage sur la Lune d'une mission habitée). Le programme a connu de nombreux déboires durant la phase de développement qui ont tous été résolus grâce à la mise à disposition de ressources financières exceptionnelles avec un point culminant en 1966 (5,5 % du budget fédéral alloué à la NASA), mais également une mobilisation des acteurs à tous les niveaux et la mise au point de méthodes organisationnelles (planification, gestion de crises, gestion de projet) qui ont fait école par la suite dans le monde de l'entreprise.
| Année                                       | 1959  | 1960  | 1961  | 1962  | 1963  | 1964  | 1965  | 1966  | 1967  | 1968  | 1969  | 1970  |
| ------------------------------------------- | ----- | ----- | ----- | ----- | ----- | ----- | ----- | ----- | ----- | ----- | ----- | ----- |
| Budget du programme Apollo                  | -     | -     | -     | 0,535 | 1,285 | 2,27  | 2,51  | 2,97  | 2,91  | 2,556 | 2,025 | 1,75  |
| Budget total de la NASA                     | 0,145 | 0,401 | 0,744 | 1,257 | 2,552 | 4,171 | 5,093 | 5,933 | 5,426 | 4,724 | 4,253 | 3,755 |
| Budget NASA (% du budget de l'État fédéral) | 0,2   | 0,5   | 0,9   | 1,4   | 2,8   | 4,3   | 5,3   | 5,5   | 3,1   | 2,4   | 2,1   | 1,7   |

La mise au point du moteur F-1, d'architecture conventionnelle mais d'une puissance exceptionnelle (690 tonnes de poussée, 2,5 tonnes d'ergols brûlés par seconde), est très longue à cause de problèmes d'instabilité au niveau de la chambre de combustion qui ne sont résolus qu'en combinant études empiriques (comme l'utilisation de petites charges explosives dans la chambre de combustion) et travaux de recherche fondamentale. Le deuxième étage de la fusée Saturn V, qui constitue déjà un tour de force technique du fait de la taille de son réservoir d'hydrogène liquide, a beaucoup de mal à faire face à la cure d'amaigrissement imposée par l'augmentation de la charge utile au fur et à mesure de son développement. Mais les difficultés les plus importantes touchent les deux modules habités du programme : le CSM et le module lunaire Apollo. Le lancement du développement du module lunaire a pris un an de retard à cause des atermoiements sur le scénario du débarquement lunaire. Il s'agit d'un engin entièrement nouveau, pour lequel aucune expérience antérieure ne peut être utilisée, par ailleurs très complexe du fait de son rôle. Les problèmes multiples — masse nettement supérieure aux prévisions initiales, difficulté de mise au point des logiciels indispensables à la mission, qualité déficiente, motorisation — entraînent des retards tellement importants qu'ils mettent à un moment en danger la tenue de l'échéance du programme tout entier,,,.
Les tests prennent une importance considérable dans le cadre du programme puisqu'ils représentent près de 50 % de la charge de travail totale. L'avancée de l'informatique permet, pour la première fois dans un programme astronautique, de dérouler automatiquement la séquence des tests et l'enregistrement des mesures de centaines de paramètres (jusqu'à 1 000 pour un étage de la fusée Saturn V), ce qui permet aux ingénieurs de se concentrer sur l'interprétation des résultats et réduit la durée des phases de qualification. Chaque étage de la fusée Saturn V subit ainsi quatre séquences de test : un test sur le site du constructeur, deux sur le site du MSFC, avec et sans mise à feu avec des séquences de test par sous-système puis répétition du compte à rebours, et un test d'intégration enfin au centre spatial Kennedy une fois la fusée assemblée.

### Astronautes: recrutement, rôle et entraînement

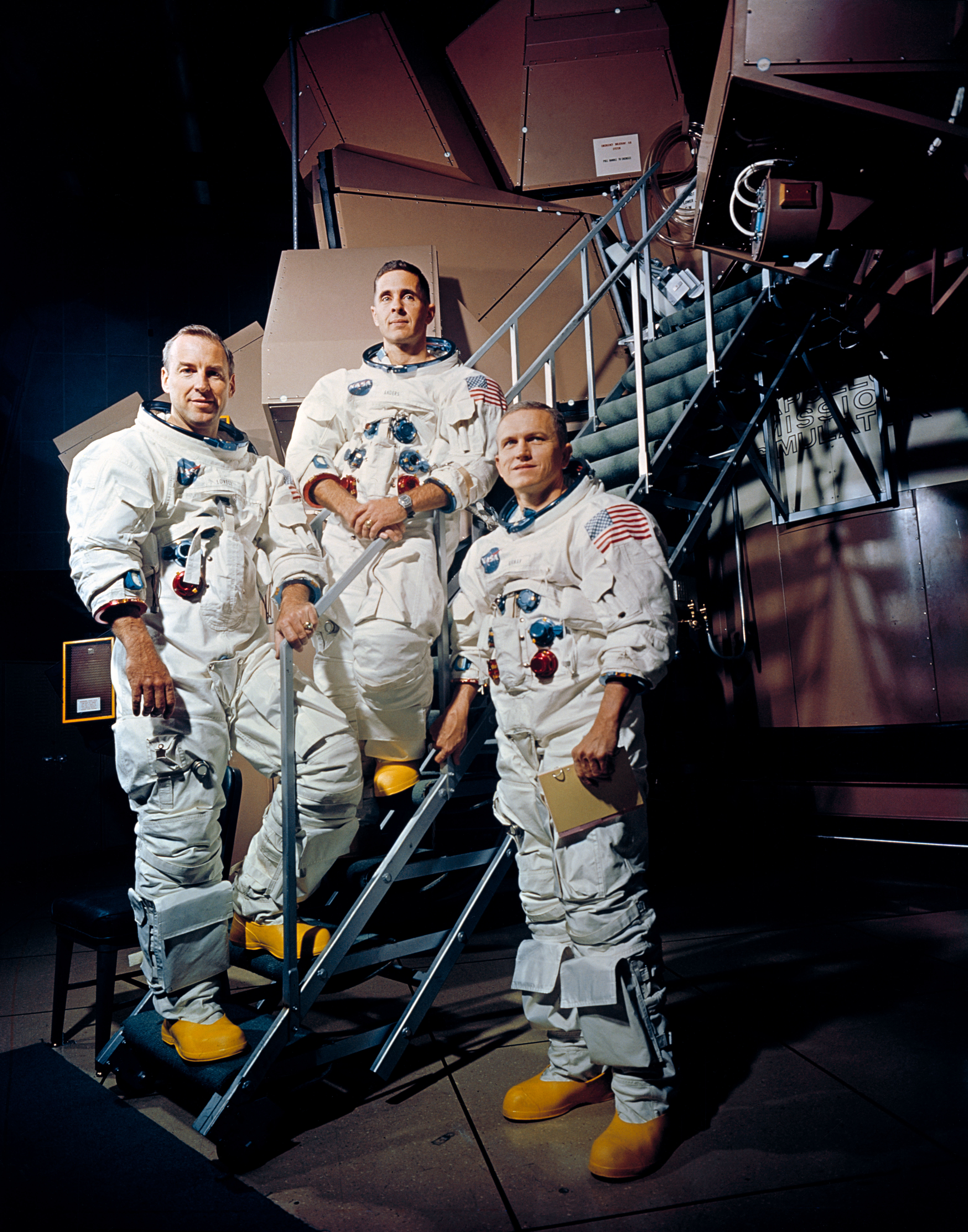
L'équipage d'Apollo 8 (de gauche à droite James A. Lovell Jr., William A. Anders et Frank Borman) devant un des simulateurs du centre spatial Kennedy.

Le premier groupe de sept astronautes sélectionnés pour le programme Mercury avait été recruté parmi les pilotes d'essais militaires ayant un diplôme de niveau minimum licence dans des domaines touchant à l'ingénierie, âgés de moins de 40 ans et satisfaisant une batterie de critères physiques et psychologiques. Les vagues de recrutement effectuées en 1962 (9 astronautes du groupe 2), 1963 (14 astronautes du groupe 3) et 1966 (15 astronautes du groupe 5) utilisent les mêmes critères de sélection mais visent à rajeunir et diversifier : l'âge maximal de 40 ans est plafonné à 35 puis 34 ans, alors que l'exigence en nombre d'heures de vol est abaissée et la gamme des diplômes acceptés est élargie. En parallèle, deux groupes d'astronautes scientifiques détenteurs d'un doctorat sont recrutés en 1965 (groupe 4) et 1967 (groupe 6), dont un seul volera.
Les astronautes passent beaucoup de temps dans les simulateurs du CSM et du module lunaire, mais reçoivent également, entre autres, des cours d'astronomie pour la navigation astronomique, de géologie pour les préparer à l'identification des roches lunaires et de photographie. Ils passent de nombreuses heures de vol sur des avions d'entraînement à réaction T-38 pour maintenir leur compétence de pilote (trois astronautes du groupe 3 se tueront en s'entraînant sur T-38). Ils sont impliqués très en amont dans le processus de conception et de mise au point des vaisseaux habités. Enfin, on leur demande de consacrer une partie de leur temps à des tâches de relations publiques qui se traduisent par des tournées dans les entreprises qui participent au projet. Deke Slayton joue un rôle officieux mais effectif de chef des astronautes, en sélectionnant les équipages de chaque mission et en défendant le point de vue des astronautes durant l'élaboration du projet et des missions.
Les véhicules spatiaux Apollo sont initialement conçus pour donner une autonomie complète à l'équipage en cas de coupure des communications avec le centre de contrôle à Terre. Cette autonomie procurée par les programmes du système de navigation et de pilotage sera dans les faits fortement réduite lorsque les procédures suivies par les missions Apollo seront figées : en raison de l'impossibilité de réduire les dimensions et du poids d'un ordinateur complet, la capsule n'embarquera qu'un ordinateur de bord limité, et c'est le contrôle au sol à Houston qui fournira les principaux paramètres, tels que la position du vaisseau spatial ainsi que le vecteur de la poussée avant chaque allumage des moteurs. Houston dispose au moment des premiers vols vers la Lune de moyens de calcul plus puissants et, grâce à la télémesure, connaît parfaitement la position des vaisseaux et leur trajectoire. Une fois une phase de vol engagée, c'est toutefois à l'ordinateur de bord d'appliquer les corrections nécessaires en se basant sur ses capteurs et ses capacités de calcul. Par ailleurs, l'ordinateur joue un rôle essentiel pour le contrôle des moteurs (fonction autopilote) et gère de nombreux sous-systèmes, ce qui lui vaut le surnom de quatrième homme de l'équipage. Sans l'ordinateur, les astronautes n'auraient pu poser le module lunaire sur la Lune, car lui seul pouvait optimiser suffisamment la consommation de carburant pour se contenter des faibles marges disponibles.

### Recherche de fiabilité

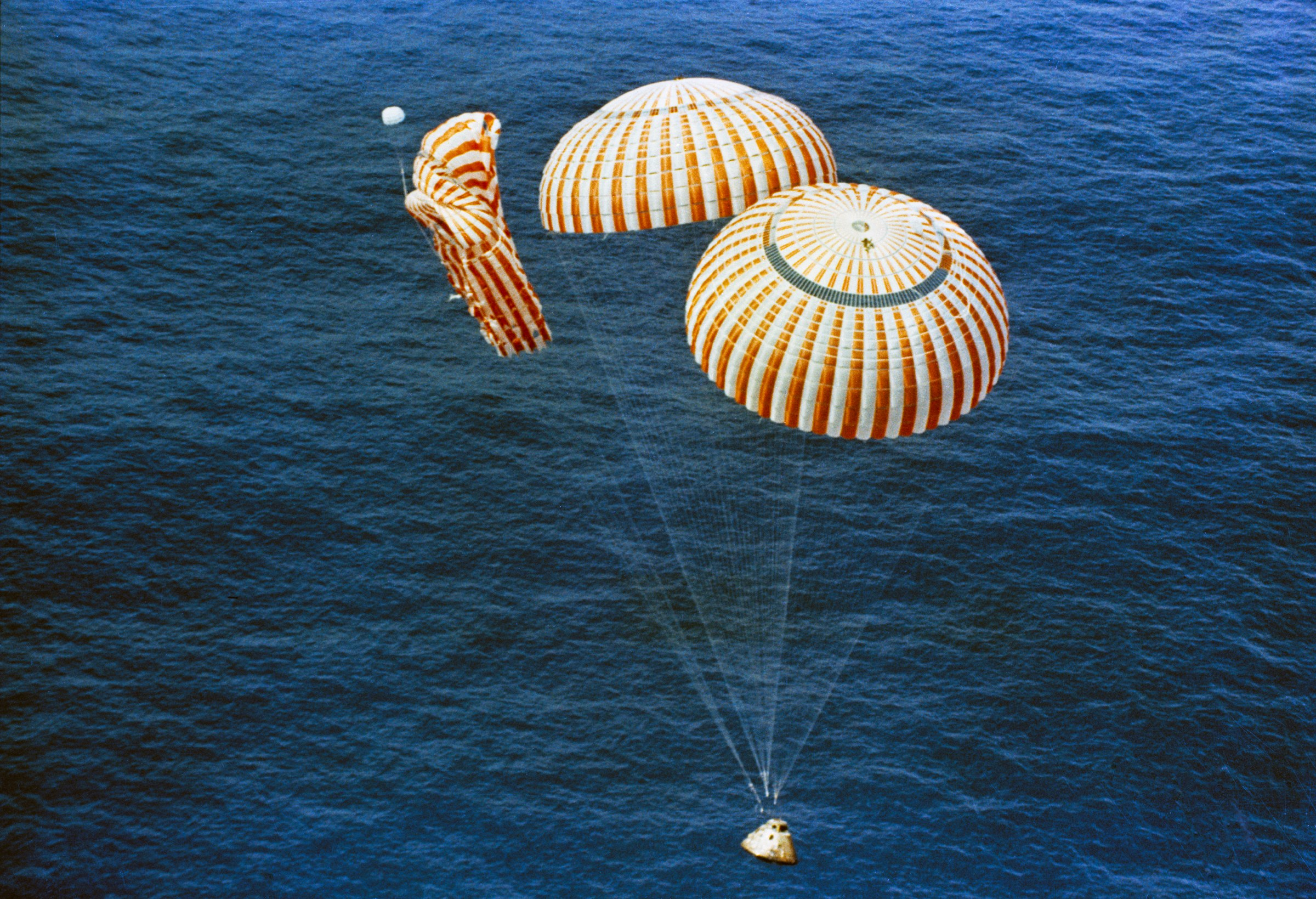
Le retour sur Terre d'Apollo 15. Un des parachutes s'est mis en torche mais leur dimension avait été prévue pour que deux suffisent.

La NASA est, dès le lancement du projet, très sensible aux problèmes de fiabilité. En cas de difficulté, l'envoi d'une mission de secours n'étant pas envisageable, la priorité est donnée à la fiabilité et la redondance des composants. L'envoi d'astronautes sur le sol lunaire est une entreprise beaucoup plus risquée que les vols spatiaux autour de la Terre. Pour les missions en orbite terrestre, en cas d'incident grave, le retour est assuré relativement facilement par une brève poussée des rétrofusées. Par contre, une fois que le vaisseau a quitté l'orbite terrestre, un retour des astronautes sur Terre nécessite que les principaux sous-systèmes ne connaissent aucune défaillance. De manière assez empirique, la NASA avait déterminé que les composants du vaisseau devaient permettre d'atteindre une probabilité de succès de mission de 99 %, tandis que la probabilité de perte de l'équipage devait être inférieure à 0,1 %, en ne tenant pas compte des micro-météorites ni des rayons cosmiques, dont les effets étaient mal connus à l'époque,. L'architecture des sous-systèmes et la qualité des composants élémentaires des véhicules et du lanceur devaient donc respecter ces objectifs.
Des choix techniques garantissant une grande fiabilité sont retenus sur le module lunaire comme sur le module de commande et de service. Les ergols liquides utilisés par les moteurs sont hypergoliques, c'est-à-dire qu'ils s'enflamment spontanément quand ils sont mis en contact et ne sont pas à la merci d'un système d'allumage défaillant. Leur mise sous pression est effectuée classiquement grâce à de l'hélium, supprimant le recours à une fragile turbopompe. Pour parvenir au taux de fiabilité visé sur les autres sous-systèmes, la NASA envisage d'abord de donner aux astronautes la possibilité de réparer les composants défaillants. Mais ce choix suppose de former les astronautes à des systèmes nombreux et complexes, d'emporter des outils et des pièces de rechange et de rendre accessibles les composants à réparer, ce qui les rend vulnérables à l'humidité et à la contamination. La NASA renonce à cette solution en 1964 et décide d'intégrer dans la conception du vaisseau des solutions de contournement permettant de pallier toute anomalie affectant un sous-système critique.
En cas de panne, des systèmes de secours prennent le relais dans un mode plus ou moins dégradé. Ainsi, le système de navigation du module lunaire (ordinateur et système inertiel) est doublé par un système de secours développé par un autre constructeur, pour éviter qu'une même faille logicielle mette en panne les deux systèmes. Les quatre groupes de moteurs de contrôle d'attitude (« quads ») sont regroupés par paires indépendantes, chacune d'entre elles pouvant couvrir le besoin en mode dégradé. Le système de régulation thermique est doublé. Les circuits d'alimentation électrique sont également doublés. L'antenne de télécommunications en bande S peut être remplacée par deux antennes plus petites en cas de défaillance. Il n'y a néanmoins pas de parade à une panne de moteur : seuls des tests poussés avec un maximum de réalisme peuvent permettre d'atteindre le taux de fiabilité attendu. Des solutions techniques conservatrices mais éprouvées sont dans certains cas retenues. C'est le cas de l'énergie électrique sur le module lunaire (choix des batteries), des systèmes pyrotechniques (choix de systèmes existants standardisés et éprouvés) ainsi que de l'électronique de bord (les circuits intégrés, bien qu'acceptés dans les ordinateurs, ne sont pas retenus pour le reste de l'électronique).
Selon Neil Armstrong, les responsables du projet avaient calculé qu'il y aurait environ 1 000 anomalies à chaque mission Apollo (fusée, CSM (Command/Service Module) et LEM (Lunar Excursion Module)), chiffre extrapolé du nombre de composants et du taux de fiabilité exigé des constructeurs. Il y en aura en fait en moyenne 150, ce qu'Armstrong attribue à l'implication exceptionnellement forte des personnes ayant travaillé sur le projet.

### Programme lunaire soviétique en toile de fond

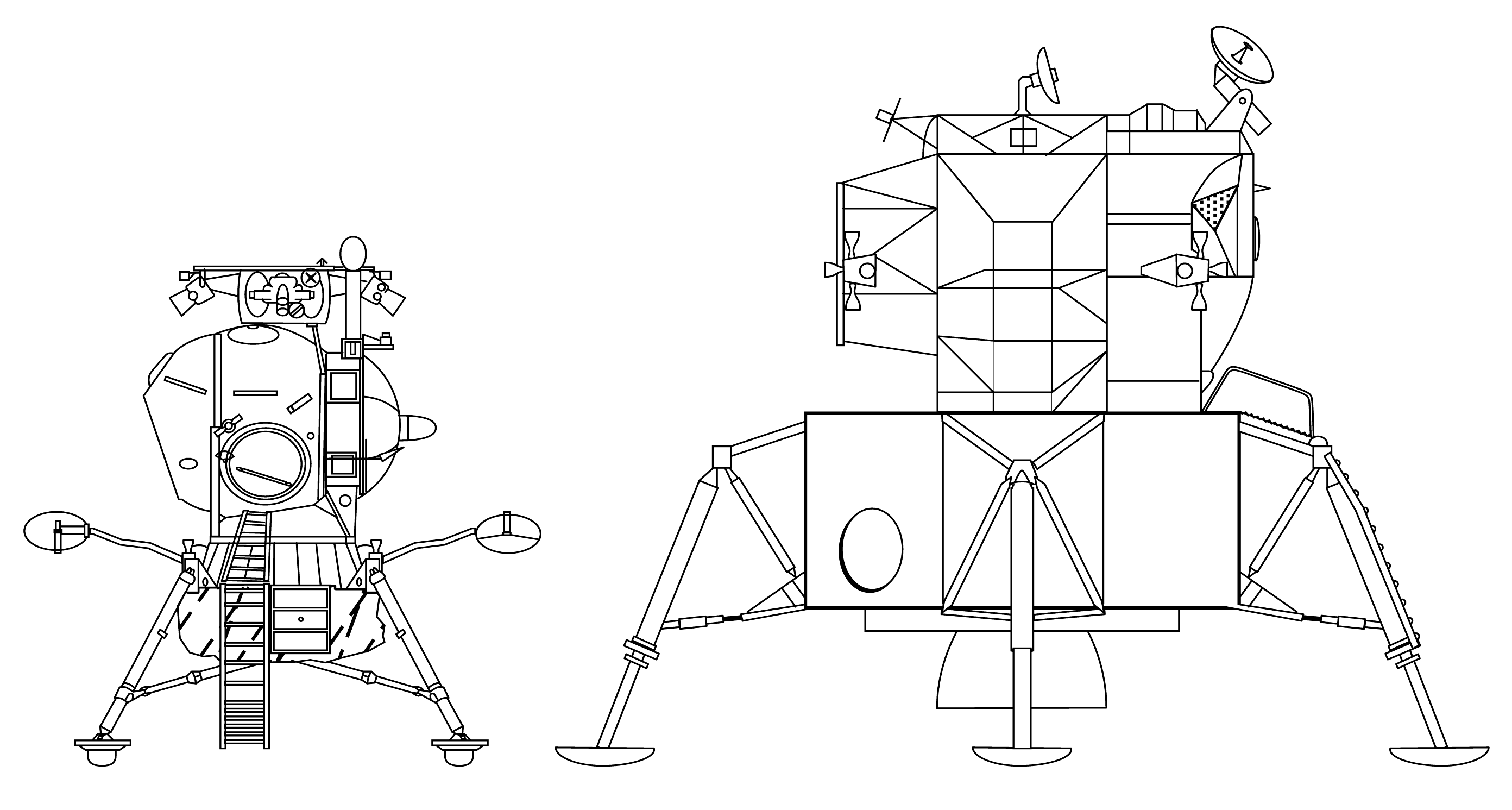
Pour compenser la puissance plus faible du lanceur N-1, les Soviétiques ont conçu un module lunaire beaucoup plus léger (ici à gauche du module américain) transportant un seul cosmonaute.

Depuis le lancement de Spoutnik 1, les dirigeants de l'Union soviétique et les responsables du programme spatial soviétique ont toujours fait en sorte de maintenir leur avance sur le programme américain. Il ne faisait aucun doute, dans l'esprit des dirigeants américains comme dans celui de l'opinion publique, que l'URSS allait lancer son propre programme de vol habité vers la Lune et tenter de réussir avant les États-Unis, pour conserver le prestige associé à leur domination durant la première phase de la course à l'espace. Néanmoins, après une déclaration publique en 1961 d'un dirigeant soviétique semblant relever le défi, aucune information officielle ne filtrera plus sur l'existence d'un programme lunaire habité soviétique, au point de susciter le doute sur son existence chez certains représentants du congrès américain qui commencent, pour cette raison, à contester le budget alloué au programme Apollo à compter de 1963. Cependant, pour les dirigeants de la NASA, la menace d'une réussite soviétique exerce une pression constante sur le calendrier du programme Apollo : la décision de lancer la mission circumlunaire Apollo 8, alors que le vaisseau spatial Apollo n'est pas complètement qualifié, constitue une certaine prise de risque, qui est largement motivée par la crainte de se faire devancer par les Soviétiques. Certains indices contribuent par la suite à diminuer la pression sur les décideurs de la NASA, qui requalifient la mission Apollo 10, initialement prévue pour effectuer l'alunissage, en une répétition générale (le LEM rebroussant chemin à 15 km du sol), afin de fiabiliser la mission finale d'alunissage qui serait celle réalisée par l'équipage d''Apollo 11. Au cours des années 1970, aucune information ne filtre sur la réalité du programme soviétique et, dans l'atmosphère de désenchantement qui suit la fin du programme Apollo, le célèbre journaliste américain Walter Cronkite annonce gravement à son public que l'argent dépensé pour celui-ci a été gaspillé, car « les Russes n'avaient jamais été dans la course ». Ce n'est qu'avec la glasnost, à la fin des années 1980, que commenceront à émerger quelques informations sur le sujet, et il faut attendre la chute de l'URSS, en décembre 1991, pour que la réalité du programme lunaire soviétique soit reconnue par les dirigeants russes.
À compter du début des années 1960, le programme spatial habité soviétique, si performant jusque-là, tourne à la confusion. Sergueï Korolev, à l'origine des succès les plus éclatants de l'astronautique soviétique, commence à concevoir à cette époque la fusée géante N-1, pour laquelle il réclame le développement de moteurs cryogéniques performants — c'est-à-dire utilisant de l'hydrogène, comme ceux en cours de développement chez les Américains —, mais se heurte au refus de Valentin Glouchko, qui possède un monopole sur la fabrication des moteurs-fusées. Aucun programme lunaire n'est lancé en 1961 car les responsables soviétiques sont persuadés que la NASA court à l'échec. Le premier secrétaire du PCUS Nikita Khrouchtchev demande en juin 1961 à son protégé Vladimir Tchelomeï, rival de Korolev, de développer un lanceur, le Proton, et un vaisseau LK-1 (pour Лунный корабль (Lounnyï korabl), « vaisseau lunaire ») en vue d'un vol habité circumlunaire. Korolev riposte en proposant une mission de débarquement lunaire basée sur un vaisseau concurrent, le Soyouz (Союз), apte à des rendez-vous en orbite, et un module d'atterrissage L3. Constatant les progrès américains, Khrouchtchev décide finalement le 3 août 1964, avec trois ans de retard, de lancer les équipes soviétiques dans la course à la Lune : les programmes Proton (Прото́н) / Zond (Зонд, « sonde ») de survol de la Lune par une sonde inhabitée et N1-L3 de débarquement d'un cosmonaute sur la Lune de Korolev reçoivent alors le feu vert du Politburo. Toutefois, le limogeage de Khrouchtchev, remplacé par Léonid Brejnev à la tête du Parti communiste de l'URSS en octobre de la même année, se traduit par de nouveaux atermoiements et des problèmes dans la répartition des ressources budgétaires entre les deux programmes.
Gravement handicapé par la mort de Korolev en 1966 et par l'insuffisance des moyens financiers, le développement de la fusée N-1 rencontre des problèmes majeurs (4 échecs en 4 vols, entre 1969 et 1971), qui conduisent à son abandon le 2 mai 1974. C'est la fin des ambitions lunaires de l'URSS. Le lanceur Proton comme le vaisseau Soyouz, après des débuts laborieux, jouent aujourd'hui[Quand ?] un rôle central dans le programme spatial russe.

## Composants du programmeApollo

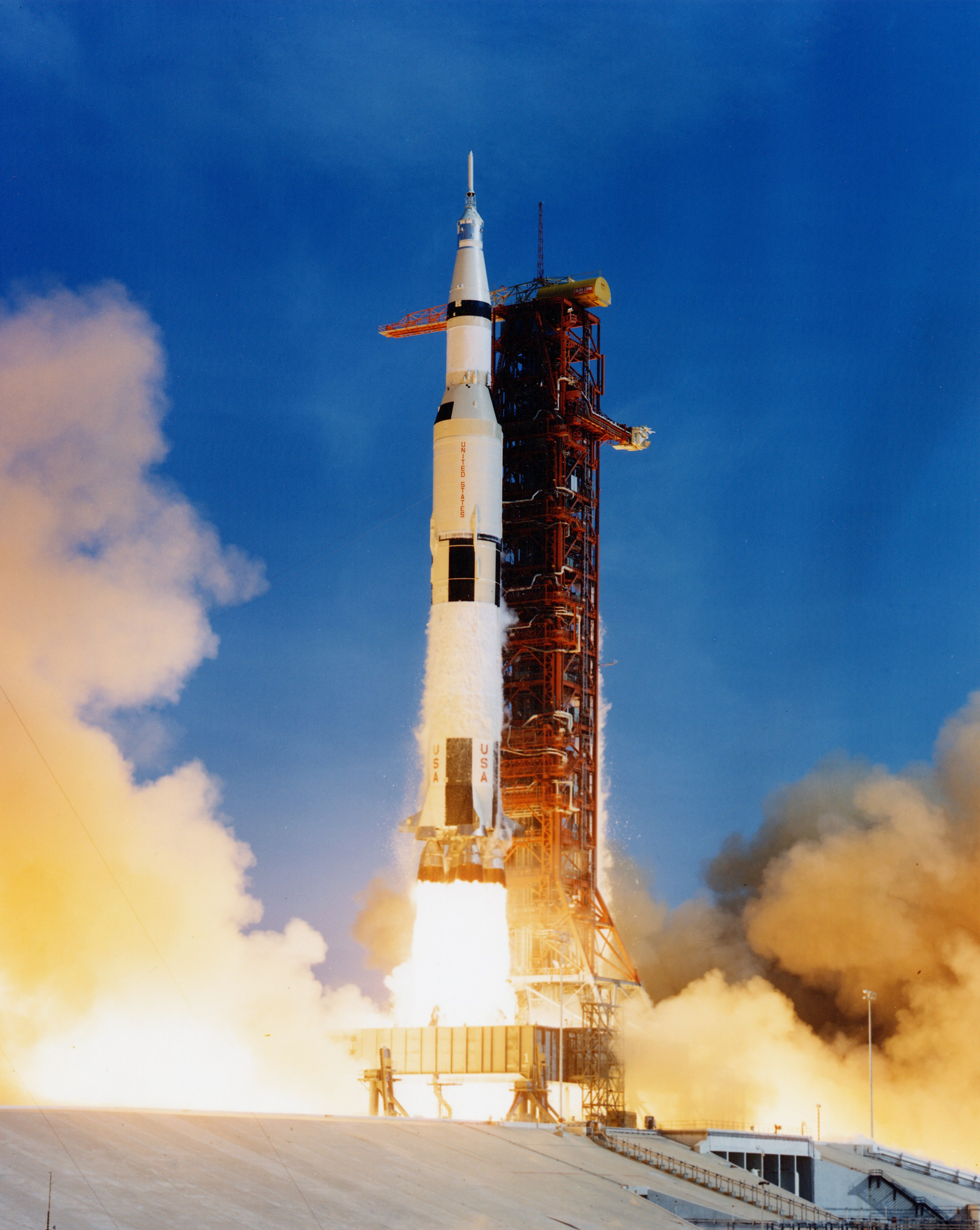
Lancement de la fusée Saturn V transportant l'équipage d’Apollo 11 qui sera le premier à se poser sur la Lune.

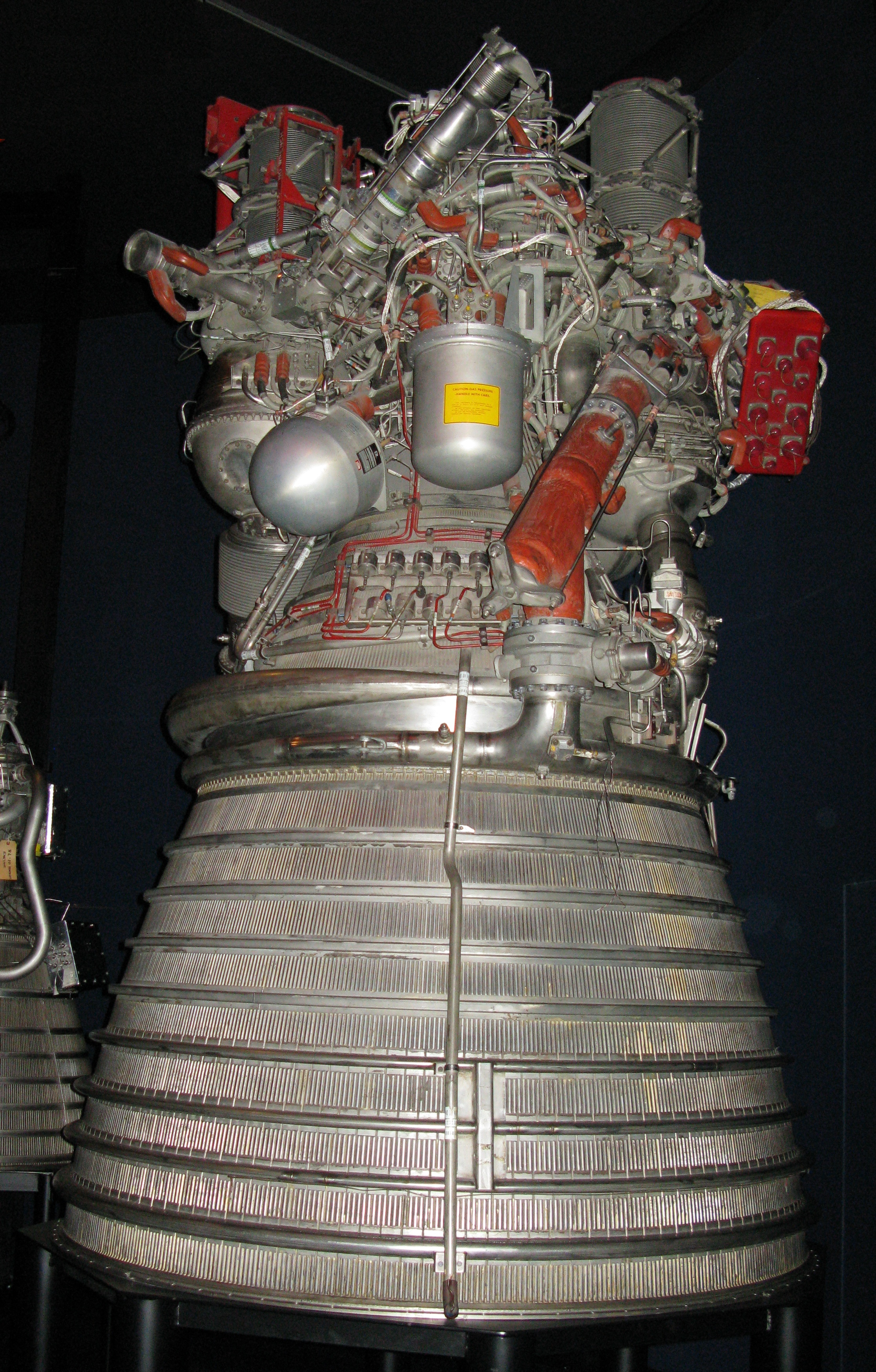
Le moteur cryogénique J2 développé à compter de 1961 pour la propulsion des étages supérieurs de la fusée Saturn.

Les principaux composants du programme Apollo sont la famille de lanceurs Saturn ainsi que les deux vaisseaux habités : le CSM et le module lunaire. Pour le séjour sur la Lune, un véhicule est développé ainsi qu'un ensemble d'instruments scientifiques, l'ALSEP.

### Fusées Saturn
Trois types de lanceurs sont développés dans le cadre du programme Apollo : Saturn I qui va permettre de confirmer la maîtrise du mélange LOX/LH2, Saturn IB utilisé pour les premiers tests du vaisseau Apollo en orbite terrestre et enfin, le lanceur lourd Saturn V dont les performances exceptionnelles et jamais dépassées depuis permettront les missions lunaires.

#### Lanceur lourd pour les satellites militaires
Les débuts de la famille de lanceurs Saturn sont antérieurs au programme Apollo et à la création de la NASA. Début 1957, le département de la Défense (DoD) américain identifie un besoin pour un lanceur lourd permettant de placer en orbite des satellites de reconnaissance et de télécommunications pesant jusqu'à 18 tonnes. À cette époque, les lanceurs américains les plus puissants en cours de développement peuvent tout au plus lancer 1,5 tonne en orbite basse car ils dérivent de missiles balistiques beaucoup plus légers que leurs homologues soviétiques. En 1957, Wernher von Braun et son équipe d'ingénieurs, venus comme lui d'Allemagne, travaillent à la mise au point des missiles intercontinentaux Redstone et Jupiter au sein de l'Army Ballistic Missile Agency (ABMA), un service de l'Armée de Terre situé à Huntsville (Alabama). Cette dernière lui demande de concevoir un lanceur permettant de répondre à la demande du DOD. Von Braun propose un engin, qu'il baptise Super-Jupiter, dont le premier étage, constitué de huit étages Redstone regroupés en fagot autour d'un étage Jupiter, fournit les 680 tonnes de poussée nécessaires pour lancer les satellites lourds. La course à l'espace, qui débute à la fin de 1957, décide le DOD, après examen de projets concurrents, à financer en août 1958 le développement de ce nouveau premier étage rebaptisé Juno V puis finalement Saturn (la planète située au-delà de Jupiter). Le lanceur utilise, à la demande du DOD, huit moteurs-fusées H-1, simple évolution du propulseur utilisé sur la fusée Jupiter, ce qui doit permettre une mise en service rapide.

#### Récupération du projet Saturn par la NASA
Durant l'été 1958, la NASA, qui vient tout juste d'être créée, identifie le lanceur comme un composant clé de son programme spatial. Mais au début de 1959, le département de la Défense décide d'arrêter ce programme coûteux dont les objectifs sont désormais couverts par d'autres lanceurs en développement. La NASA obtient le transfert en son sein du projet et des équipes de von Braun fin 1959 ; celui-ci est effectif au printemps 1960 et la nouvelle entité de la NASA prend le nom de centre de vol spatial Marshall (George C. Marshall Space Flight Center MSFC).
La question des étages supérieurs du lanceur était jusque-là restée en suspens : l'utilisation d'étages de fusée existants, trop peu puissants et d'un diamètre trop faible, n'était pas satisfaisante. Fin 1959, un comité de la NASA travaille sur l'architecture des futurs lanceurs de la NASA. Son animateur, Abe Silverstein, responsable du centre de recherche Lewis et partisan de la propulsion par des moteurs utilisant le couple hydrogène/oxygène en cours d'expérimentation sur la fusée Atlas-Centaur, réussit à convaincre un von Braun réticent d'en doter les étages supérieurs de la fusée Saturn. Le comité identifie dans son rapport final six configurations de lanceur de puissance croissante (codés A1 à C3) permettant de répondre aux objectifs de la NASA tout en procédant à une mise au point progressive du modèle le plus puissant. Le centre Marshall étudie en parallèle à l'époque un lanceur hors normes capable d'envoyer une mission vers la Lune : cette fusée baptisée Nova, est dotée d'un premier étage fournissant 5 300 tonnes de poussée et est capable de lancer 81,6 tonnes sur une trajectoire interplanétaire.

#### Saturn IB et V dans leurs configurations définitives
Lorsque le président Kennedy accède au pouvoir au début de 1961, les configurations du lanceur Saturn sont toujours en cours de discussion, reflétant l'incertitude sur les missions futures du lanceur. Toutefois, dès juillet 1960, Rocketdyne, sélectionné par la NASA, avait démarré les études sur le moteur J-2 consommant hydrogène et oxygène et d'une poussée de 89 tonnes retenu pour propulser les étages supérieurs. Le même motoriste travaillait depuis 1956, initialement à la demande de l'Armée de l'air, sur l'énorme moteur F-1 (677 tonnes de poussée) retenu pour le premier étage. Fin 1961, la configuration du lanceur lourd (C-5 futurs Saturn V) est figée : le premier étage est propulsé par cinq F-1, le deuxième étage par cinq J-2 et le troisième par un J-2. L'énorme lanceur peut placer jusque 140 tonnes en orbite basse et envoyer 41 tonnes vers la Lune. Deux modèles moins puissants doivent être utilisés durant la première phase du projet :
- la C-1 (ou Saturn I), utilisée pour tester des maquettes des vaisseaux Apollo, est constituée d'un premier étage propulsé par huit moteurs H-1 couronné d'un second étage propulsé par six RL-10 ;
- la C-1B (ou Saturn IB), chargée de qualifier les vaisseaux Apollo sur l'orbite terrestre, est constituée du 1er étage de la S-1 couronné du troisième étage de la C-5.

Fin 1962, le choix du scénario du rendez-vous en orbite lunaire (LOR) confirme le rôle du lanceur Saturn V et entraîne l'arrêt des études sur le lanceur Nova.
| Lanceur                                                         | Saturn I                                           | Saturn IB                                                         | Saturn V                                             |
| --------------------------------------------------------------- | -------------------------------------------------- | ----------------------------------------------------------------- | ---------------------------------------------------- |
| Charge utile en orbite basse (LEO) injection vers la Lune (TLI) | 9 t (LEO)                                          | 18,6 t (LEO)                                                      | 140 t (LEO) 47 t (TLI)                               |
| 1er étage                                                       | S-I (poussée 670 t) 8 moteurs H-1 (LOX/Kérosène)   | S-IB (poussée 670 t) 8 moteurs H-1 (LOX/Kérosène)                 | S-IC (Poussée 3 402 t) 5 moteurs F-1 (LOX/Kérosène)  |
| 2e étage                                                        | S-IV (Poussée 40 t.) 6 RL-10 (LOX/LH2)             | S-IVB (Poussée 89 t.) 1 moteur J-2 (LOX/LH2)                      | S-II (Poussée 500 t.) 5 moteurs J-2 (LOX/LH2)        |
| 3e étage                                                        | -                                                  | -                                                                 | S-IVB (Poussée 100 t.) 1 moteur J-2 (LOX/LH2)        |
| Vols                                                            | 10 (1961-1965) Satellites Pegasus, maquette du CSM | 9 (1966-1975) Qualification CSM, relève Skylab, vol Apollo-Soyouz | 13 (1967-1973) missions lunaires et lancement Skylab |

### Vaisseau Apollo (CSM)

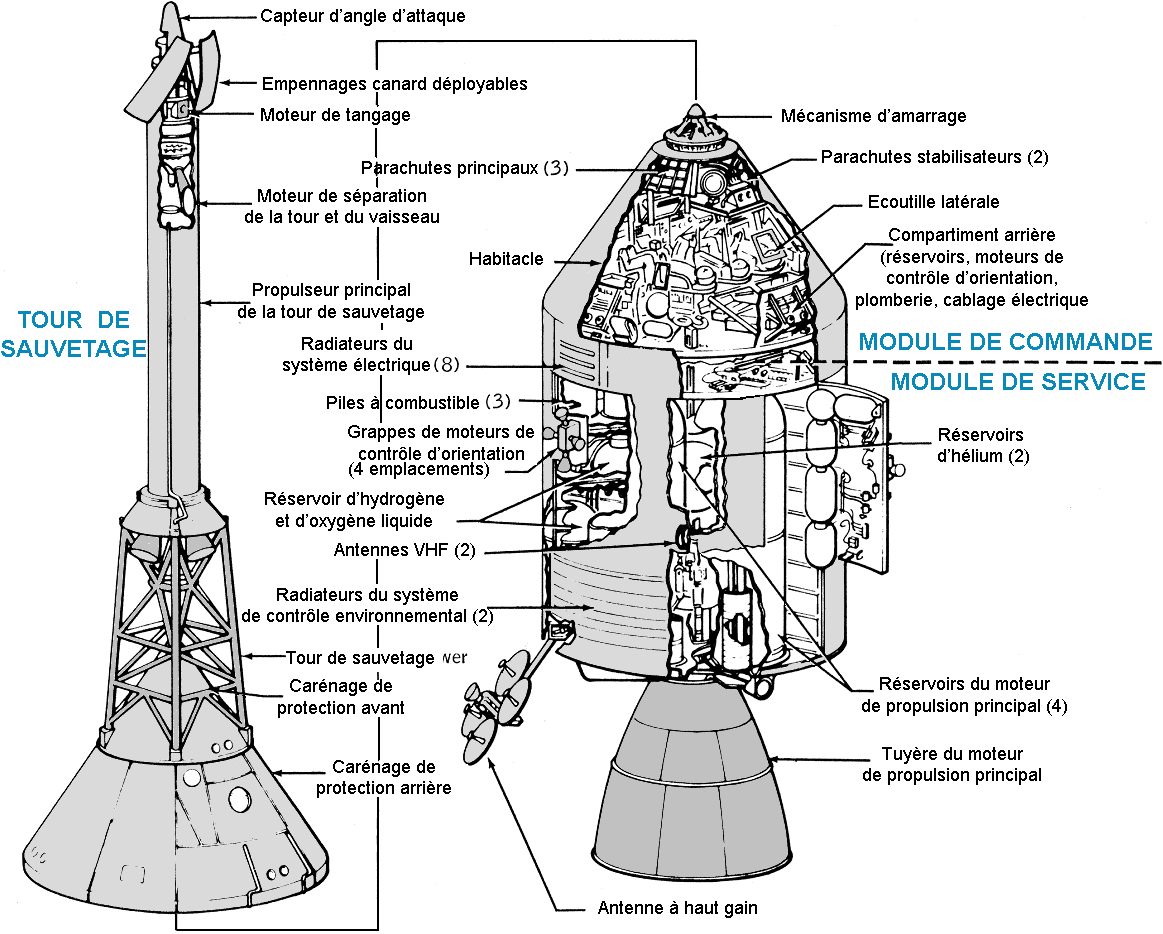
Schéma du vaisseau Apollo et de la tour de sauvetage.

Le véhicule spatial Apollo (ou module de commande et de service, abrégé en CSM) transporte les astronautes à l'aller et au retour. Pesant plus de 30 tonnes, il est pratiquement dix fois plus lourd que le vaisseau Gemini. La masse supplémentaire (21,5 tonnes) est en grande partie représentée par le moteur et les ergols qui fournissent un delta-v de 2 800 m/s permettant au vaisseau de s'insérer en orbite lunaire puis de quitter cette orbite. Le vaisseau Apollo reprend une disposition inaugurée avec le vaisseau Gemini : un module de commande (CM) abrite l'équipage et un module de service (SM) contient le moteur de propulsion principal, l'essentiel des sources d'énergie ainsi que l'équipement nécessaire à la survie des astronautes. Le module de service est largué juste avant l'atterrissage.

#### Module de commande
Le module de commande Apollo est la partie dans laquelle les trois astronautes séjournent durant la mission, sauf lorsque deux d'entre eux descendent sur la Lune au moyen du module lunaire. Pesant 6,5 tonnes et de forme conique, sa structure externe comporte une double paroi : une enceinte constituée de tôles et nid d'abeilles à base d'aluminium qui renferme la zone pressurisée et un bouclier thermique qui recouvre la première paroi et dont l'épaisseur varie en fonction de l'exposition durant la rentrée atmosphérique. Le bouclier thermique est réalisé avec un matériau composite constitué de fibres courtes de silice et microbilles de résine, dans une matrice de résine phénolique. Ce matériau est inséré dans un nid d'abeille tissé fibre de silice/résine phénolique.

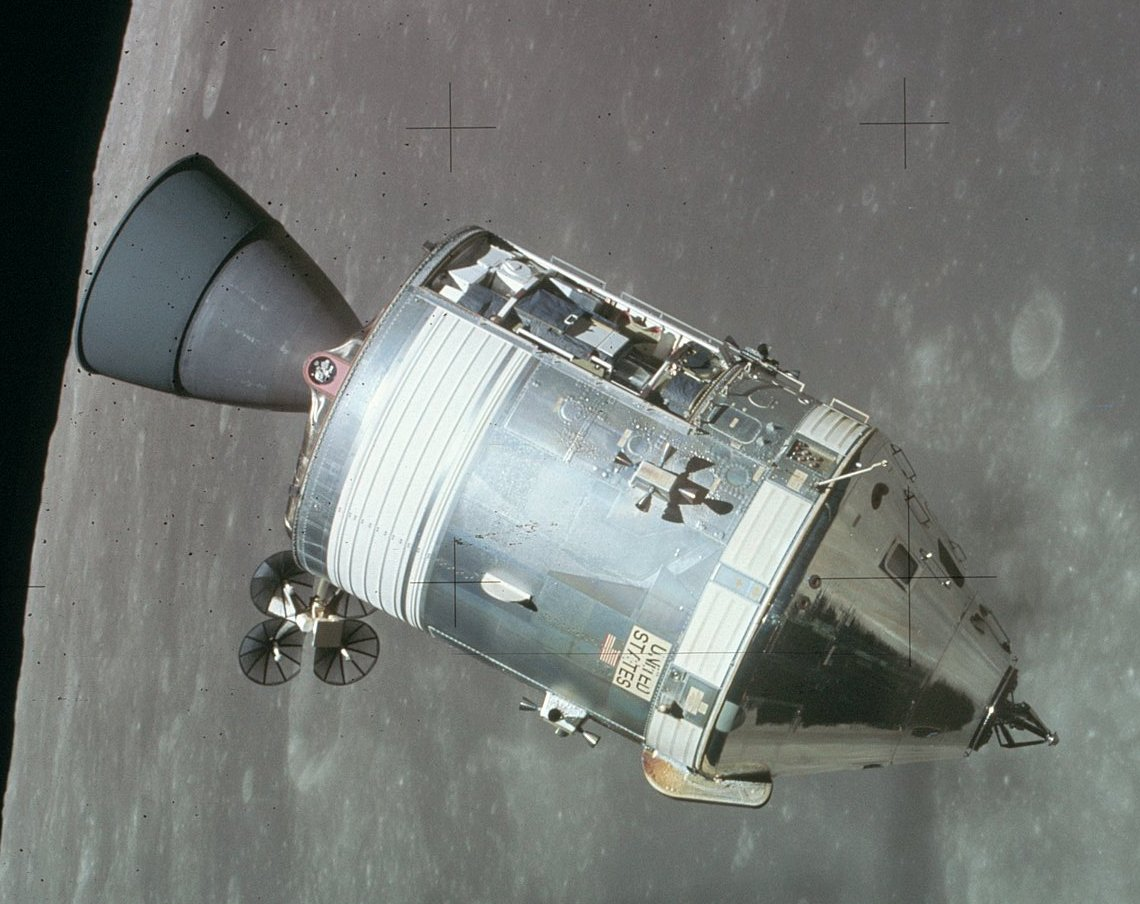
Le vaisseau Apollo en orbite lunaire le 2 août 1971.

L'espace pressurisé représente un volume de 6,5 m3. Les astronautes sont installés sur trois couchettes côte à côte parallèles au fond du cône et suspendues à des poutrelles partant du plancher et du plafond (la pointe du cône). En position allongée, les astronautes ont en face d'eux, suspendu au plafond, un panneau de commandes large de deux mètres et haut de un mètre présentant les principaux interrupteurs et voyants de contrôles. Les cadrans sont répartis en fonction du rôle de chaque membre d'équipage. Sur les parois latérales se trouvent des baies réservées à la navigation, d'autres panneaux de commande ainsi que des zones de stockage de nourriture et de déchets. Pour la navigation et le pilotage, les astronautes utilisent un télescope et un ordinateur qui exploite les données fournies par une centrale inertielle.
Le vaisseau dispose de deux écoutilles : l'une située à la pointe du cône comporte un tunnel et est utilisée pour passer dans le module lunaire lorsque celui-ci est amarré au vaisseau Apollo. L'autre placée sur la paroi latérale est utilisée à Terre pour pénétrer dans le vaisseau et dans l'espace pour les sorties extra véhiculaires (le vide est alors effectué dans la cabine car il n'y a pas de sas). Les astronautes disposent par ailleurs de cinq hublots pour effectuer des observations et réaliser les manœuvres de rendez-vous avec le module lunaire. Le module de commande dépend pour les principales manœuvres comme pour l'énergie et le support-vie du module de service. Il dispose de quatre grappes de petits moteurs d'orientation permettant les manœuvres lors de la rentrée. Celles-ci s'effectuent en orientant le module en roulis, la capsule ayant une incidence voisine de 25 à 30 degrés par rapport à son axe de symétrie. Cette incidence est obtenue par balourd statique de construction.

#### Module de service
Le module de service (SM ou « Service Module » en anglais) est un cylindre d'aluminium non pressurisé de 5 mètres de long et 3,9 mètres de diamètre pesant 24 tonnes. Il est accouplé à la base du module de commande et la longue tuyère du moteur-fusée principal de 9 tonnes de poussée en dépasse de 2,5 mètres. Le module est organisé autour d'un cylindre central qui contient les réservoirs d'hélium servant à pressuriser les réservoirs d'ergols principaux ainsi que la partie haute du moteur principal. Autour de cette partie centrale, l'espace est découpé en six secteurs en forme de parts de gâteau. Quatre de ces secteurs abritent les réservoirs d'ergols (18,5 tonnes). Un secteur contient trois piles à combustible qui fournissent la puissance électrique et en sous-produit l'eau ainsi que les réservoirs d'hydrogène et d'oxygène qui les alimentent. L'oxygène est également utilisé pour renouveler l'atmosphère de la cabine. Un secteur reçoit des équipements qui ont varié en fonction des missions : appareils scientifiques, petit satellite, caméras, réservoir d'oxygène supplémentaire. Le module de service contient également les radiateurs qui dissipent l'excédent de chaleur du système électrique et qui régulent la température de la cabine. Quatre grappes de petits moteurs de contrôles d'attitude sont disposées sur le pourtour du cylindre. Une antenne comportant cinq petites paraboles, assurant les communications à grande distance, est déployée une fois le vaisseau lancé.

### Tour de sauvetage
La tour de sauvetage est un dispositif destiné à éloigner le vaisseau spatial du lanceur Saturn V si celui-ci subit une défaillance durant les premières phases du vol. Le recours à des sièges éjectables, utilisé sur le vaisseau spatial Gemini, est exclu compte tenu du diamètre de la boule de feu que créerait l'explosion de la fusée Saturn V. La tour de sauvetage est constituée d'un propulseur à poudre situé au bout d'un treillis métallique lui-même perché au sommet du vaisseau Apollo. En cas d'incident, le moteur-fusée de la tour arrache le vaisseau de la fusée tandis qu'un petit propulseur l'écarte de la trajectoire de la fusée. La tour est alors larguée et le vaisseau entame sa descente en suivant une séquence similaire à celle d'un retour sur Terre. Si le lancement se déroule sans problème, la tour est éjectée lorsque le deuxième étage de la fusée Saturn est mis à feu,.

### Module lunaire

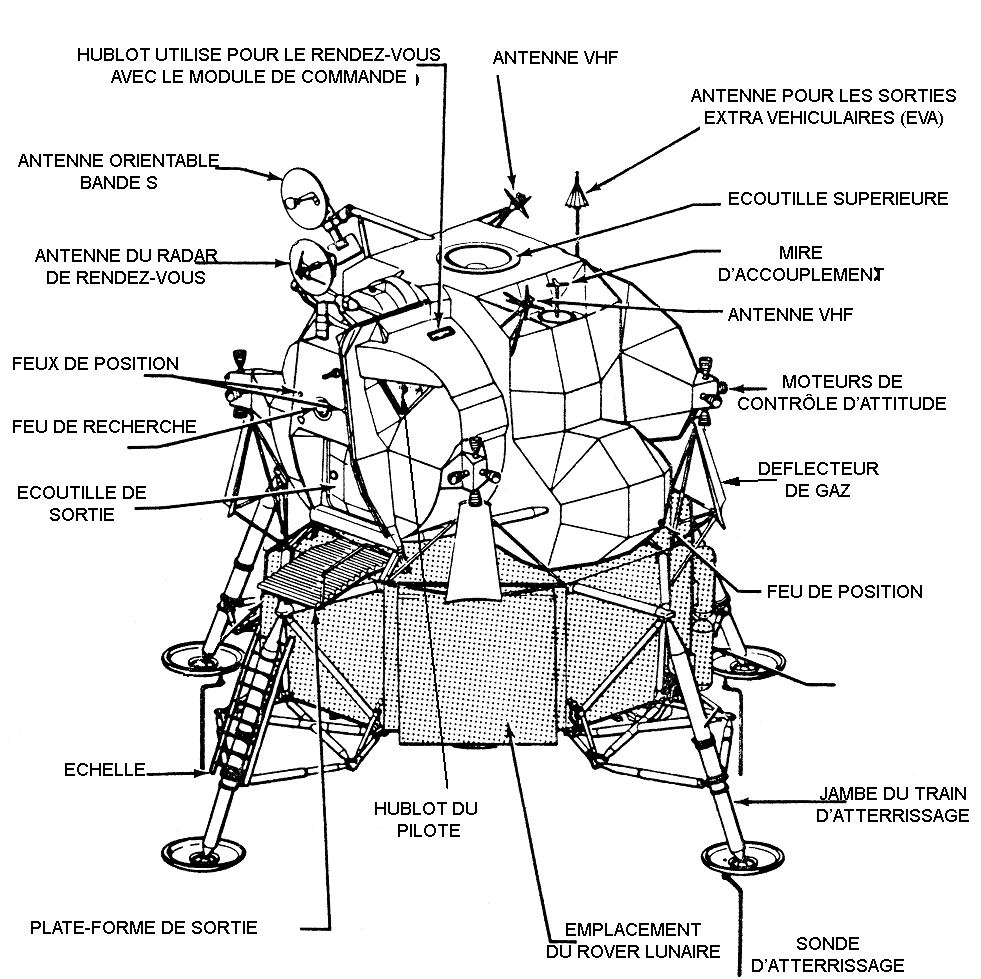
Schéma du module lunaire.

Le module lunaire comporte deux étages : un étage de descente permet d'atterrir sur la Lune et sert par ailleurs de plate-forme de lancement au deuxième étage, l'étage de remontée, qui ramène les astronautes au vaisseau Apollo en orbite à la fin de leur séjour sur la Lune. La structure du module lunaire est, pour l'essentiel, réalisée avec un alliage d'aluminium choisi pour sa légèreté. Les pièces sont généralement soudées entre elles mais parfois également rivetées.

#### Étage de descente
Le corps de l'étage de descente, qui pèse plus de 10 tonnes, a la forme d'une boîte octogonale d'un diamètre de 4,12 mètres et d'une hauteur de 1,65 mètre. Sa structure, constituée de deux paires de panneaux parallèles assemblés en croix, délimite cinq compartiments carrés (dont un central) et quatre compartiments triangulaires. La fonction principale de l'étage de descente est d'amener le LEM sur la Lune. À cet effet, l'étage dispose d'un moteur fusée à la fois orientable et à poussée variable. La modulation de la poussée permet d'optimiser la trajectoire de descente mais surtout de poser en douceur le LEM qui s'est fortement allégé en consommant ses ergols. Le comburant, du peroxyde d'azote (5 tonnes), et le carburant, de l'aérozine 50 (3 tonnes), sont stockés dans quatre réservoirs placés dans les compartiments carrés situés aux quatre coins de la structure. Le moteur se trouve dans le compartiment carré central. Le deuxième rôle de l'étage de descente est de transporter tous les équipements et consommables qui peuvent être abandonnés sur la Lune à la fin du séjour, ce qui permet de limiter le poids de l'étage de remontée.

#### Étage de remontée

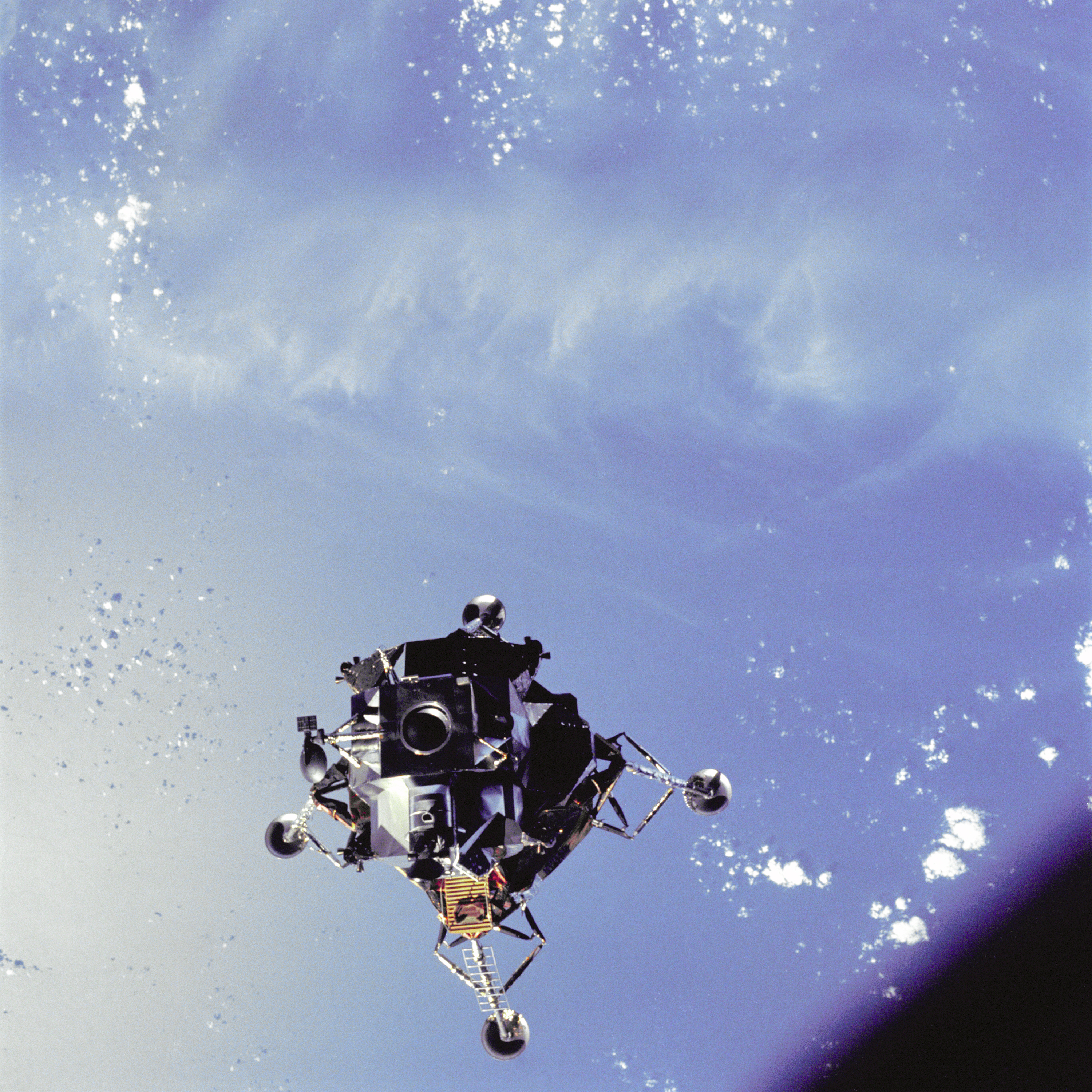
Test du module lunaire d’Apollo 9 en orbite autour de la Terre.

L'étage de remontée pèse environ 4,5 tonnes. Sa forme complexe, qui résulte d'une optimisation de l'espace occupé, lui donne l'allure d'une tête d'insecte. Il est essentiellement composé de la cabine pressurisée qui héberge deux astronautes dans un volume de 4,5 m3 et du moteur de remontée avec ses réservoirs d'ergols. La partie avant de la cabine pressurisée occupe la plus grande partie d'un cylindre de 2,34 mètres de diamètre et de 1,07 mètre de profondeur. C'est là que se tient l'équipage lorsqu'il n'est pas en excursion sur la Lune. Le pilote (à gauche face à l'avant) et le commandant de bord sont debout, tenus par des harnais qui les maintiennent en place en impesanteur et durant les phases d'accélération. Sur la cloison avant, chaque astronaute a devant lui un petit hublot triangulaire (0,18 m2) incliné vers le bas, qui lui permet d'observer le sol lunaire avec un bon angle de vision, ainsi que les principales commandes de vol et cadrans de contrôle regroupés par panneaux généralement dédiés à un sous-système. Les commandes et contrôles communs sont placés entre les deux astronautes (par exemple la console d'accès à l'ordinateur de navigation), certaines commandes sont doublées (commandes pilotant l'orientation et la poussée des moteurs), les autres commandes sont réparties en fonction des tâches assignées à chaque astronaute. Les panneaux de commandes et coupe-circuit se prolongent sur les parois latérales situées de part et d'autre des astronautes.
Le pilote a au-dessus de sa tête un petit hublot (0,07 m2) qui lui permet de contrôler la manœuvre de rendez-vous avec le module de commande. L'arrière de la cabine pressurisée est beaucoup plus exigu (1,37 × 1,42 m pour 1,52 m de haut) : son plancher est plus haut de 48 cm et, de plus, encombré par un capot recouvrant le sommet du moteur de remontée. Les parois latérales sont occupées par les rangements et à gauche, par une partie du système de contrôle environnemental. Au plafond se trouve l'écoutille utilisée pour passer dans le Module de Commande derrière laquelle se trouve un tunnel court (80 cm de diamètre pour 46 cm de long) comportant un système de verrouillage utilisé pour solidariser les deux vaisseaux. Les forces en jeu au moment de l'accostage qui pourraient déformer le tunnel sont amorties par des poutres qui les répercutent sur toute la structure.
Le LEM ne dispose pas de sas, qui aurait ajouté trop de poids. Pour descendre sur le sol lunaire, les astronautes font le vide dans la cabine et, à leur retour, ils pressurisent la cabine avec les réserves d'oxygène. Pour descendre, ils se glissent dans l'écoutille : celle-ci donne sur une petite plate-forme horizontale qui débouche sur l'échelle dont les barreaux sont situés de part et d'autre d'une des jambes de l'étage de descente.

### Instruments scientifiques, véhicules et équipements

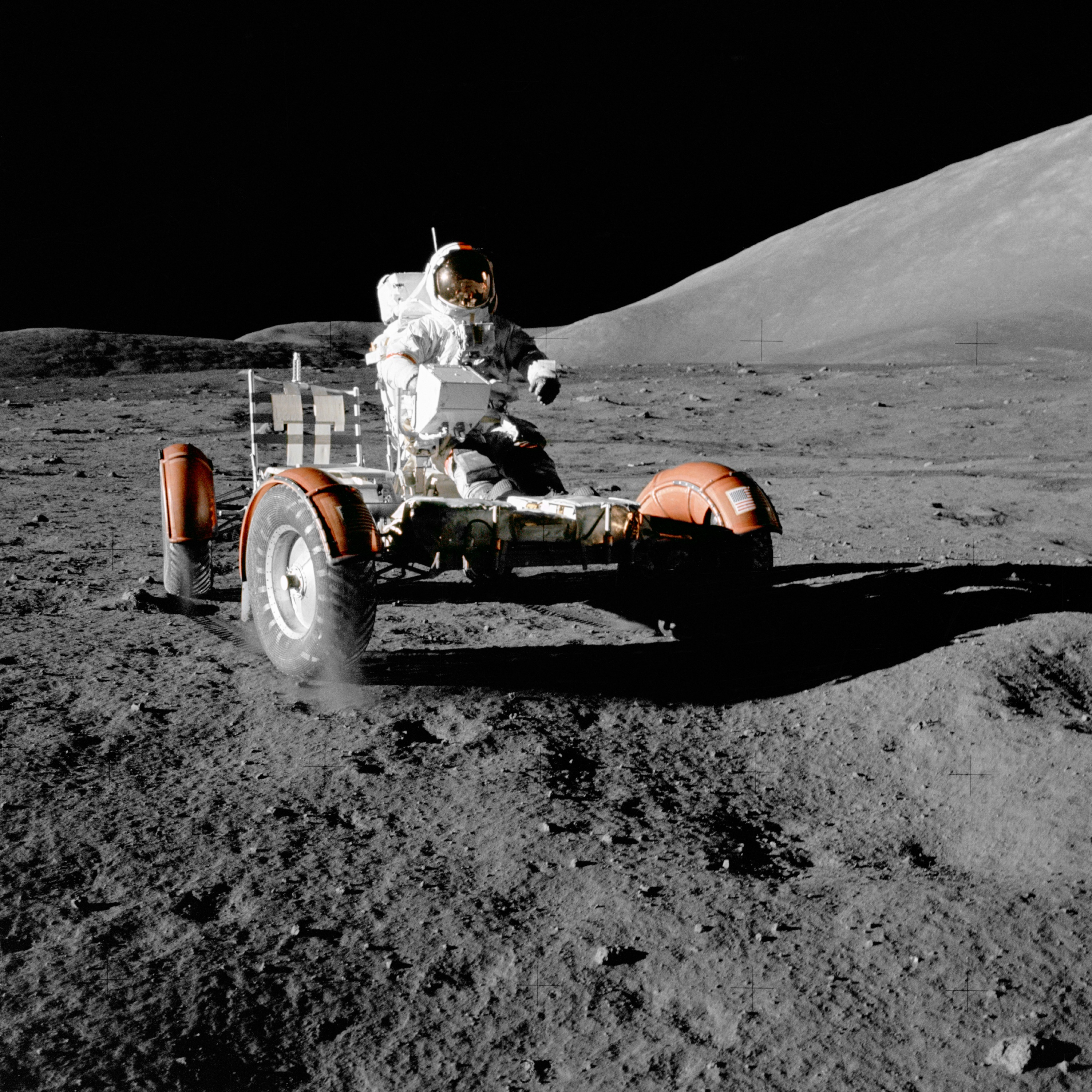
Le rover lunaire utilisé par la mission Apollo 17.

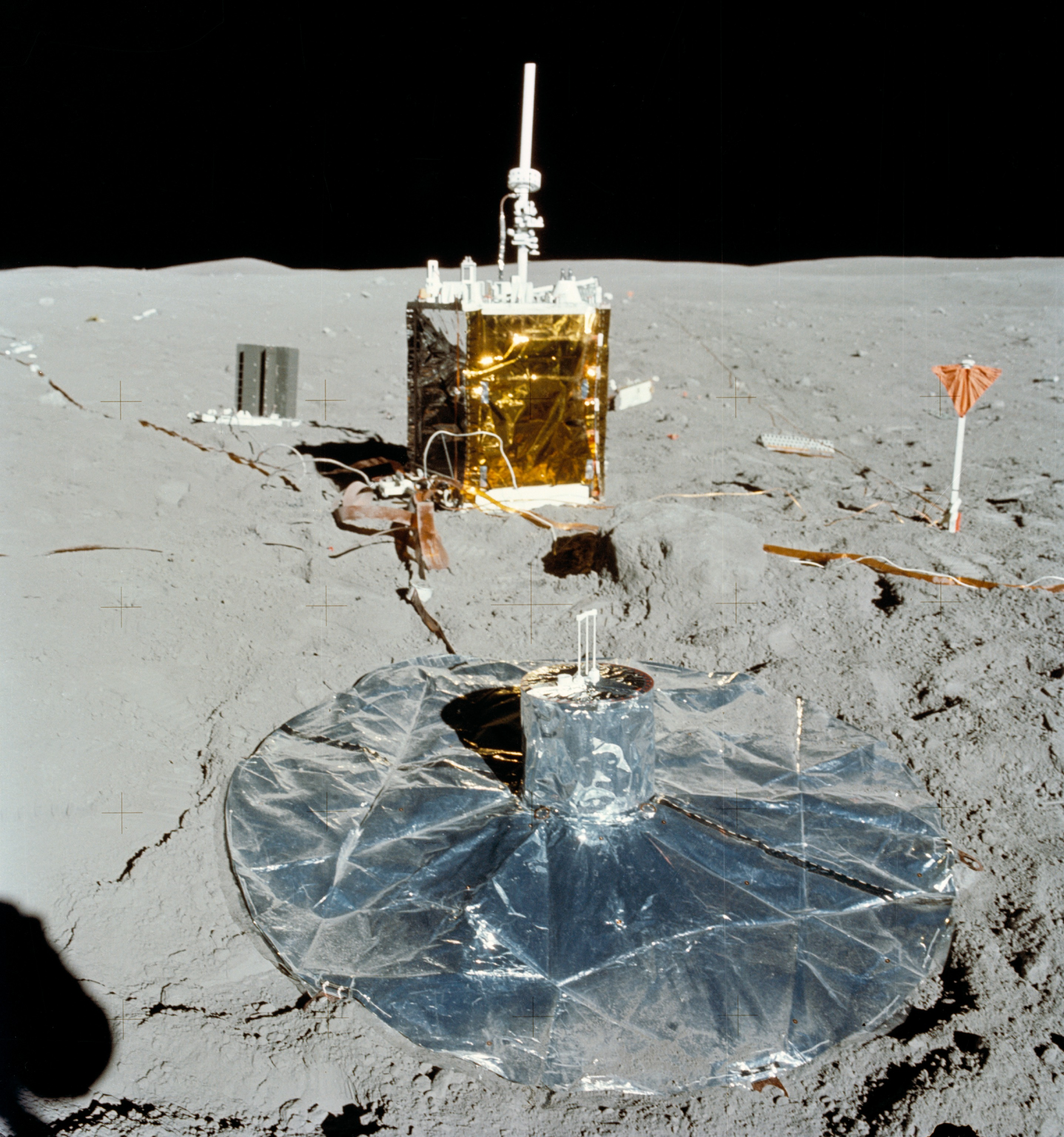
Une partie des instruments scientifiques de l'ALSEP de la mission Apollo 16.

Pour remplir la mission lunaire, la NASA dut concevoir plusieurs instruments scientifiques, équipements et véhicules destinés à être mis en œuvre sur le sol lunaire. Les principaux développements sont :
- le rover lunaire Apollo, utilisé à partir de la mission Apollo 15, est un véhicule rustique tous-terrains à propulsion électrique, alimenté par des batteries. Pouvant atteindre la modeste vitesse de 14 km/h, il permet de porter le rayon d'action des astronautes de quelques centaines de mètres à une dizaine de kilomètres et dispose d'une capacité d'emport de 490 kg[61] ;
- l'ALSEP est un ensemble d'instruments scientifiques installé par les astronautes près de chaque site d'atterrissage à partir d’Apollo 12. Alimenté en énergie électrique par un générateur thermoélectrique à radioisotope (RTG) il comporte de quatre à sept instruments scientifiques dont la composition a varié selon les missions : sismomètre actif ou passif, spectromètre de masse, réflecteur laser, gravimètre, détecteur de poussière, etc. Ces instruments ont fourni en continu, jusqu'à leur arrêt en 1977, des informations sur l'atmosphère, le sol et le sous-sol lunaire : sismicité, vent solaire, température, composition de l'atmosphère, champ magnétique, etc[62] ;
- les combinaisons spatiales (modèle Apollo A7L) portées par les astronautes, d'une masse de 111 kg avec le système de survie, furent spécialement conçues pour les longues excursions sur le sol lunaire (plus de sept heures pour certaines sorties des équipages d’Apollo 15, 16 et 17) au cours desquelles les astronautes devaient se déplacer dans un environnement particulièrement hostile — températures extrêmes, micro-météorites, poussière lunaire — tout en effectuant de nombreux travaux nécessitant une certaine flexibilité[63].

## Déroulement d'une mission lunaire type

### Fenêtres de lancement et le site d'atterrissage
Les six missions lunaires Apollo ont été programmées pour que le module lunaire atterrisse au tout début du jour lunaire (qui dure 28 jours terrestres). Les astronautes bénéficient ainsi d'une lumière rasante pour le repérage du terrain à l'atterrissage (entre 10 et 15° d'élévation au-dessus de l'horizon selon les missions) et de températures relativement modérées : la température au sol passe progressivement de 0 à 130 °C entre le lever du Soleil et le moment où le Soleil culmine au bout de 177 heures terrestres. Compte tenu de ces conditions, pour chaque lieu d'atterrissage, la fenêtre de lancement de la fusée Saturn était réduite à un jour par mois pour un site donné.
Le site retenu est toujours situé sur la face visible de la Terre pour que les communications entre le vaisseau et la Terre ne soient pas interrompues ; il n'est pas trop éloigné de la bande équatoriale de la Lune pour limiter la consommation de carburant que nécessiterait un déport du vaisseau vers des latitudes plus élevées.

### Mise en orbite terrestre

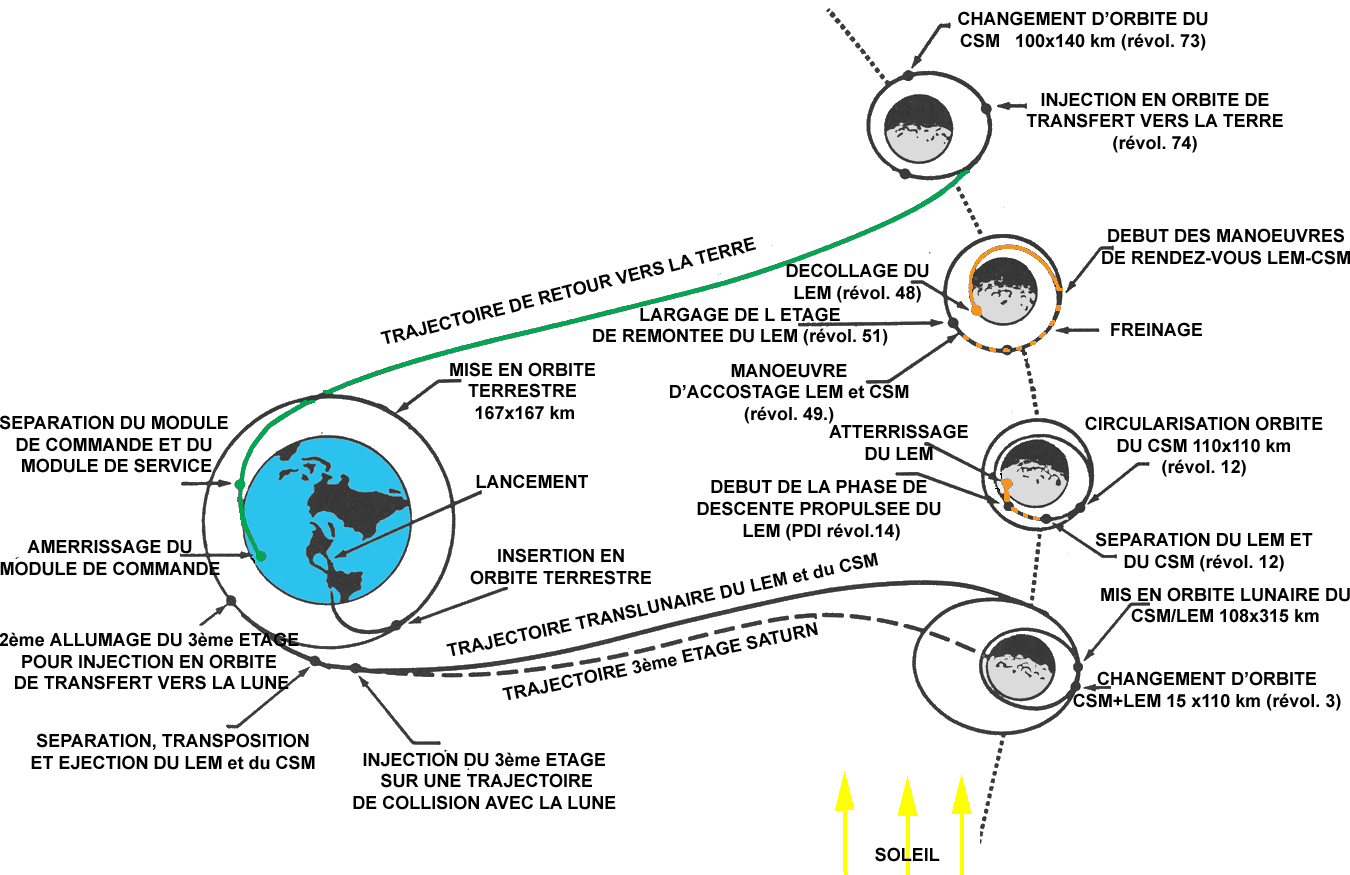
Déroulement de la mission Apollo 15.

La fusée décolle systématiquement depuis le Pad 39 du centre spatial Kennedy. Le lancement des 3 000 tonnes de la fusée est particulièrement spectaculaire : les cinq moteurs du premier étage sont allumés simultanément consommant 15 tonnes de carburant chaque seconde puis la fusée, qui est retenue par des pinces, est lâchée dès que les ordinateurs ont vérifié que la poussée des moteurs a atteint sa puissance nominale. La fusée s'élève d'abord très lentement, mettant près de dix secondes à se dégager de la tour de lancement. La séparation du premier étage S1-C intervient deux minutes et demie après le lancement à une altitude de 56 km alors que la fusée a atteint une vitesse de Mach 8 (10 000 km/h soit environ 2 800 m.s−1). Peu après, les moteurs-fusées du deuxième étage S-II s'allument : la jupe inter-étages se détache et la tour de sauvetage est éjectée car le vaisseau spatial est suffisamment haut pour pouvoir retomber sans son aide en cas d'interruption de la mission. Le deuxième étage est à son tour largué alors que la fusée atteint une vitesse de 24 680 km/h (soit environ 6 856 m/s) et une altitude de 185 km. Le troisième étage S-IVB est alors mis à contribution durant 140 secondes pour placer l'ensemble de la fusée restante sur une orbite circulaire de 180 km, onze minutes et demie après le décollage.

### De l'orbite terrestre à l'orbite lunaire
Une fois placés en orbite basse, les vaisseaux Apollo (LEM et Module de Commande et de Service) ainsi que le troisième étage de la fusée effectuent une orbite et demie autour de la Terre puis le moteur du troisième étage est rallumé pour injecter l'ensemble sur une orbite de transfert vers la Lune (TransLunar Injection - TLI). L'injection se traduit par une augmentation de la vitesse à 3 040 m/s (10 944 km/h). Environ une demi-heure après la fin de la poussée, le Module de Commande et de Service (CSM) se détache du reste du train spatial puis pivote de 180° pour venir repêcher le LEM dans son carénage. Après avoir vérifié l'amarrage des deux vaisseaux et pressurisé le LEM, les astronautes déclenchent par pyrotechnie la détente de ressorts situés dans le carénage du LEM : ceux-ci écartent le LEM et le CSM du troisième étage de la fusée Saturn à une vitesse d'environ 30 cm/s. Le troisième étage va alors entamer une trajectoire divergente qui, selon les missions le place en orbite autour du Soleil ou l'envoie s'écraser sur la Lune.
Durant le trajet de 70 heures vers la Lune, des corrections peuvent être apportées à la trajectoire du CSM et du LEM pour optimiser la consommation finale de propergols. Initialement, le déroulement d'une mission Apollo prévoyait une quantité relativement importante de carburant pour ces manœuvres. À l'usage, à peine 5 % de cette quantité sera consommée grâce à la précision de la navigation. Le train spatial est mis en rotation lente pour limiter l'échauffement des vaisseaux en réduisant la durée de l'exposition continue au Soleil.
Une fois arrivé à proximité de la Lune, le moteur du CSM est allumé pour placer les vaisseaux en orbite en les freinant. Si ce freinage n'est pas réalisé, la trajectoire permet aux vaisseaux de revenir se placer en orbite terrestre après avoir fait le tour de la Lune sans utiliser leurs moteurs. Cette disposition sauvera d'ailleurs la mission Apollo 13. Un peu plus tard, le moteur du CSM est utilisé une deuxième fois pour placer les deux vaisseaux sur une orbite circulaire de 110 km d'altitude.
|                                                                     |  |  |
| Manœuvre d'amarrage du CSM et du LEM durant le transit vers la Lune |  |  |

### Descente et atterrissage sur la Lune

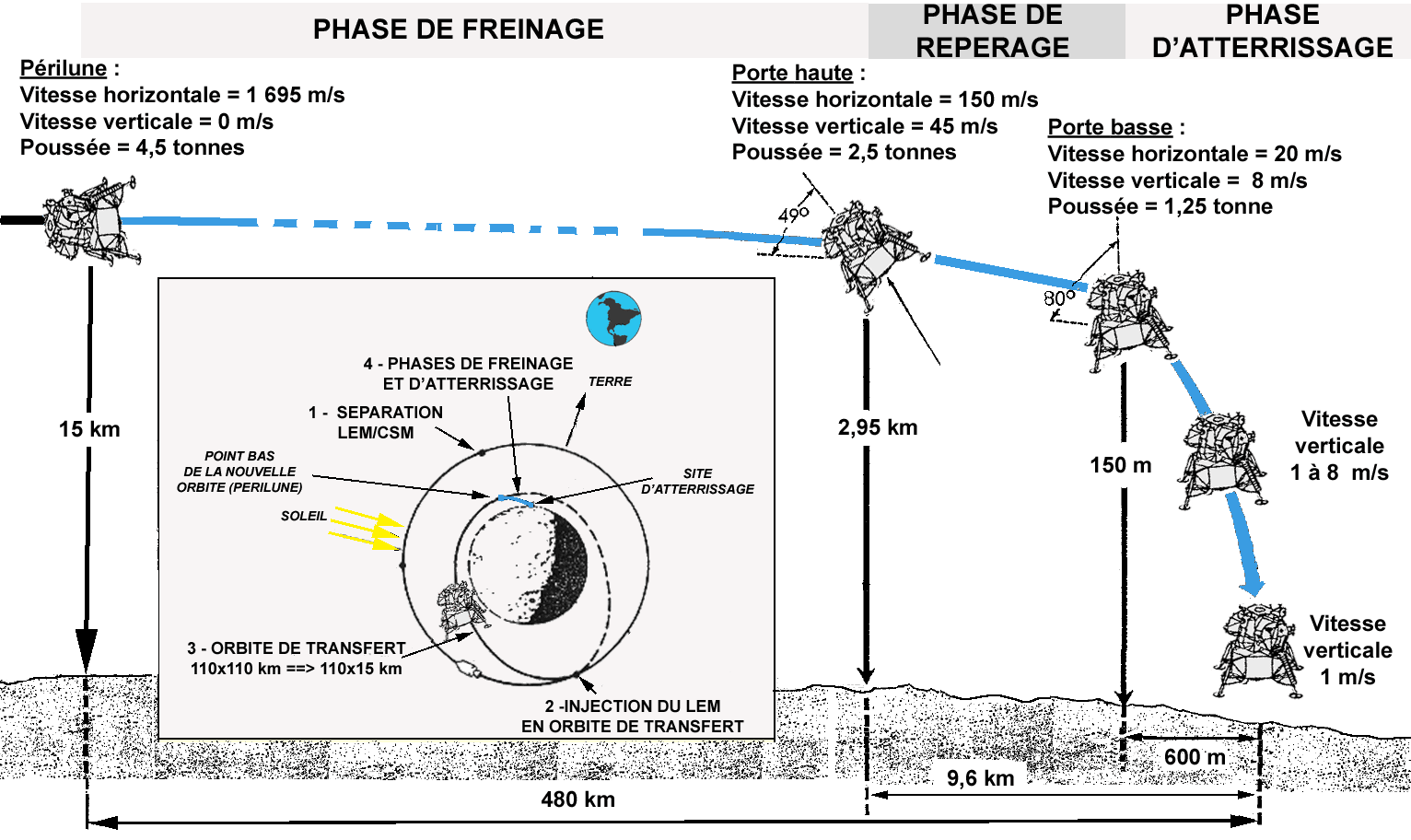
Déroulement de l'atterrissage sur la Lune.

La descente sur la Lune repose en grande partie sur le système de guidage, navigation et contrôle (PGNCS : Primary Guidance and Control System) piloté par l'ordinateur embarqué (AGC). Celui-ci va d'une part, déterminer périodiquement la position et la trajectoire réelle du vaisseau en utilisant d'abord la centrale inertielle puis le radar d'atterrissage (fonction de navigation), et d'autre part, calculer la trajectoire à suivre en utilisant ses programmes et piloter, en fonction de tous ces éléments, la poussée et l'orientation des moteurs (fonction de guidage). Le pilote du LEM peut toutefois corriger l'altitude en cours à tout moment et, dans la dernière phase, reprendre complètement la main sur les commandes des moteurs. Mais seul le système de navigation et de pilotage permet, en optimisant trajectoire et consommation des ressources, de poser le LEM avant d'avoir épuisé tout le carburant.

#### Abaissement de l'orbite
Cette phase est désignée par l'acronyme DOI (Descent Orbit Insertion) dans la terminologie de la NASA.
L'objectif de cette phase est d'abaisser l'altitude du LEM de 110 km à 15 km au-dessus du sol lunaire. À cet effet, son orbite circulaire est transformée en une orbite elliptique de 15 km par 110 km. Cette phase permet de réduire la distance à parcourir jusqu'au sol lunaire à un faible coût en propergols (elle ne nécessite qu'une brève impulsion du moteur). La limite des 15 km a été retenue pour éviter que la trajectoire finale ne s'approche trop du relief.
Deux des trois astronautes de l'équipage prennent place dans le Module Lunaire pour descendre sur la Lune. Ils initialisent le système de navigation avant d'entamer la descente vers la Lune. Le LEM et le CSM se séparent avant que le moteur ne soit mis en marche (jusqu'à Apollo 12). Le changement d'orbite est initié lorsque le vaisseau spatial se situe aux antipodes (à une demi-orbite) du point où démarrera la phase suivante. Une fois que la distance entre le LEM et le module de commande est suffisante (une centaine de mètres), une petite accélération est d'abord imprimée par les moteurs contrôlant l'attitude pour plaquer le carburant du moteur de descente contre les vannes de distribution puis le moteur de descente est allumé brièvement pour freiner le LEM d'environ 25 m/s (90 km/h).
À partir d’Apollo 14, pour économiser les propergols de l'étage de descente, c'est le moteur du Module de Commande et de Service qui est sollicité pour abaisser l'orbite. Le CSM accompagne donc le LEM dans son orbite elliptique et s'en sépare avant que la descente propulsée ne démarre.

#### Descente propulsée

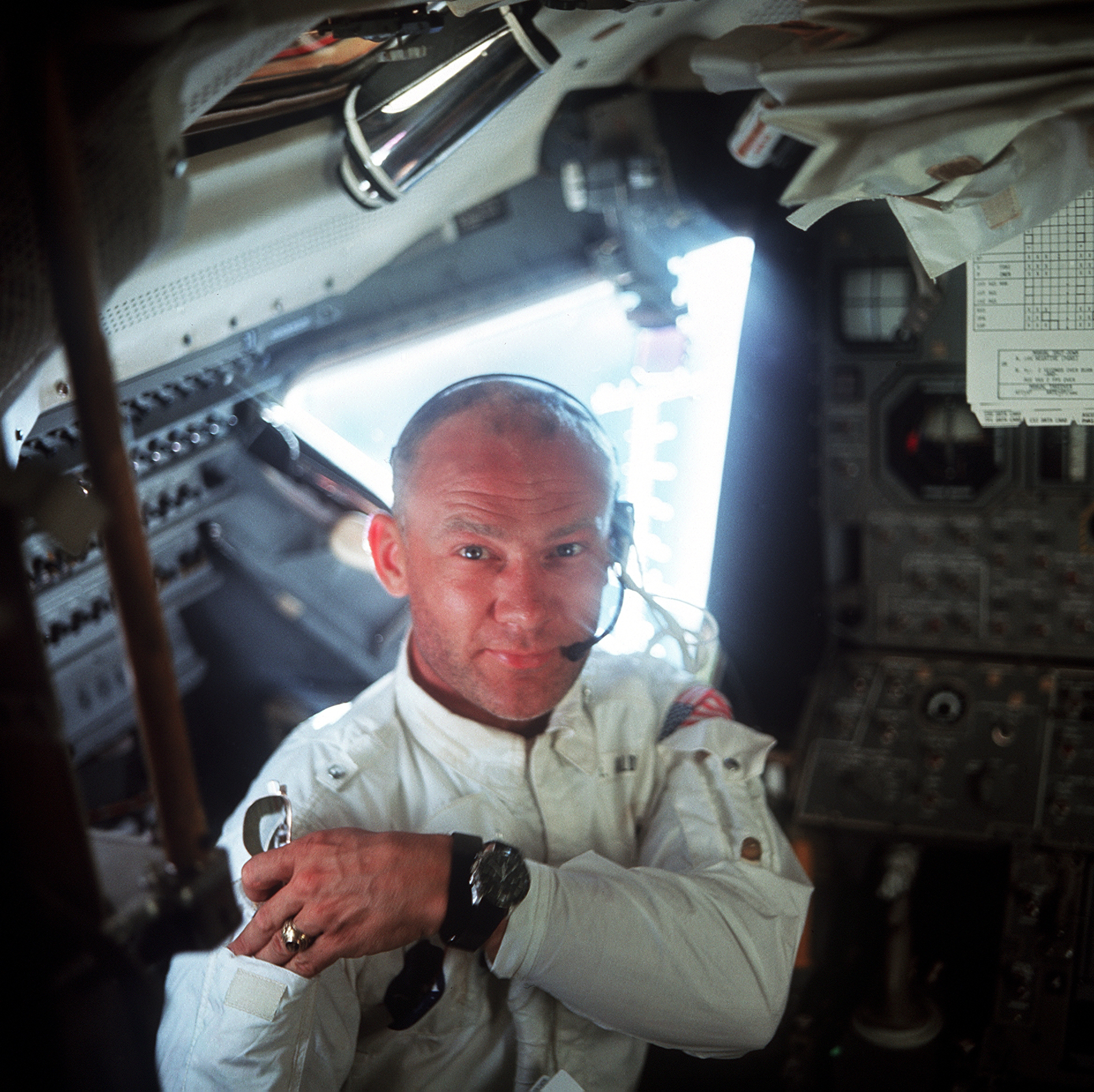
Buzz Aldrin dans le module lunaire.

Cette phase est caractérisée par une action continue du moteur de descente. Elle démarre lorsque le LEM a atteint le point le plus bas de son orbite elliptique. Elle se décompose elle-même en trois phases : la phase de freinage, la phase d'approche et la phase d'atterrissage.

##### Phase de freinage
La phase de freinage vise à réduire la vitesse du vaisseau de la manière la plus efficace possible : celle-ci va passer de 1 695 m/s (6 000 km/h) à 150 m/s (550 km/h). Le moteur est allumé à 10 % de sa puissance durant 26 secondes, le temps que le moteur s'aligne grâce à son cardan sur le centre de gravité du vaisseau, puis il est poussé au maximum de sa puissance. Le module lunaire qui au début de la trajectoire est pratiquement parallèle au sol va progressivement s'incliner tandis que sa vitesse de descente nulle au départ augmente jusqu'à 45 m/s en fin de phase. Lorsque le LEM se trouve à une altitude inférieure à 12-13 km, le radar d'atterrissage accroche le sol et se met à fournir des informations (altitude, vitesse de déplacement) qui vont permettre de vérifier que la trajectoire est correcte : jusqu'alors celle-ci était extrapolée uniquement à partir de l'accélération mesurée par la centrale à inertie. Une différence trop importante entre les données fournies par le radar et la trajectoire visée ou le non fonctionnement du radar sont des motifs d'interruption de la mission.

##### Phase d'approche
La phase d'approche démarre à 7 km du site visé alors que LEM est à une altitude de 700 mètres. Elle doit permettre au pilote de repérer la zone d'atterrissage et de choisir le lieu précis (dégagé) où il souhaite atterrir. Son point de départ est désigné sous le terme de « porte haute » (« high gate »), expression empruntée à l'aéronautique.
Le module lunaire est progressivement redressé en position verticale fournissant au pilote une meilleure vision du terrain. Celui-ci peut ainsi localiser le point d'atterrissage auquel conduit la trajectoire grâce à une échelle gravée sur son hublot graduée en degrés (Landing Point Designator, LPD) : l'ordinateur fournit à la demande l'angle sous lequel l'astronaute peut voir le lieu d'atterrissage sur cette échelle. Si celui-ci juge que le terrain n'est pas propice à un atterrissage ou qu'il ne correspond pas au lieu prévu, il peut alors corriger l'angle d'approche en agissant sur les commandes de vol par incrément de 0,5° dans le sens vertical ou 2° en latéral.

##### Atterrissage sur le sol lunaire

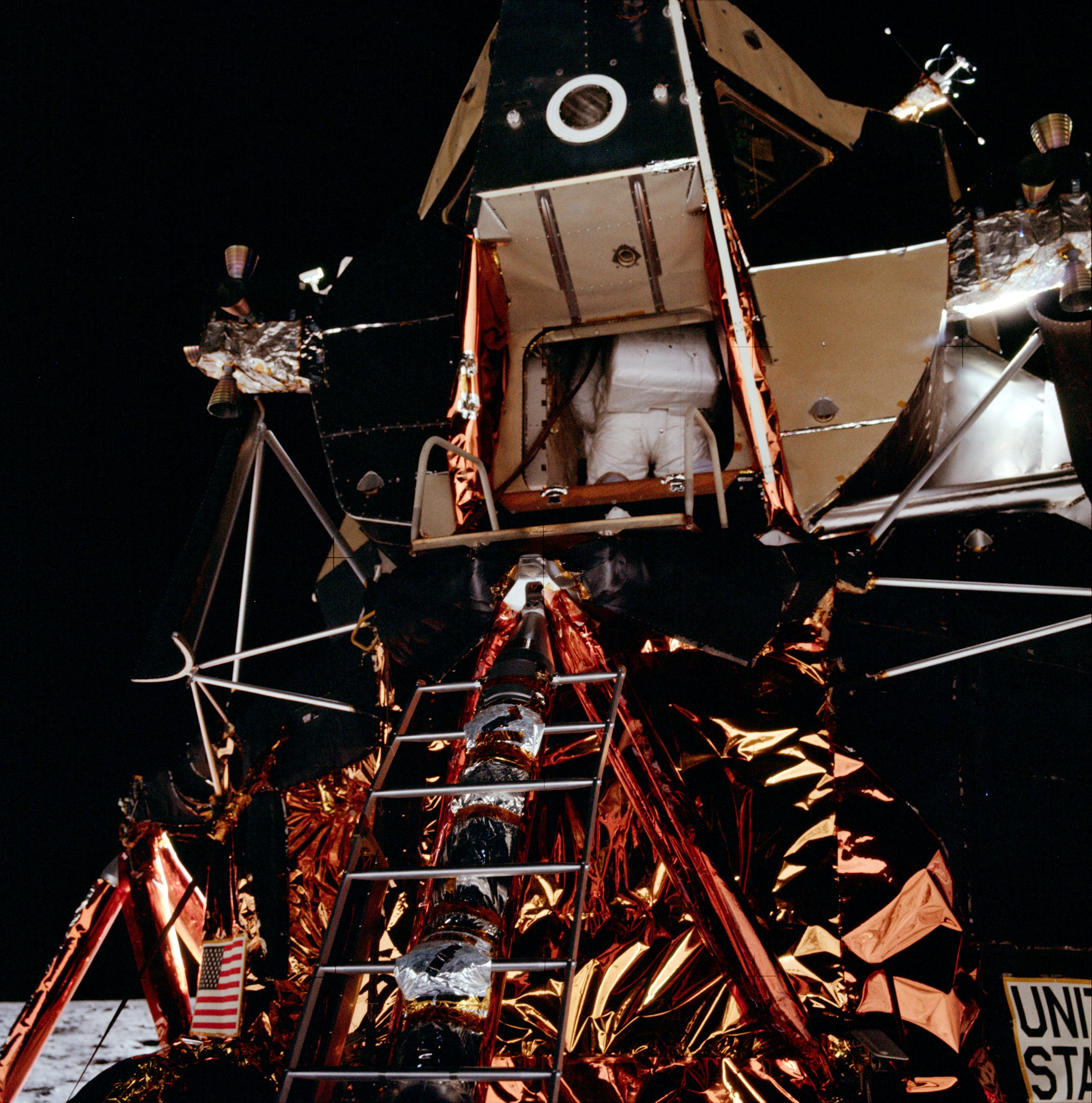
Buzz Aldrin photographié par Armstrong alors qu'il s'apprête à franchir l'écoutille du LEM pour une sortie extravéhiculaire sur la Lune.

Lorsque le module lunaire est descendu à une altitude de 150 mètres ce qui le place théoriquement à une distance de 700 mètres du lieu visé (point désigné sous le terme de low gate), démarre la phase d'atterrissage. Si la trajectoire a été convenablement suivie, les vitesses horizontale et verticale sont respectivement alors de 66 km/h et 18 km/h. La procédure prévoit que le pilote prenne la main pour amener le module lunaire au sol mais il peut, s'il le souhaite, laisser faire l'ordinateur de bord qui dispose d'un programme de pilotage pour cette dernière partie du vol. En prenant en compte les différents aléas (phase de repérage allongée de deux minutes, modification de la cible de dernière minute de 500 mètres pour éviter un relief, mauvaise combustion finale, jauge de propergol pessimiste), le pilote dispose d'une marge de 32 secondes pour poser le LEM avant l'épuisement des ergols. La dernière partie de la phase est un vol stationnaire à la manière d'un hélicoptère qui permet à la fois d'annuler toutes les composantes de vitesse mais également de mieux repérer les lieux. Des sondes situées sous les semelles du train d'atterrissage prennent contact avec le sol lunaire lorsque l'altitude est inférieure à 1,3 mètre et transmettent l'information au pilote. Celui-ci doit alors couper le moteur de descente pour éviter que le LEM ne rebondisse ou ne se renverse (la tuyère touche presque le sol).

### Séjour sur la Lune
Le séjour sur la Lune est rythmé par les sorties extra-véhiculaires : une unique sortie pour Apollo 11 mais jusqu'à trois sorties pour les dernières missions. Avant chaque sortie, les astronautes doivent faire le plein en eau et oxygène de leur système de survie portable puis enfiler leur tenue. Ils font ensuite le vide avant d'ouvrir l'écoutille qui donne accès à l'échelle.
Les outils et les instruments scientifiques sont sortis des baies de stockage de l'étage de descente puis sont déployés non loin du LEM ou à plus grande distance. À partir d’Apollo 14, les astronautes disposent d'une brouette, le Modular Equipment Transporter, puis, pour les vols suivants, du rover lunaire Apollo qui leur permet de s'éloigner d'une dizaine de kilomètres du LEM en transportant de lourdes charges. Le rover occupe une baie entière du module lunaire ; il est stocké en position repliée sur une palette que les astronautes abaissent pour libérer le véhicule. Le rover est déployé par un système de ressorts et de câbles agissant via des poulies et actionnés par les astronautes.
Avant de quitter la Lune, les échantillons géologiques placés dans des conteneurs sont hissés jusqu'à l'étage de remontée grâce à un palan. Le matériel qui n'est plus nécessaire (survie portable, appareils photos, etc.) est abandonné pour alléger au maximum l'étage de remontée,.

### Remontée et rendez-vous avec le module de commande et de service

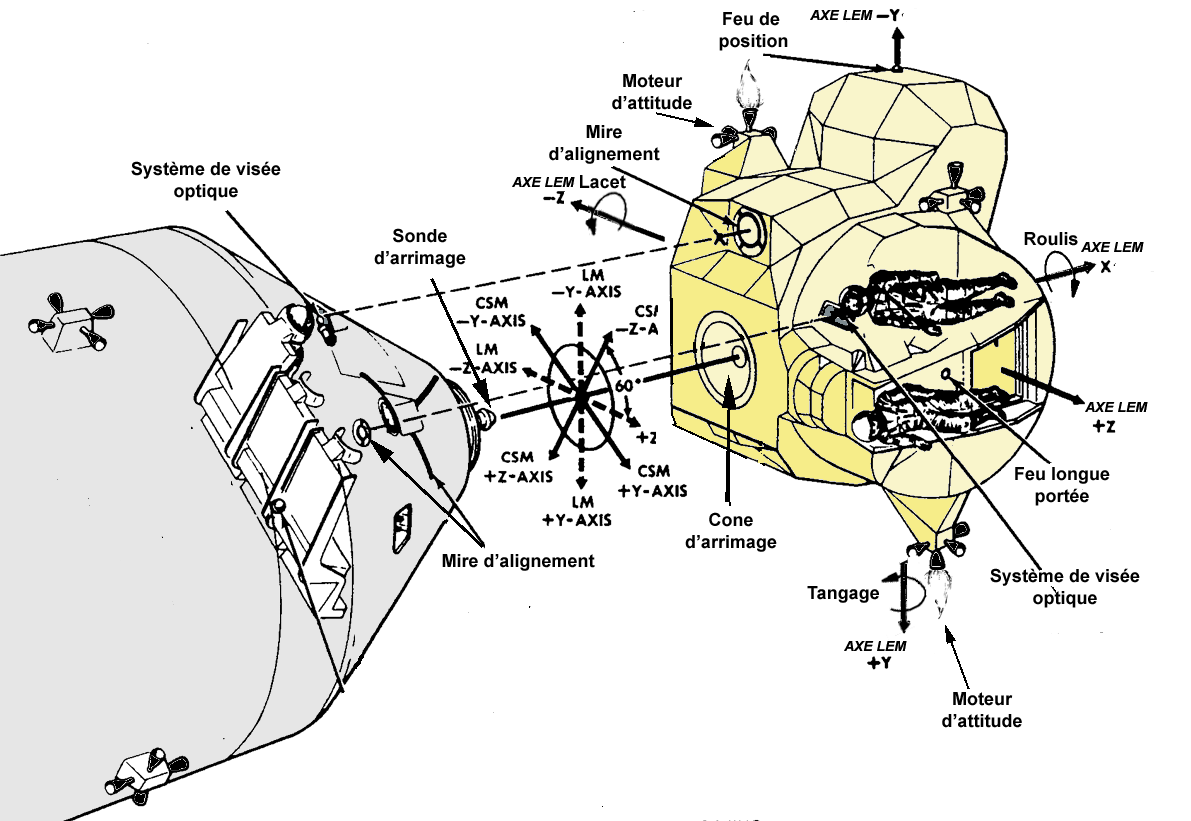
Schéma de la manœuvre de rendez-vous en orbite lunaire après le séjour sur la Lune.

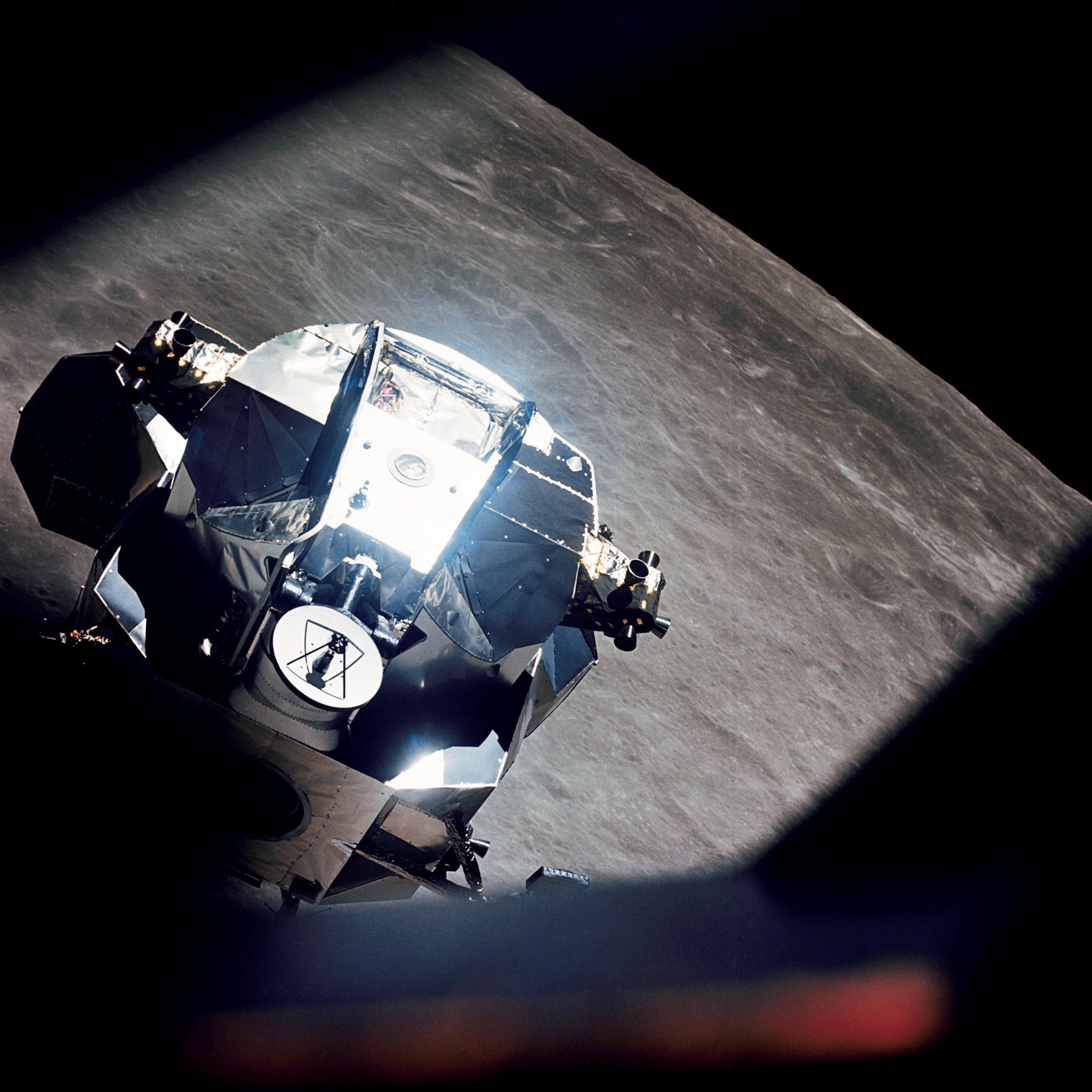
Répétition de la manœuvre de rendez-vous en orbite lunaire : le LEM « Snoopy » photographié par le pilote du CSM « Charlie Brown » (Apollo 10).

La phase de remontée doit permettre au LEM de rejoindre le module de commande resté en orbite. Cet objectif est atteint en deux temps : l'étage du LEM décolle du sol lunaire pour se mettre en orbite basse puis à l'aide de poussées ponctuelles du moteur-fusée, il rejoint le module de commande.
Avant le décollage, la position précise du LEM au sol est entrée dans l'ordinateur afin de déterminer la meilleure trajectoire. L'instant du départ est calculé de manière à optimiser la trajectoire de rendez-vous avec le module de Commande. L'étage de descente reste au sol et sert de plate-forme de lancement. La séparation des deux étages est déclenchée avant le décollage par de petites charges pyrotechniques qui sectionnent les quatre points solidarisant les deux étages ainsi que les câbles et tuyauteries.
Le Module Lunaire suit d'abord une trajectoire verticale jusqu'à une altitude d'environ 75 mètres pour se dégager du relief lunaire puis s'incline progressivement pour rejoindre finalement à l'horizontale le périlune (point bas) d'une orbite elliptique de 15 km sur 67 km.
Un rendez-vous en orbite lunaire est alors effectué entre le CSM (piloté par le troisième membre d'équipage, le seul de la mission à ne pas aller sur la Lune) et le LEM en orbite lunaire. Après que les pierres lunaires ont été transférées, le LEM est libéré et lancé sur une trajectoire qui l'amènera à s'écraser sur la Lune. Le vaisseau spatial peut alors entamer son retour vers la Terre. Apollo 16 et Apollo 17 resteront en orbite une journée de plus pour réaliser des expériences scientifiques et larguer un petit satellite scientifique de 36 kg.

### Retour vers la Terre
Pour quitter l'orbite lunaire et placer le vaisseau spatial sur la trajectoire de retour vers la Terre, le moteur du module de commande et de service est sollicité durant deux minutes et demie après avoir soigneusement orienté le vaisseau ; il fournit un delta-v d'environ 1 000 m/s qui doit permettre au vaisseau de rejoindre l'orbite terrestre. C'est l'un des moments critiques de la mission car une défaillance du moteur ou une mauvaise précision dans l'orientation condamnerait les astronautes. Le moteur est allumé alors que le vaisseau se situe sur la face située à l'opposé de la Terre de manière que la nouvelle trajectoire, une orbite de transfert fortement elliptique, frôle la surface de la Terre à 40 km d'altitude dans la position qu'elle occupera à l'arrivée du vaisseau. Cette phase critique se fait donc hors de vue et de communication radio de la Terre, et le centre de contrôle doit attendre que le module réapparaisse pour savoir s'il y a eu un problème quelconque et les astronautes sont seuls pour gérer les problèmes jusque là.
Le trajet de retour dure environ trois jours mais peut être un peu raccourci en optant pour une trajectoire plus tendue. Peu après l'injection sur le trajet de retour (trans-Earth Injection, TEI), une sortie extravéhiculaire est effectuée pour récupérer les films photographiques des caméras placés dans le module de service qui doit être largué avant l'entrée dans l'atmosphère terrestre.

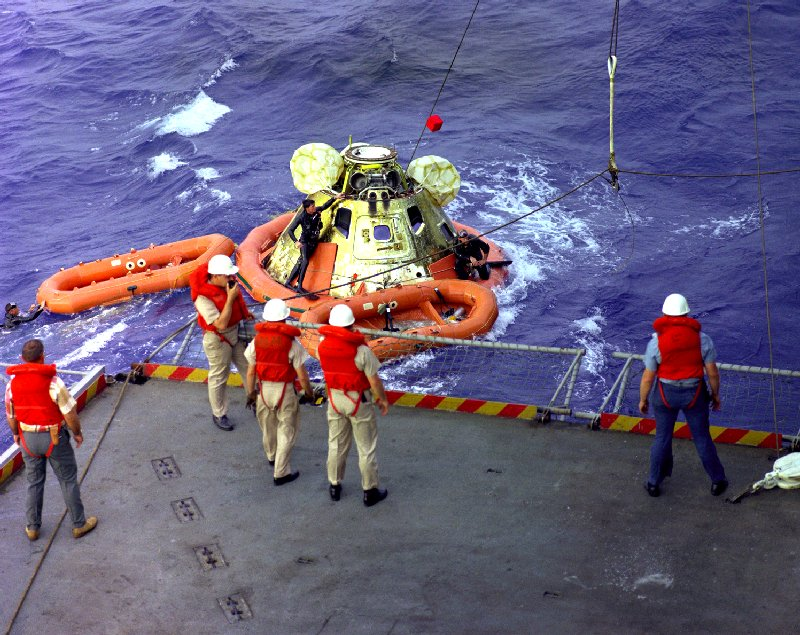
Récupération de la capsule d’Apollo 8 par le USS Yorktown (CV-10).

De petites corrections sont effectuées au cours du trajet pour optimiser l'angle d'entrée dans l'atmosphère et le point de chute. Au fur et à mesure que le vaisseau se rapproche de la Terre, la vitesse du vaisseau, qui était tombée à 850 m/s à la limite de l'influence des champs de gravité de la Terre et de la Lune, s'accroît jusqu'à atteindre 11 km/s lorsque le vaisseau pénètre dans les couches denses de l'atmosphère ; celles-ci font sentir leur influence à compter de 120 km d'altitude.
Peu avant de pénétrer dans l'atmosphère, le module de service du vaisseau est largué au moyen de systèmes pyrotechniques, emportant avec lui le moteur principal et la majorité des réserves d'oxygène et d'électricité. La rentrée dans l'atmosphère se fait sous un angle très précis fixé à 6,5° avec une tolérance de 1°. Si l'angle de pénétration est trop important, le bouclier thermique qui est porté normalement à une température de 3 000 °C durant la rentrée dans l'atmosphère, subit une température supérieure à celle pour laquelle il est conçu et la décélération est plus importante ; ces deux phénomènes pouvant entraîner la mort de l'équipage. Avec un angle inférieur, le vaisseau spatial peut « rebondir » sur la couche atmosphérique et repartir sur une longue trajectoire elliptique condamnant son équipage incapable de manœuvrer et ne disposant que de très peu de réserves d'air.
Après une phase de décélération qui atteint 4 g, le vaisseau a perdu sa vitesse horizontale et descend pratiquement à la verticale. À 7 000 mètres d'altitude, la protection située à l'extrémité conique du vaisseau est éjectée et deux petits parachutes se déploient pour stabiliser la cabine et faire chuter sa vitesse de 480 km/h à 280 km/h. À 3 000 mètres, trois petits parachutes pilotes sont déployés latéralement par des mortiers pour extraire les trois parachutes principaux en évitant qu'ils s'emmêlent. Le vaisseau percute la surface de l'océan à une vitesse de 35 km/h (soit environ 10 m/s).
Les parachutes sont immédiatement largués et trois ballonnets se gonflent de manière à éviter que le vaisseau reste la pointe sous l'eau. Une flottille comprenant un porte-avions ou un porte-hélicoptères est positionnée à l'avance sur la zone où doit amerrir le module de commande. Des avions sont chargés de localiser le point de chute tandis que des hélicoptères amènent sur place des plongeurs qui, montés sur des embarcations légères, récupèrent les astronautes et placent des élingues sur le vaisseau pour qu'il puisse être hissé sur le pont du porte-aéronefs,.

## Chronologie des vols

### Maîtrise du vol spatial: les programmesMercuryetGemini

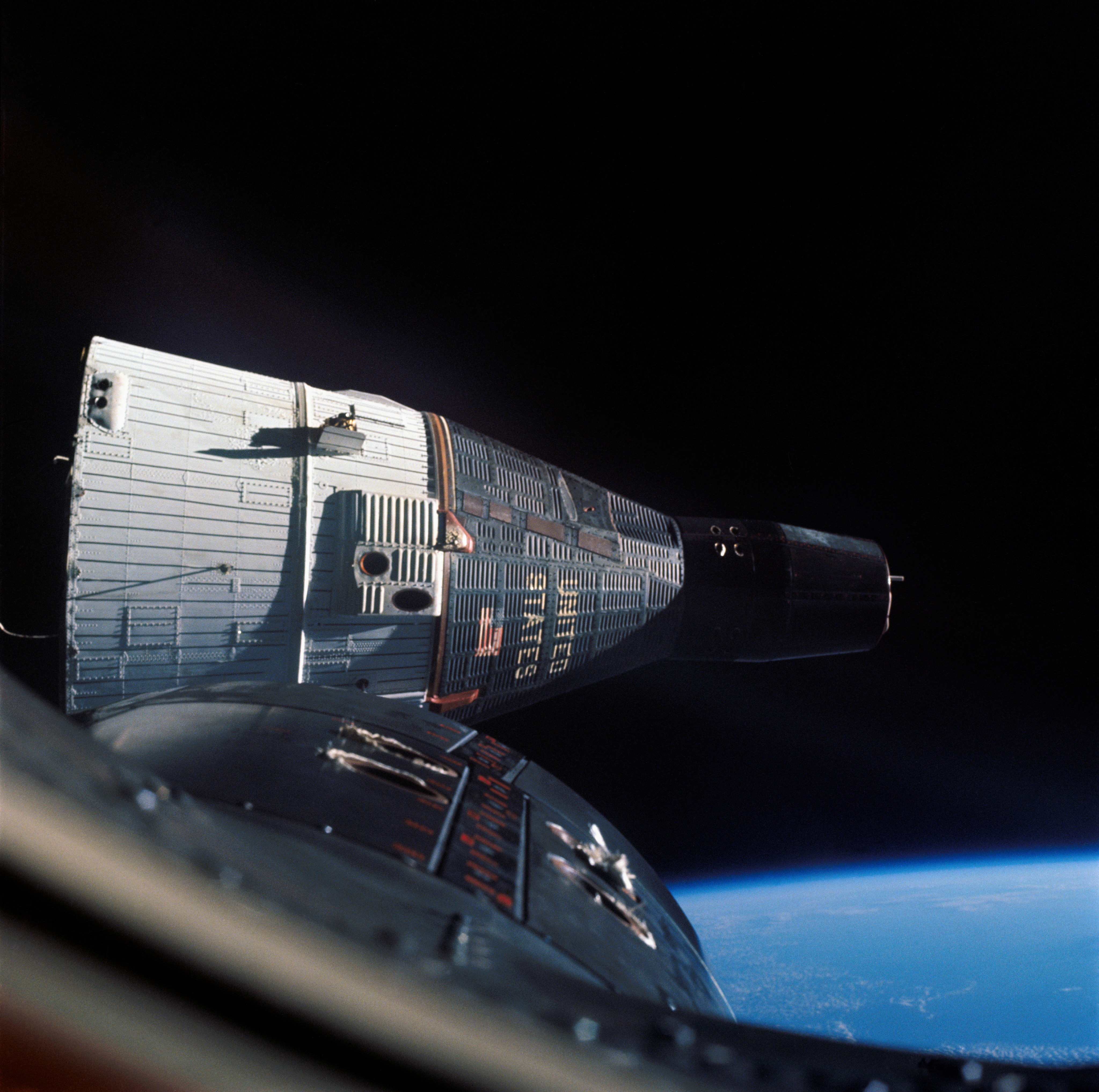
Rendez-vous spatial entre Gemini 6A et Gemini 7 (1965) : le programme Gemini a permis de mettre au point la technique de rendez-vous spatial qui sera utilisée par le module lunaire et le CSM.

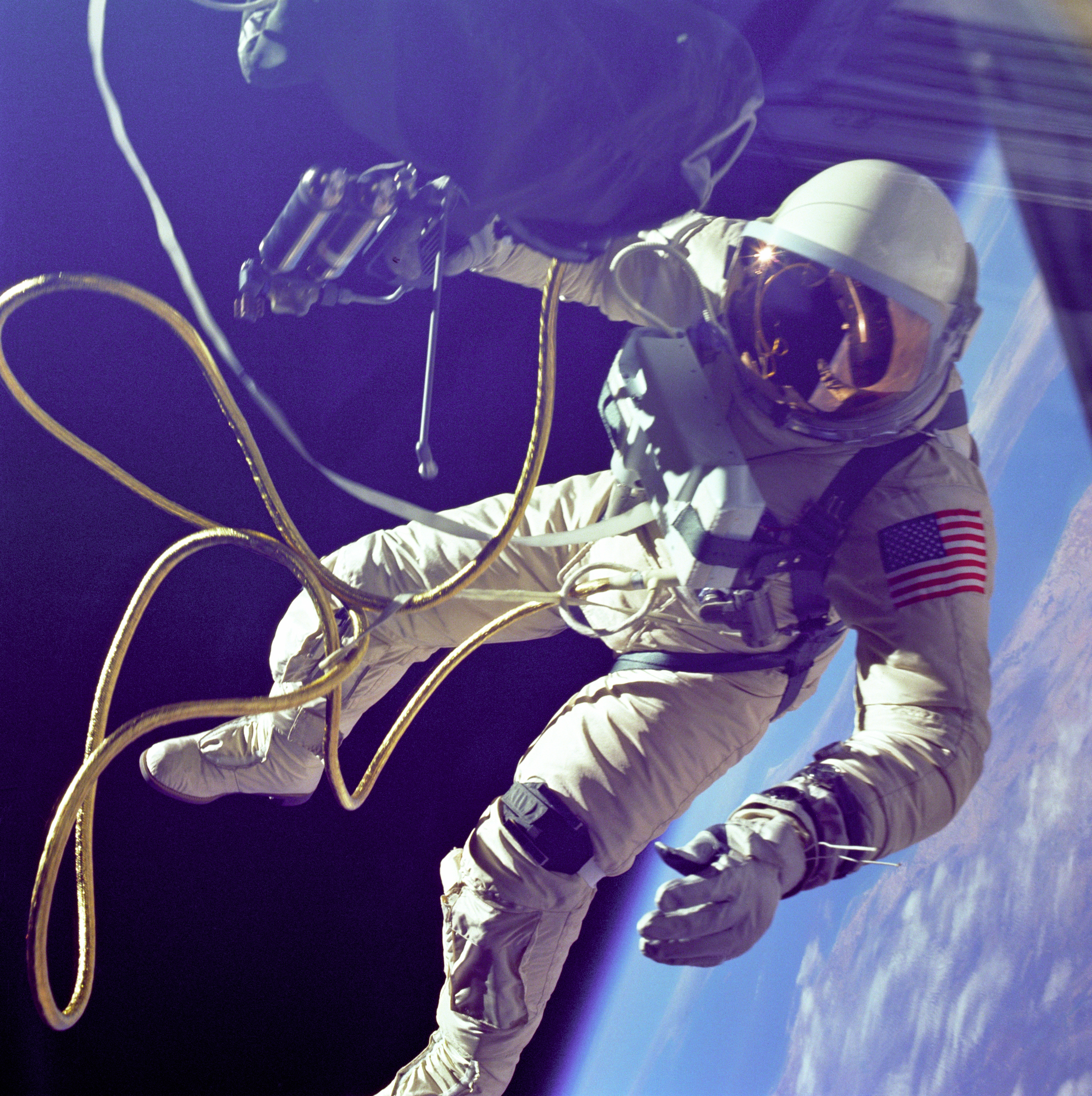
Première sortie extravéhiculaire américaine : Edward White Gemini 4 (1965).

Aucun vol orbital américain n'avait encore eu lieu au lancement du programme Apollo. Le seul vol du programme Mercury — ce programme avait débuté en 1959 — avait eu lieu trois semaines avant le discours du président Kennedy et fut un simple vol balistique faute de disposer d'une fusée suffisamment puissante. Il fallut attendre la mission Mercury-Atlas 6 du 20 février 1962 pour que John Glenn devienne le premier astronaute américain à boucler une orbite autour de la Terre. Trois autres vols habités eurent lieu en 1962 et en 1963.
À l'issue du programme Mercury, des aspects importants du vol spatial, qui devaient être mis en application pour les vols lunaires, n'étaient toujours pas maîtrisés alors qu'il n'était pas possible de les tester au sol. Les dirigeants de la NASA lancèrent un programme destiné à acquérir ces techniques sans attendre la mise au point du vaisseau très sophistiqué de la mission lunaire : le programme Gemini devait remplir trois objectifs :
- maîtriser les techniques de localisation, manœuvre et rendez-vous spatial ;
- mettre au point les techniques permettant de travailler dans l'espace au cours de sorties extra-véhiculaires ;
- étudier les conséquences de l'impesanteur sur la physiologie humaine au cours de vols de longue durée.

Le vaisseau spatial Gemini, qui devait initialement être une simple version améliorée de la capsule Mercury, se transforma au fur et à mesure de sa conception en un vaisseau complètement différent de 3,5 tonnes (contre environ une tonne pour le vaisseau Mercury), capable de voler avec deux astronautes durant deux semaines. Le vaisseau était lancé par une fusée Titan II, missile de l'armée de l'air américaine reconverti en lanceur. Le programme rencontra des problèmes de mise au point. Le lanceur souffrait d'effet pogo, les piles à combustible utilisées pour la première fois fuyaient et la tentative de mise au point d'une aile volante pour faire atterrir la capsule sur le sol ferme échoua. Tous ces déboires gonflèrent le coût du programme de 350 millions de dollars à un milliard de dollars. Toutefois, fin 1963, tout était rentré dans l'ordre et deux vols sans équipage purent avoir lieu en 1964 et au début de 1965. Le premier vol habité Gemini 3 emporta les astronautes Virgil Grissom et John Young le 23 mars 1965. Au cours de la mission suivante, commencée le 3 juin 1965, l'astronaute Edward White réalisa la première sortie dans l'espace américaine. Huit autres missions, émaillées d'incidents sans conséquence, s'échelonnèrent jusqu'en novembre 1966 : elles permirent de mettre au point les techniques de rendez-vous spatial et d'amarrage, de réaliser des vols de longue durée (Gemini 7 resta près de 14 jours en orbite) et d'effectuer de nombreuses autres expériences.

### Opérations de reconnaissance: programmesRanger,Pegasus,Lunar OrbiteretSurveyor

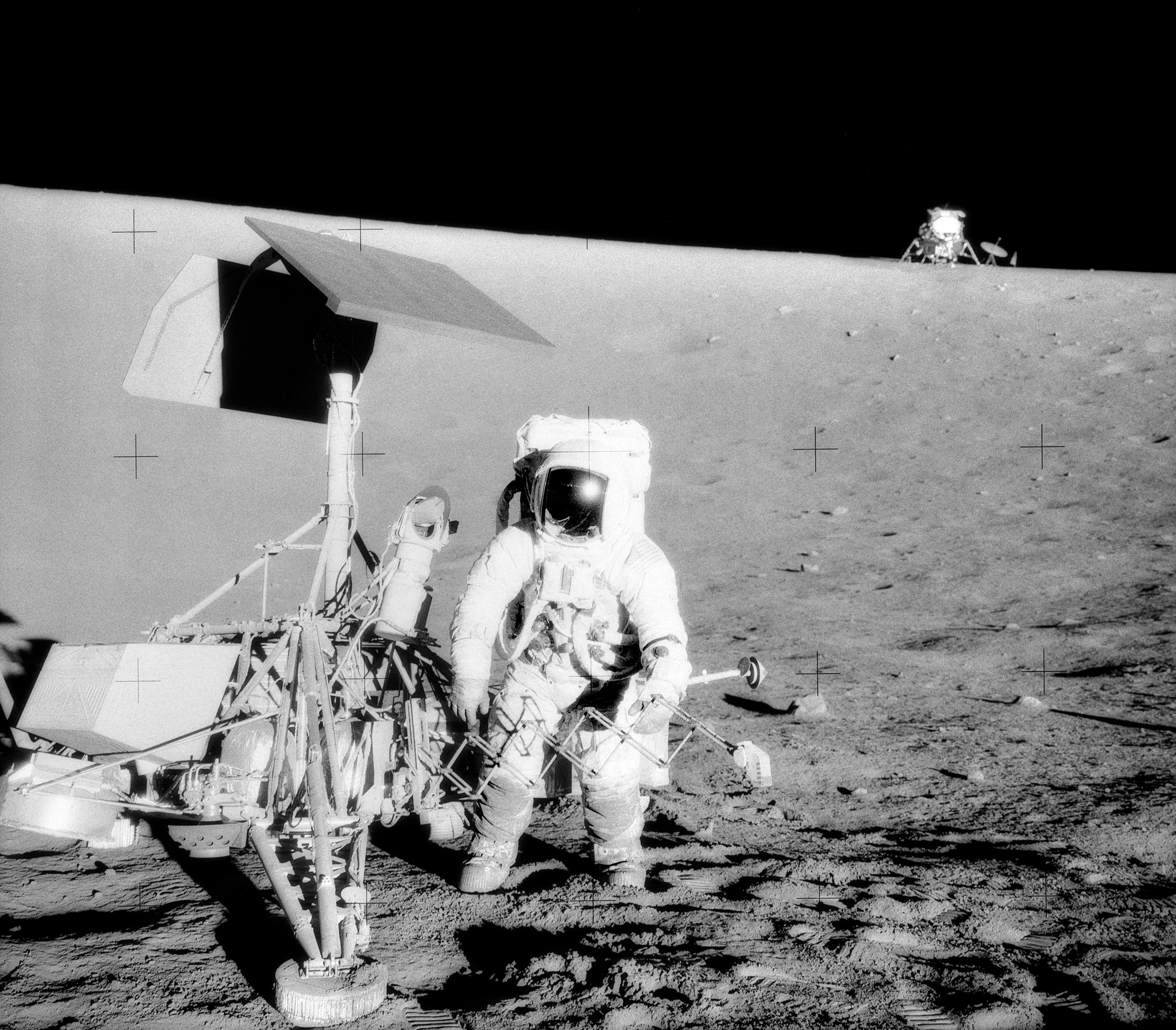
Les sondes Surveyor ont fourni des informations sur le sol lunaire qui ont permis de dimensionner le train d'atterrissage du module lunaire. Charles Conrad (Apollo 12) examine Surveyor 3.

Parallèlement au programme Apollo, la NASA lance plusieurs programmes pour affiner sa connaissance du milieu spatial et du terrain lunaire. Ces informations sont nécessaires pour la conception des engins spatiaux et préparer les atterrissages. En 1965, trois satellites Pegasus sont placés en orbite par une fusée Saturn I pour évaluer le danger représenté par les micrométéorites. Les résultats seront utilisés pour dimensionner la protection des vaisseaux Apollo. Les sondes Ranger (1961-1965), après une longue série d'échecs, ramènent, à compter de fin 1964, une série de photos de bonne qualité de la surface lunaire qui permettent d'identifier des sites propices à l'atterrissage.
Le programme Lunar Orbiter, composé de cinq sondes qui sont placées en orbite autour de la Lune en 1966-1967, complète ce travail : une couverture photographique de 99 % du sol lunaire est réalisée, la fréquence des micrométéorites dans la banlieue lunaire est déterminée, et l'intensité du rayonnement cosmique est mesurée. Le programme permet également de valider le fonctionnement du réseau de télémesure. Les mesures effectuées indiquent que le champ gravitationnel lunaire est beaucoup moins homogène que celui de la Terre, rendant dangereuses les orbites à basse altitude. Le phénomène, sous-estimé par la suite, réduira à 10 km l'altitude de l'orbite du LEM d’Apollo 15, dont l'équipage était endormi, alors que la limite de sécurité avait été fixée à 15 km pour disposer d'une marge suffisante par rapport aux reliefs. Le 2 juin 1966, la sonde Surveyor 1 effectue le premier atterrissage en douceur sur la Lune, fournissant des informations précieuses et rassurantes sur la consistance du sol lunaire (le sol est relativement ferme), ce qui permet de dimensionner le train d'atterrissage du module lunaire.

### Vols de la fusée Saturn I
La fusée Saturn I (ou Saturn C-1) avait été conçue alors que le cahier des charges du programme lunaire n'était pas encore figé. Sa capacité d'emport s'avéra finalement trop faible même pour remplir les objectifs des premières phases du programme. Néanmoins, dix des douze fusées commandées furent construites et lancées entre le 27 octobre 1961 et le 30 juillet 1965, dont six avec l'ensemble des étages. Aucun des composants de cette fusée ne fut réutilisé dans la suite du programme. Après cinq vols consacrés à la mise au point de la fusée (missions SA-1, SA-2, SA-3, SA-4, SA-5), Saturn I fut utilisée pour lancer deux maquettes du vaisseau Apollo (missions SA-6, SA-7) et placer trois satellites Pegasus en orbite (missions A-103 (SA-9), A-104 (SA-8) et A-105 (SA-10)).

### Vols de la fusée Saturn IB
Les vols de la fusée Saturn IB permirent la mise au point du troisième étage de la fusée Saturn V (l'étage IVB dont le moteur consommait du dihydrogène liquide) et d'effectuer les premiers tests du vaisseau spatial Apollo :
- AS-201 (rétrospectivement et officieusement Apollo 1a) (26 février 1966), mission non habitée, premier essai du lanceur Saturn IB. C'est un vol purement balistique culminant à 450 km (sans mise en orbite) qui emporte un véritable vaisseau Apollo et non une maquette. Il permet de tester avec succès l'étage IVB qui sera réutilisé sur la fusée Saturn V, le moteur principal du vaisseau Apollo qui est mis à feu pour porter la vitesse à 8 km/s, ainsi que le bouclier thermique de la capsule Apollo durant la phase de rentrée atmosphérique ;
- AS-203 (rétrospectivement et officieusement Apollo 3) (5 juillet 1966), est une mission non habitée dont l'objectif est d'étudier le comportement de l'hydrogène et de l'oxygène liquide dans les réservoirs une fois la fusée placée en orbite[q]. La mission est un succès.
- AS-202 (rétrospectivement et officieusement Apollo 2) (25 août 1966) est une mission non habitée. La fusée Saturn 1-B, comme dans le premier vol AS-201, lance sa charge utile sur une longue trajectoire balistique qui lui fait parcourir les trois-quarts du tour de la Terre. La mission doit permettre de tester le comportement du vaisseau Apollo et de la tour de sauvetage fournis dans des versions complètement opérationnelles. Le vaisseau Apollo dispose pour la première fois de ses programmes de pilotage et de navigation et de ses piles à combustible. Le moteur du vaisseau Apollo est allumé à quatre reprises. La rentrée dans l'atmosphère à 8 500 m/s permet de tester le comportement du bouclier thermique soumis à un échauffement prolongé.

### Incendie du module de commande et de service d'Apollo 1

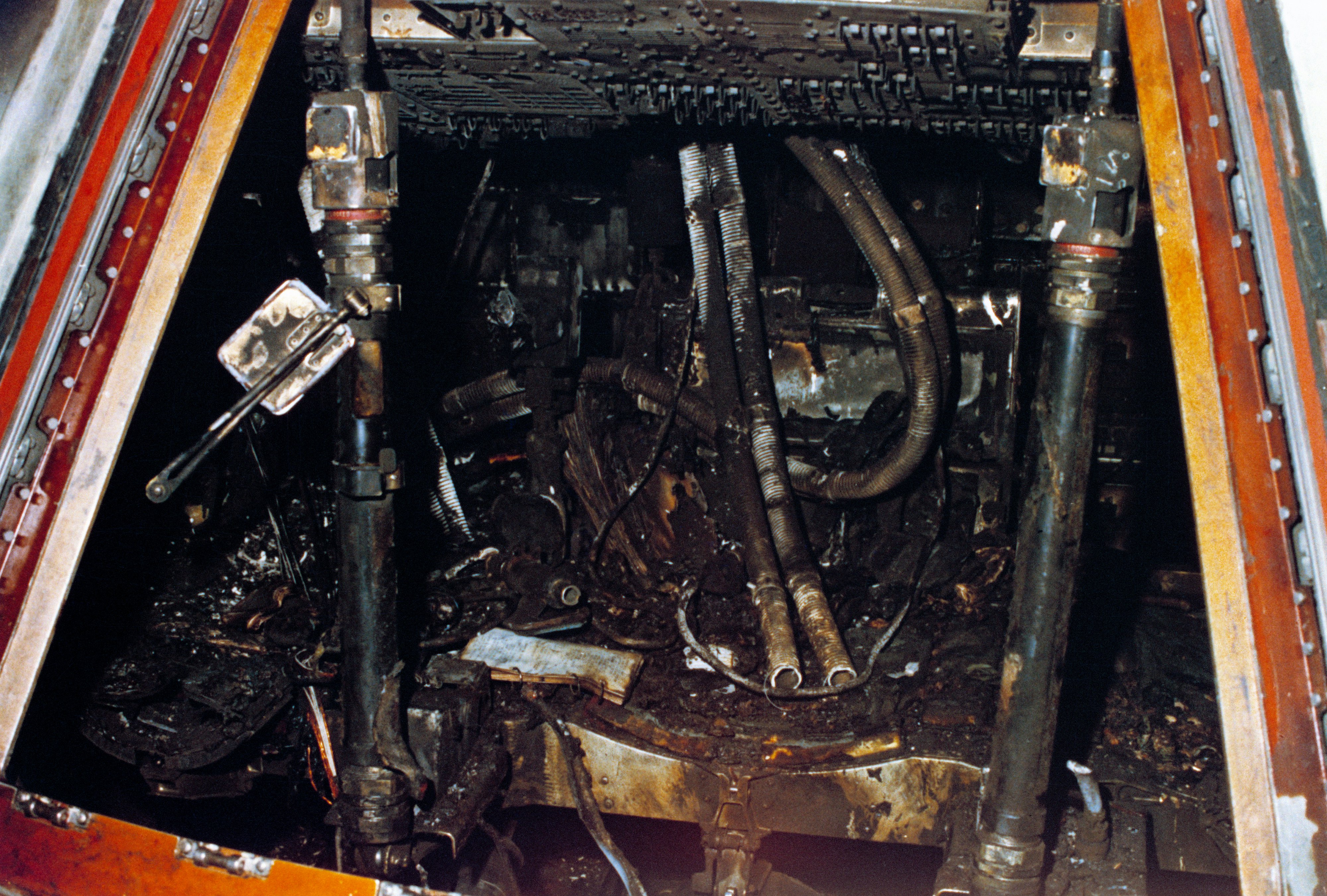
L'intérieur du vaisseau d'Apollo dévasté par l'incendie durant lequel son équipage a péri asphyxié.

Le 27 janvier 1967, alors que l'équipage du premier vol habité Apollo 1 (initialement AS-204) qui doit décoller un mois plus tard effectue une répétition au sol en conditions réelles, un incendie se déclare dans le vaisseau Apollo (CSM) dans lequel les trois astronautes se trouvent sanglés sur leurs couchettes. Les flammes font rage dans l'atmosphère confinée et composée uniquement d'oxygène. Virgil Grissom, Edward White et Roger Chaffee décèdent asphyxiés sans être parvenus à ouvrir l'écoutille dont le mécanisme complexe ne permettait pas une ouverture rapide. Le vaisseau avait rencontré de nombreux problèmes de mise au point avant l'accident. Le déclenchement de l'incendie sera attribué, sans être clairement identifié, à un court-circuit dû à un fil électrique dénudé. L'enquête révèle l'utilisation de nombreux matériaux inflammables dans la cabine et beaucoup de négligences dans le câblage électrique et la plomberie. Le déclenchement et l'extension de l'incendie avaient été favorisés par l'atmosphère d'oxygène pur (dépourvue d'azote) donc extrêmement inflammable, une solution qui était déjà celle des vaisseaux Mercury et Gemini,.
De nombreuses modifications furent apportées pour que la cabine du vaisseau offre une meilleure résistance au feu. L'écoutille fut modifiée pour pouvoir être ouverte en moins de dix secondes. Une atmosphère d'azote et d'oxygène était utilisée durant la première phase du vol. L'ensemble du programme Apollo subit une revue qui entraîna la modification de nombreux composants. Les exigences de qualité et les procédures de test furent renforcées. Tout le programme subit un décalage de 21 mois accroissant la pression sur les équipes : la fin de la décennie approchait. Par ailleurs, tout le monde s'inquiétait de l'avancement du programme soviétique, même si aucune information officielle ne filtrait de l'Union soviétique.

### Missions Apollo sans équipage

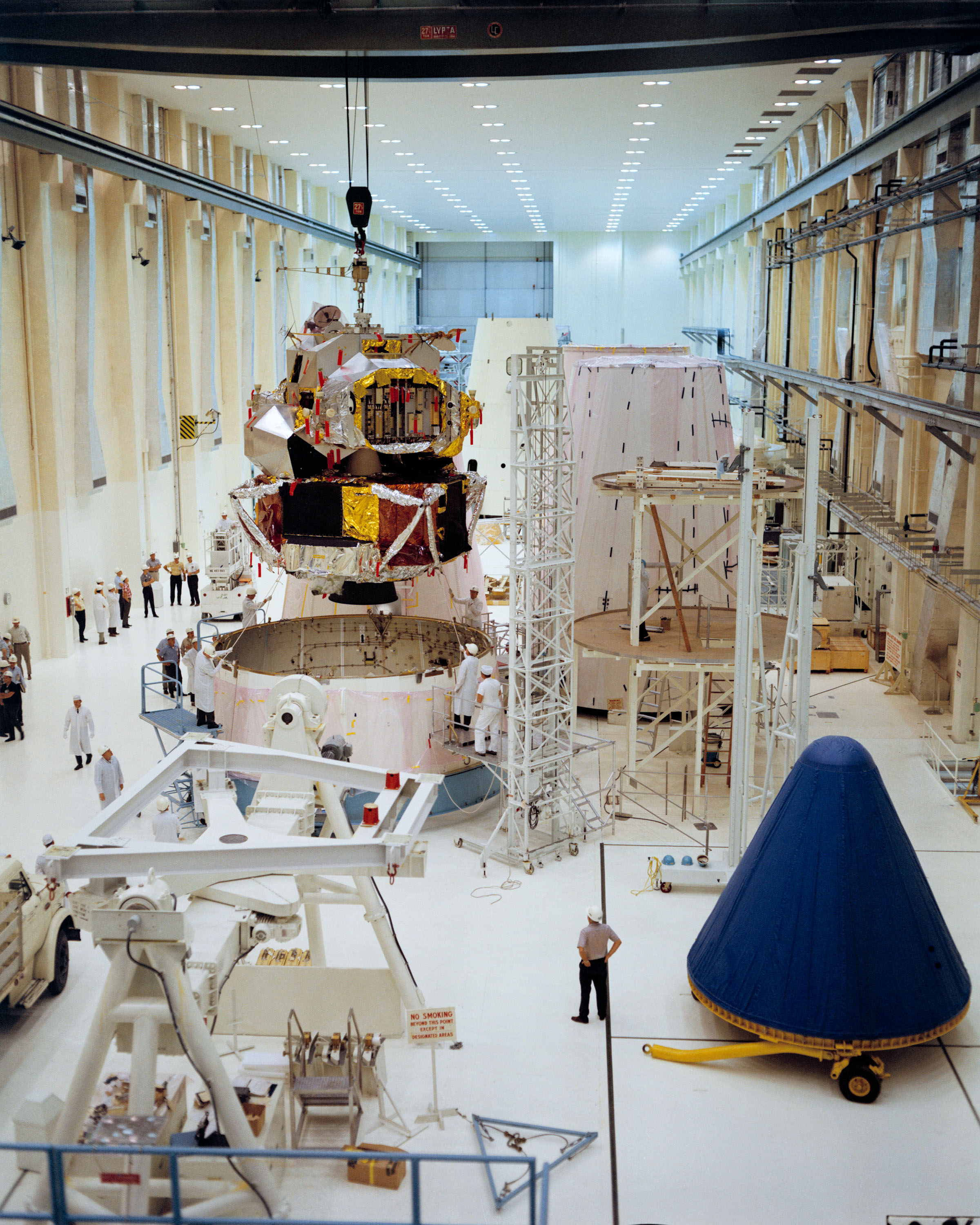
Le module lunaire est placé dans son carénage pour la mission Apollo 5.

Les déboires du vaisseau spatial Apollo permirent au programme de développement de la fusée géante Saturn V de rattraper son retard. Celle-ci avait en effet rencontré de nombreux problèmes touchant en particulier le deuxième étage (le S-II qui est encore aujourd'hui le plus gros étage à hydrogène jamais conçu) : excès de poids, phénomènes de vibration (effet pogo), etc.
- Apollo 4 (9 novembre 1967), mission non habitée, premier essai du lanceur Saturn V.

La mission Apollo 4 est le premier vol du lanceur géant Saturn V. À cette occasion, un vaisseau Apollo effectue pour la première fois une rentrée atmosphérique qui restera la rentrée terrestre la plus rapide jusqu'à Stardust. Afin de recueillir un maximum d'informations sur le comportement de la fusée, 4 098 capteurs sont installés. Le premier lancement des Saturn V est un succès complet.
- Apollo 5 (22 janvier 1968 – 23 janvier 1968), mission non habitée, essai du lanceur Saturn IB et du module lunaire.

La mission Apollo 5 doit permettre de tester le module lunaire dans des conditions de vol réelles, c'est-à-dire dans le vide spatial. Il s'agit en particulier de vérifier le fonctionnement de ses moteurs d'ascension et de descente, ainsi que sa capacité à effectuer les manœuvres de séparation prévues. La mission est également destinée à tester une manœuvre d'urgence consistant à mettre à feu les moteurs d'ascension sans avoir largué l'étage de descente (manœuvre d'interruption de la phase d'atterrissage). Malgré quelques caprices de l'électronique du module lunaire, le fonctionnement de celui-ci peut être validé par ce vol.
- Apollo 6 (4 avril 1968) mission non habitée, deuxième vol des Saturn V.

La mission Apollo 6 est une répétition plus complète d’Apollo 4. Le test est peu satisfaisant : deux des moteurs J-2 du 2e étage cessent prématurément de fonctionner ce qui ne peut être compensé que par une durée de fonctionnement prolongée des autres moteurs de l'étage. Alors que la fusée est sur son orbite de parking, l'unique moteur J-2 du 3e étage refuse de se rallumer pour simuler l'injection sur une trajectoire lunaire. En sollicitant le moteur du vaisseau Apollo, les équipes de la NASA parviennent malgré tout à effectuer les tests attendus. Malgré ces péripéties, la NASA estima que désormais la fusée Saturn V et les véhicules Apollo pouvaient embarquer des équipages en toute sécurité.

### Vols habités préparatoires

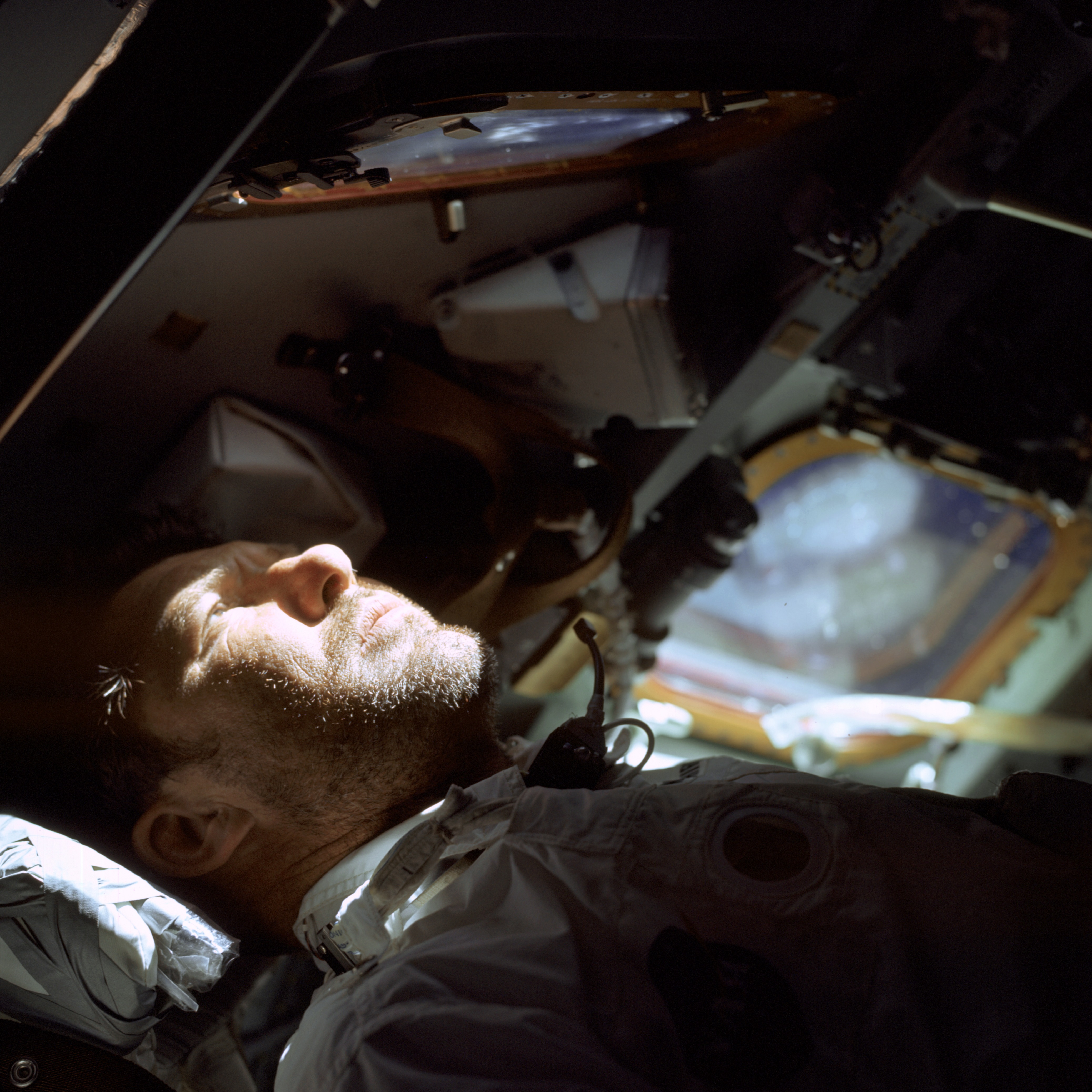
Walter Schirra observe l'extérieur à travers le hublot utilisé pour les manœuvres de rendez-vous (9e jour de la mission Apollo 7).

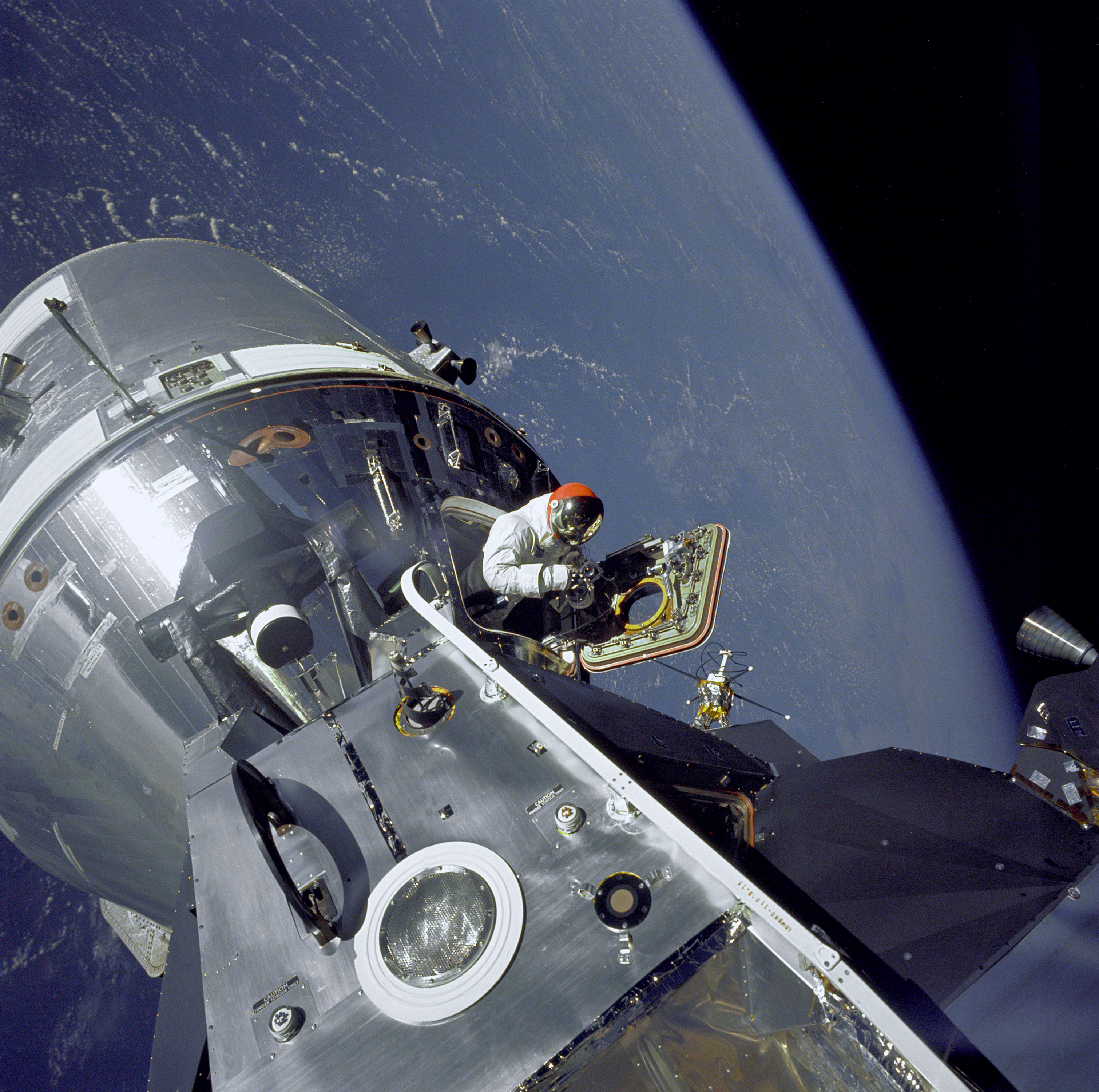
Sortie extravéhiculaire
de David Scott, mission Apollo 9.

Le premier vol habité n'a lieu qu'en octobre 1968 mais les missions destinées à valider le fonctionnement des différents composants du programme et à effectuer une répétition presque complète d'une mission lunaire, se succèdent rapidement. Quatre missions préparatoires se déroulent sans anomalie majeure sur une période de sept mois.
- Apollo 7 (11 octobre 1968 – 22 octobre 1968).

Apollo 7 est la première mission habitée du programme Apollo. Son but est de valider les modifications effectuées sur le vaisseau spatial à la suite de l'incendie d’Apollo 1 (CSM version 2). Une fusée Saturn IB est utilisée car le module lunaire ne fait pas partie de l'expédition. Au cours de son séjour en orbite, l'équipage répète les manœuvres qui seront effectuées lors des missions lunaires. Après avoir quitté l'orbite terrestre et effectué leur rentrée dans l'atmosphère, la capsule et son équipage sont récupérés sans incident dans l'Atlantique. C'était la première mission américaine à envoyer une équipe de trois hommes dans l'espace et à diffuser des images pour la télévision. La fusée Saturn IB ne sera plus utilisée par la suite dans le cadre du programme d'exploration lunaire.
- Apollo 8 (21 décembre 1968 – 27 décembre 1968)

Lever de Terre sur la Lune, tel que vu plus tard par l'équipage d'Apollo 13

La mission Apollo 8 est le premier vol habité à quitter l'orbite terrestre. À ce stade d'avancement du programme, il s'agit d'une mission risquée car une défaillance du moteur du vaisseau Apollo au moment de sa mise en orbite lunaire ou de son injection sur la trajectoire de retour aurait pu être fatale à l'équipage d'autant que le module lunaire a été remplacé par une maquette. Mais les dirigeants de la NASA redoutent un coup d'éclat des Soviétiques pour la fin de l'année et décident de courir le risque. Les astronautes font au total dix révolutions autour de la Lune. Durant ce vol, ils réalisent de nombreux clichés de la Lune dont le premier lever de Terre. Apollo 8 permet pour la première fois à un homme d'observer directement la « face cachée » de la Lune. L'une des tâches assignées à l'équipage consistait à effectuer une reconnaissance photographique de la surface lunaire, notamment de la mer de la Tranquillité où devait se poser Apollo 11.
- Apollo 9 (3 mars 1969 – 13 mars 1969)

Apollo 9 constitue le premier essai en vol de l'ensemble des équipements prévus pour une mission lunaire : fusées Saturn V, module lunaire et vaisseau Apollo. Pour la première fois, on baptise le vaisseau Apollo et le LEM, respectivement Gumdrop et Spider, une décision destinée à faciliter les communications avec le sol lorsque les deux vaisseaux ont un équipage. Les astronautes effectuent toutes les manœuvres de la mission lunaire tout en restant en orbite terrestre. Le module lunaire simule un atterrissage puis réalise le premier rendez-vous réel avec le vaisseau Apollo. Les astronautes effectuent également une sortie extravéhiculaire de 56 minutes pour simuler le transfert d'équipage du module lunaire au vaisseau Apollo en passant par l'extérieur (manœuvre de secours mise en œuvre en cas d'amarrage infructueux entre les deux vaisseaux). En outre, ils testent l'utilisation du module lunaire comme « canot de sauvetage » dans la perspective d'une défaillance du vaisseau Apollo ; c'est cette procédure qui sera utilisée avec succès par l'équipage d’Apollo 13.
- Apollo 10 (18 mai 1969 – 26 mai 1969)

Les dirigeants de la NASA envisagèrent que cette mission soit celle du premier atterrissage sur le sol lunaire, car l'ensemble des véhicules et des manœuvres avait été testé sans qu'aucun problème majeur n'ait été détecté. Mais, dans la mesure où les Soviétiques ne semblaient pas préparer de mission d'éclat, ils préférèrent opter pour une dernière répétition au réalisme encore plus poussé. Peu après avoir quitté son orbite terrestre basse, le vaisseau Apollo, surnommé « Charlie Brown », exécuta la manœuvre d'amarrage au LEM. Après s'être séparé du troisième étage de Saturn V, il effectua une rotation à 180° puis amarra son nez au sommet du module lunaire avant de l'extraire de son carénage. Une fois le train spatial placé en orbite autour de la Lune, le module lunaire, surnommé « Snoopy », entama la descente vers le sol lunaire qui fut interrompue à 15,6 km de la surface. Après avoir largué l'étage de descente non sans quelques difficultés dues à une erreur de procédure, le LEM réalisa un rendez-vous avec le vaisseau Apollo. La mission reproduisit les principales étapes du vol final, à la fois dans l'espace et au sol. Young était aux commandes du vaisseau Apollo alors que Stafford et Cernan occupaient le module lunaire.

Panorama de la surface lunaire par Apollo 17.

### Missions lunaires

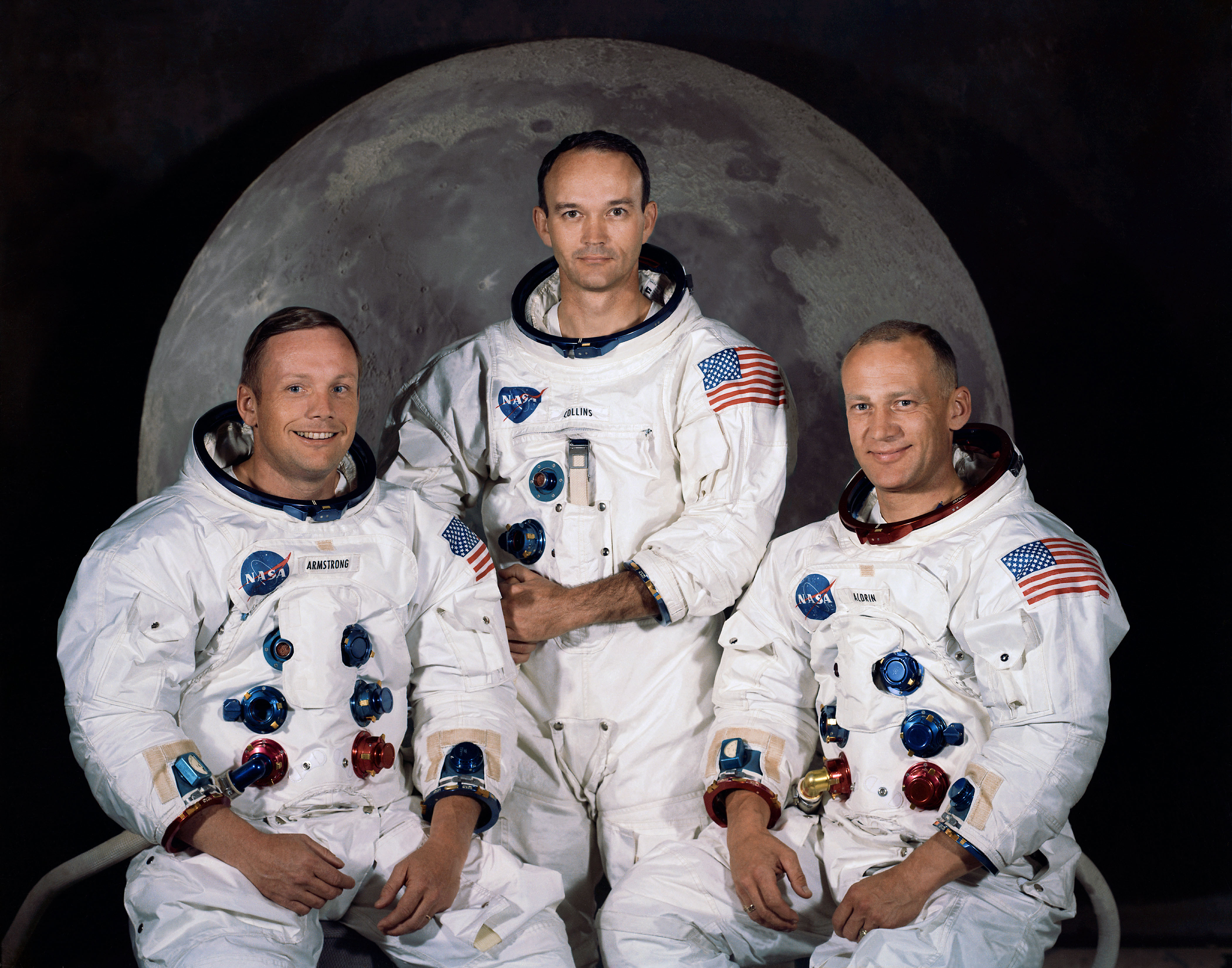
L'équipage d’Apollo 11 ; de gauche à droite Neil Armstrong, Michael Collins et « Buzz » Aldrin.

Les sept missions suivantes lancées entre 1969 et 1972 ont toutes pour objectifs de poser un équipage en différents points de la Lune, présentant un intérêt géologique. Apollo 11 est la première mission à remplir l'objectif fixé par le président Kennedy. Apollo 12 est une mission sans histoire, contrairement à Apollo 13 qui, à la suite d'une explosion dans le module de service, frôle la catastrophe et doit renoncer à se poser sur la Lune. La NASA a modifié le modèle de module lunaire emporté par les missions à partir d’Apollo 15 pour répondre aux attentes des scientifiques: le séjour sur la Lune est prolongé grâce à des réserves de consommables plus importantes. Le module lunaire plus lourd transporte le rover lunaire Apollo qui accroît le rayon d'action des astronautes durant leurs sorties.
- Apollo 11 (16 juillet 1969 – 24 juillet 1969)

Le 21 juillet 1969, les astronautes Neil Armstrong et Buzz Aldrin, après un atterrissage mouvementé dans la mer de la Tranquillité, font leurs premiers pas sur la Lune. Armstrong, qui est le premier à sortir du module lunaire, prononce sa phrase devenue depuis célèbre « C'est un petit pas pour [un] homme, [mais] un bond de géant pour l'Humanité » - « That's one small step for [a] man; one giant leap for mankind ». L'objectif principal de la mission était de réussir l'atterrissage. L'équipage installe une version simplifiée de la station scientifique ALSEP et la sortie extravéhiculaire, au cours de laquelle 21,7 kilogrammes de roche et de sol lunaires sont collectées, ne dure que 2 heures 30. Après un séjour de 21 heures 38 sur le sol lunaire, le module lunaire décolle sans encombre. À leur arrivée sur Terre, l'équipage et les échantillons lunaires sont placés en quarantaine durant 21 jours pour éviter une éventuelle contamination terrestre par des virus extraterrestres, une procédure exigée par les scientifiques qui sera abandonnée à partir d’Apollo 15.
- Apollo 12 (14 novembre 1969 – 24 novembre 1969)

La foudre frappe la fusée Saturn V, 32 secondes après son décollage, entraînant une perte temporaire de la puissance électrique et des instruments du module de commande, mais l'équipage réussit à redémarrer ce dernier et poursuivre la mission. Le module lunaire fait un atterrissage de précision dans l'Océan des Tempêtes à 180 m de la sonde spatiale Surveyor 3 dont certains éléments seront ramenés à Terre pour évaluer l'incidence de leur séjour prolongé sur le sol lunaire et dans le vide. Charles Conrad et Alan Bean installent une station scientifique automatisée ALSEP, mènent à bien des observations géologiques et prennent de nouvelles photographies de la Lune et de sa surface. Ils recueillent également 34,1 kg d'échantillons du sol lunaire. Durant ce séjour sur le sol lunaire de 31 heures 31 minutes, les deux astronautes réalisent deux excursions d'un total de 7 heures 45 minutes parcourant ainsi 2 km à pied et s'éloignent jusqu'à 470 m du module lunaire. De nombreuses améliorations ont été réalisées en particulier dans la précision de l'atterrissage par rapport à la mission Apollo 11. Les résultats sont si positifs qu'on projette d'envoyer Apollo 13 dans une zone plus accidentée.

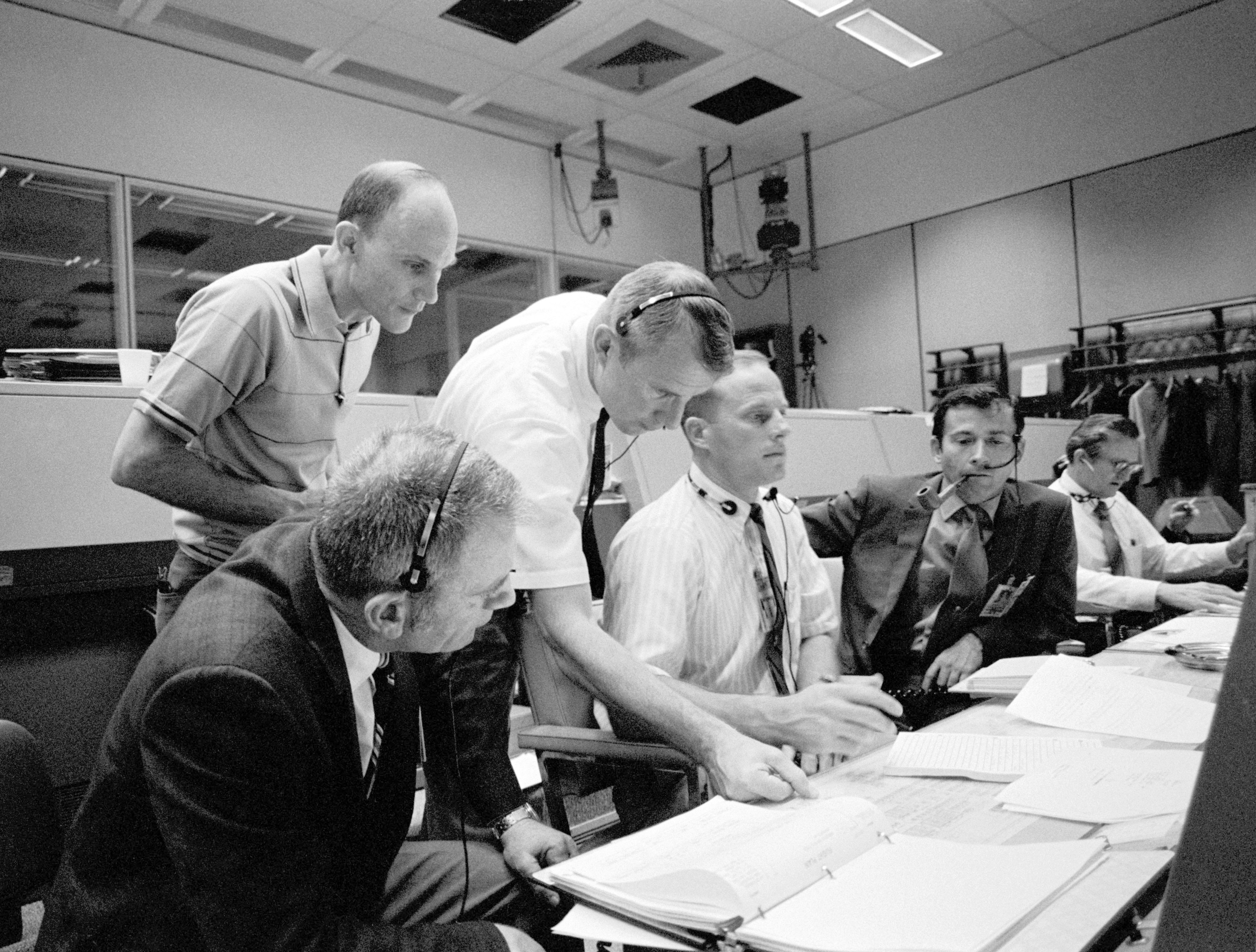
Deke Slayton et l'équipage de secours d’Apollo 13, peu après l'explosion dans le module de service, tentent de comprendre la situation et d'y remédier.

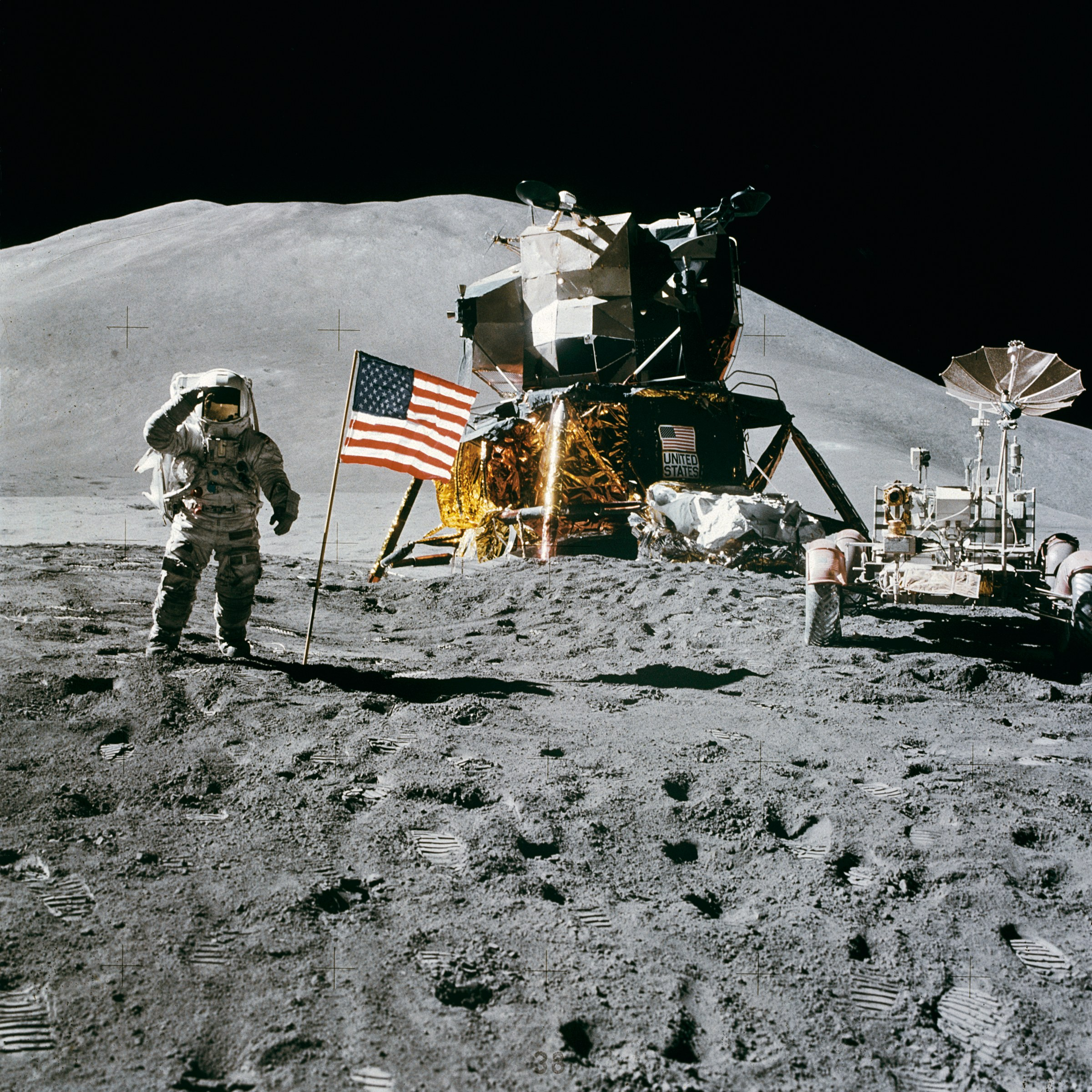
James Irwin salue le drapeau américain qu'il vient de planter (Apollo 15). Ces drapeaux ont été achetés 5.5 $ l'unité chez en 1969.

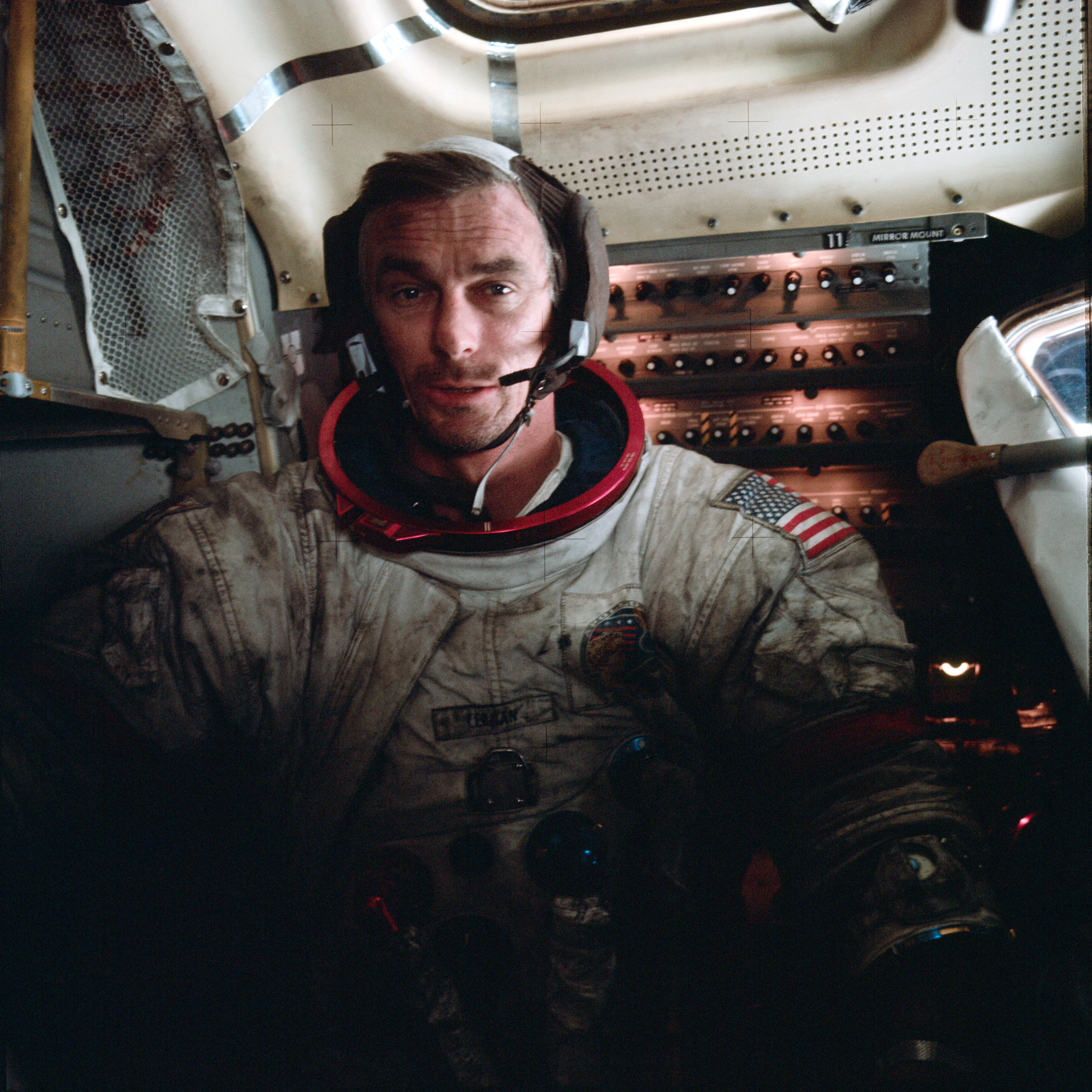
Gene Cernan après sa deuxième sortie sur le sol lunaire, sa tenue maculée de poussière lunaire, est photographié dans le module lunaire par son coéquipier Harrison Schmitt (Apollo 17).

- Apollo 13 (11 avril 1970 – 17 avril 1970)

La mission est interrompue à la suite de l'explosion d'un réservoir d'oxygène liquide situé dans le module de service d'Odyssey durant le transit de la Terre à la Lune, 55 heures 54 minutes après son envol. Le CSM est pratiquement hors service sans oxygène ni puissance électrique. Les astronautes n'osent pas se servir de son moteur pour manœuvrer. Ils se réfugient dans le module lunaire Aquarius dont ils utilisent les ressources et le moteur pour les manœuvres de correction de trajectoire qui permettent d'optimiser la trajectoire de retour vers la Terre. Heureusement, la trajectoire de transit Terre-Lune a été calculée pour que, en l'absence de manœuvre, le train spatial puisse revenir vers la Terre après avoir fait le tour de la Lune. Les astronautes réintègrent le vaisseau Odyssey immédiatement avant l'arrivée à Terre, larguent le module lunaire qui a servi de radeau de sauvetage avant d'effectuer une rentrée dans l'atmosphère sans encombre. L'explication de l'accident est déterminée sans ambiguïté : durant une vidange du réservoir d'oxygène, quinze jours avant le décollage, la gaine des fils électriques qui le traversent a fondu et ceux-ci se sont retrouvés entièrement dénudés. Lorsque Jack Swigert a actionné le brassage prévu du réservoir, des étincelles ont jailli et déclenché son explosion.
- Apollo 14 (31 janvier 1971 – 9 février 1971).

Le début du transit vers la Lune est marqué par un incident qui manque d'interrompre la mission : l'équipage doit s'y reprendre à cinq reprises pour parvenir à amarrer le module CSM au module lunaire. Apollo 14 atterrit dans la région accidentée de Fra Mauro qui était l'objectif initial d’Apollo 13. Un des moments marquants de la mission se produit lorsque Alan Shepard, qui est le premier (et le seul) des astronautes du programme Mercury à marcher sur la Lune, tire deux balles de golf à l'aide d'un club emmené clandestinement. Shepard et Edgar Mitchell passèrent plus de neuf heures au cours de deux sorties à explorer une zone où la NASA pensait trouver des roches figurant parmi les plus anciennes. Ils ramènent 42,9 kg d'échantillons rocheux.
- Apollo 15 (26 juillet 1971 – 7 août 1971)

Apollo 15 est la première mission à emporter un module lunaire alourdi grâce, entre autres, à l'optimisation du lanceur Saturn V. Le poids supplémentaire est principalement constitué par le rover lunaire Apollo et des consommables (oxygène et puissance électrique) embarqués à bord du module lunaire Apollo qui permettent d'allonger le séjour sur la Lune de 35 heures à 67 heures. David Scott et James Irwin passent 2 jours et 18 heures sur le sol lunaire. Au cours de leurs trois sorties extravéhiculaires, qui durent en tout 18 heures 36 minutes, ils parcourent plus de 28,2 km à proximité du Mont Hadley grâce au rover lunaire Apollo. Parmi les 76 kg de roches prélevées, les astronautes trouvent ce qu'on pense être un cristallin de la croûte lunaire originelle vieille d'environ 4,6 milliards d'années. Un petit satellite emportant trois expériences scientifiques est largué alors que le CSM est en orbite autour de la Lune. Worden fait une sortie spatiale de seize minutes dans l'espace alors que le vaisseau Apollo se trouve encore à 315 000 km de la Terre. Au retour, durant la descente vers le sol terrestre, un des trois parachutes se met en torche sans dommage pour l'équipage.
- Apollo 16 (16 avril 1972 – 27 avril 1972)

Apollo 16 est la première mission à se poser sur les hauts-plateaux lunaires. John Watts Young et Charles Duke passent 20 heures 14 minutes sur la Lune, installant plusieurs expériences, parcourant 26,7 km à l'aide du rover lunaire et recueillant 95,4 kg d'échantillons rocheux. L'équipage largue un mini-satellite destiné à étudier les particules et le champ magnétique solaire.
- Apollo 17 (7 décembre 1972 – 19 décembre 1972)

Apollo 17 est la dernière mission sur la Lune. L'astronaute Eugene Cernan et son compagnon Harrison Schmitt, un géologue civil américain, le seul astronaute scientifique du programme Apollo à avoir volé, sont les derniers hommes à marcher sur la Lune : ils y passent 22 h 05 min, parcourant grâce au rover lunaire 36 km dans la région des monts Taurus, près du cratère de Littrow. C'est l'équipage qui ramène le plus de roches lunaires (111 kg) et effectue la plus longue sortie extra-véhiculaire.
| Mission lunaire | Année | Date du lancement | Date de l'atterrissage sur la Lune | Durée des sorties extra-véhiculaires | Date du départ de la Lune | Date du retour sur Terre |
| --------------- | ----- | ----------------- | ---------------------------------- | ------------------------------------ | ------------------------- | ------------------------ |
| Apollo 11       | 1969  | 16 juillet        | 20 juillet                         | 2,5 heures (1 sortie)                | 21 juillet                | 24 juillet               |
| Apollo 12       | 1969  | 14 novembre       | 19 novembre                        | 7,75 heures (2 sorties)              | 20 novembre               | 24 novembre              |
| Apollo 14       | 1971  | 31 janvier        | 5 février                          | 9,3 heures (2 sorties)               | 6 février                 | 9 février                |
| Apollo 15       | 1971  | 26 juillet        | 30 juillet                         | 19,1 heures (3 sorties)              | 2 août                    | 7 août                   |
| Apollo 16       | 1972  | 16 avril          | 21 avril                           | 20,25 heures (3 sorties)             | 24 avril                  | 27 avril                 |
| Apollo 17       | 1972  | 7 décembre        | 11 décembre                        | 22,1 heures (3 sorties)              | 14 décembre               | 19 décembre              |

### Fin prématurée du programmeApollo
La NASA se préoccupe dès 1963 de la suite à donner au programme Apollo. En 1965, l'agence crée une structure affectée aux missions postérieures à celles déjà planifiées regroupées sous l'appellation Apollo Applications Program (AAP). La NASA propose plusieurs types de mission dont le lancement en orbite d'une station spatiale, des séjours prolongés sur la Lune mettant en œuvre plusieurs nouveaux modules dérivés du LEM, une mission habitée vers Mars, le survol de Vénus par une mission habitée, etc. Mais les objectifs scientifiques trop vagues ne réussissent pas à convaincre le Congrès américain beaucoup moins motivé par les programmes spatiaux « post-Apollo ». Par ailleurs, les priorités des États-Unis ont changé : les dispositifs sociaux mis en place par le président Lyndon Johnson dans le cadre de sa guerre contre la pauvreté (Medicare et Medicaid) et surtout un conflit vietnamien qui s'envenime prélèvent une part croissante du budget. Ce dernier ne consacre aucun fonds à l'AAP pour les années 1966 et 1967. Les budgets votés par la suite ne permettront de financer que le lancement de la station spatiale Skylab réalisée en utilisant un troisième étage de la fusée Saturn V.
En 1970, le programme Apollo lui-même est touché par les réductions budgétaires : la dernière mission planifiée (Apollo 20) est annulée tandis que les vols restants sont étalés jusqu'en 1974. La NASA doit se préparer à se séparer de 50 000 de ses employés et sous-traitants (sur 190 000) tandis que l'on annonce l'arrêt définitif de la fabrication de la fusée Saturn V, qui ne survivra donc pas au programme. Un projet de mission habitée vers Mars (pour un coût compris entre trois et cinq fois celui du programme Apollo) proposé par un comité d'experts sollicité par le nouveau président républicain Richard Nixon ne reçoit aucun appui ni dans la communauté des scientifiques ni dans l'opinion publique et est rejeté par le Congrès sans débat,. Le 20 septembre 1970, le responsable de la NASA, démissionnaire, annonce que les contraintes budgétaires nécessitent de supprimer deux nouvelles missions Apollo 18 et Apollo 19,.
L'annulation des missions laisse trois fusées Saturn V inutilisées dont l'une permettra néanmoins de lancer la station spatiale Skylab. Les deux restantes sont aujourd'hui exposées au Johnson Space Center et au centre spatial Kennedy. La station spatiale Skylab est occupée successivement par trois équipages lancés par des fusées Saturn IB et utilisant des vaisseaux Apollo (1973). Une fusée Saturn IB fut utilisée pour le lancement de la mission Apollo-Soyouz qui emportait un vaisseau spatial Apollo (1975). Ce sera la dernière mission à utiliser du matériel développé dans le cadre du programme Apollo.

## Bilan du programmeApollo

### Triomphe de l'astronautique américaine
L'objectif fixé au programme Apollo par le président Kennedy en 1961 est rempli au-delà de toute espérance. L'astronautique américaine a su développer dans un temps record un lanceur d'une puissance inimaginable dix ans auparavant, maîtriser complètement le recours à l'hydrogène pour sa propulsion et réaliser ce qui paraissait, peu de temps auparavant, relever de la science-fiction : amener l'homme sur un autre astre. Malgré le saut technologique, le taux de réussite des lancements des fusées Saturn a été de 100 % et tous les équipages ont pu être ramenés à Terre. Aux yeux du monde entier, le programme Apollo est une démonstration magistrale du savoir-faire américain et de sa supériorité sur l'astronautique soviétique qui au même moment accumule les échecs. Pour beaucoup d'Américains, cette victoire démontre la supériorité de la société américaine même si cette foi dans leur système est fortement ébranlée à la même époque par l'ampleur de la contestation étudiante liée à la guerre du Viêt Nam et l'agitation sociale qui touche en particulier la minorité noire dans les grandes villes liée avec le mouvement des droits civiques.

### Bilan scientifique

#### Une prise en compte tardive et laborieuse des enjeux scientifiques

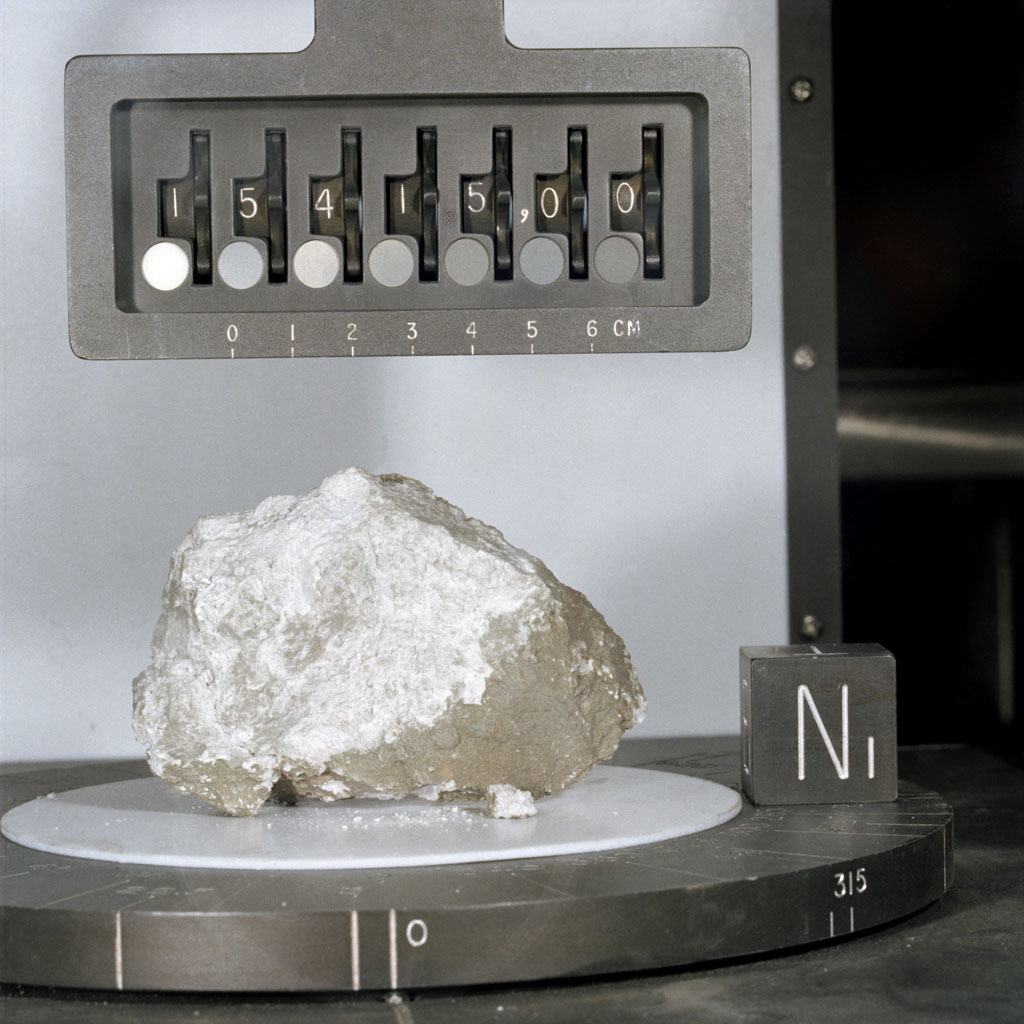
Le « rocher de la genèse » ramené par la mission Apollo 15.

Le programme Apollo, lorsqu'il est lancé, répond à des considérations de politique extérieure : l'architecture des missions et la conception des véhicules sont définies sans se soucier de leur pertinence et de leur pérennité du point de vue de la recherche scientifique. Celle-ci est intégrée dans le projet tardivement et avec beaucoup de difficultés. Absorbés par les défis techniques à relever, la NASA et le MSC — ce dernier était particulièrement concerné puisque chargé de la conception des vaisseaux habités et de l'entraînement des astronautes — ont du mal à consacrer des forces à la prise en compte des besoins scientifiques. Enfin, membres de la NASA et scientifiques (ceux-ci étant représentés notamment par le National Academy of Sciences et le Space Science Board) tâtonnèrent longtemps pour mettre au point un mode de travail constructif, chacun voulant assumer la conduite des projets. Après avoir lancé les premières études en 1962, le Space Science Board définit au cours de l'été 1965 les points clés à traiter pour les quinze prochaines années dans le domaine de la recherche lunaire. Ce document servira de cahier des charges pour la conception des expériences scientifiques à mettre en œuvre au cours des missions Apollo.
Pour mener des recherches scientifiques sur le terrain, il valait mieux disposer de scientifiques entraînés comme astronautes que de pilotes — le vivier dans lequel avait puisé jusque-là la NASA — formés à la géologie. En 1965, malgré les réticences d'une partie du management, la NASA recrute six scientifiques. Seuls deux d'entre eux étaient des pilotes vétérans et les autres durent suivre une formation de pilote de chasseur à réaction. Début 1966, le MSC, après avoir été plusieurs fois relancé par la direction de la NASA, mit en place une structure destinée aux expériences scientifiques permettant d'amorcer le processus de développement des instruments embarqués. Seul le géologue Schmitt aura l'occasion d'aller sur la Lune.

#### Une connaissance affinée de la Lune
| Mission lunaire | Masse rapportée | Année |
| --------------- | --------------- | ----- |
| Apollo 11       | 22 kg           | 1969  |
| Apollo 12       | 34 kg           | 1969  |
| Luna 16         | 0,101 kg        | 1970  |
| Apollo 14       | 43 kg           | 1971  |
| Apollo 15       | 77 kg           | 1971  |
| Luna 20         | 0,055 kg        | 1972  |
| Apollo 16       | 95 kg           | 1972  |
| Apollo 17       | 111 kg          | 1972  |
| Luna 24         | 0,170 kg        | 1976  |
| Chang'e 5       | 1,731 kg        | 2020  |
| Chang'e 6       | 1,935 kg        | 2024  |
| Total           | 385,992 kg      |       |

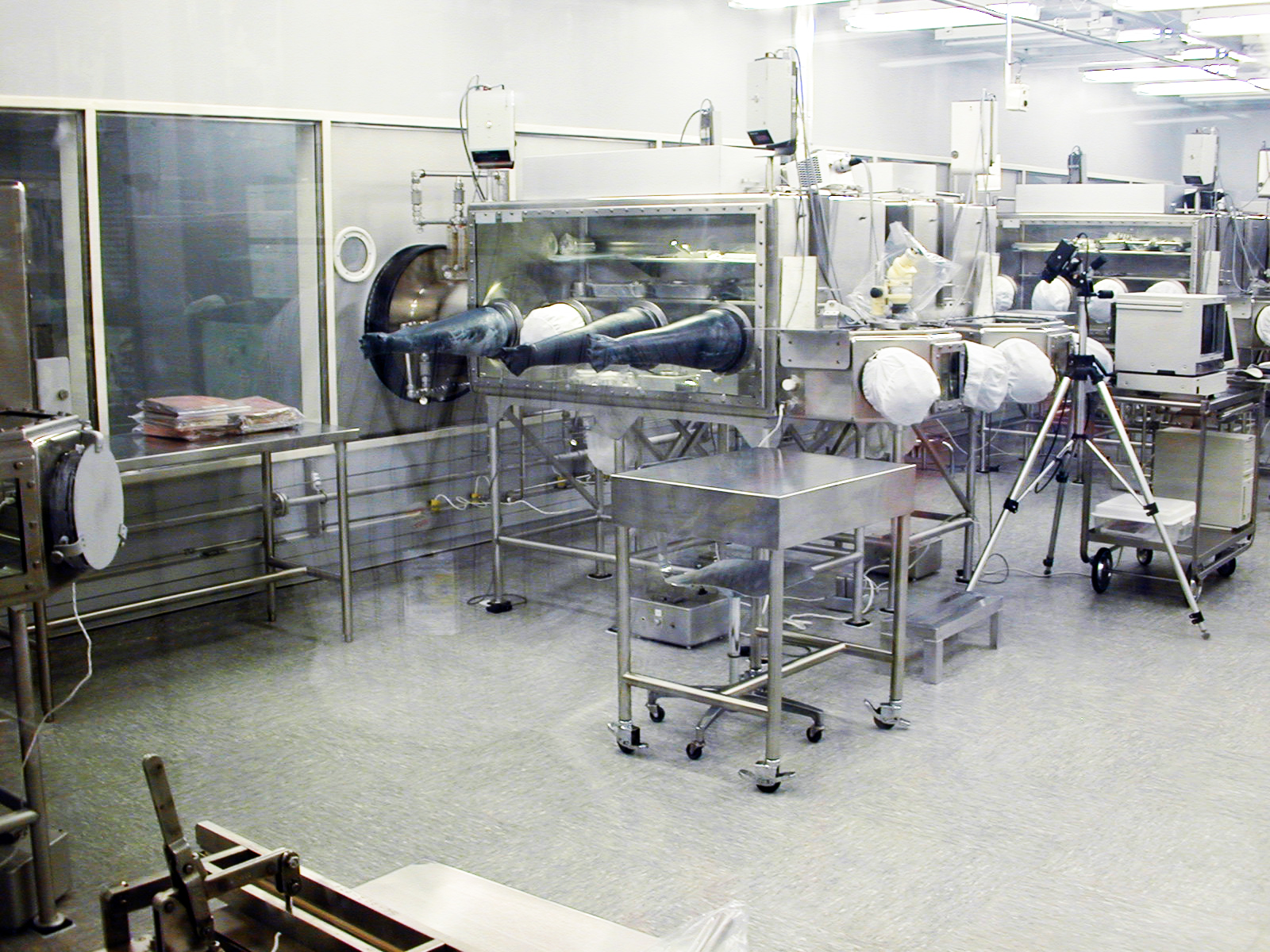
Salle blanche du Lunar Sample Laboratory Facility en 2001.

Les missions Apollo ont permis de collecter en tout 382 kg de roches lunaires dans six régions différentes de notre satellite (à comparer aux 336 grammes ramenés sur Terre par les missions soviétiques robotisées du programme Luna à la même époque). Ces roches sont conservées d'abord dans un bâtiment construit à cet effet au centre spatial de Houston, le Lunar Receiving Laboratory remplacé depuis 1979 par le Lunar Sample Laboratory Facility. Une organisation est mise en place pour la fourniture de petits échantillons de roches aux scientifiques du monde entier qui en font la demande. Un institut consacré aux sciences planétaires, le Lunar and Planetary Institute, est créé à la même époque à Houston pour faciliter la coopération internationale et centraliser les résultats des études menées. Par ailleurs de nombreuses données scientifiques ont été collectées au cours des missions : mesures effectuées par les astronautes durant leur séjour sur le sol lunaire, photographies prises depuis l'orbite lunaire, relevés effectués par les instruments logés dans une des baies du module de service à partir de la mission Apollo 15. Enfin, les stations scientifiques ALSEP, comportant de trois à huit instruments et déposées sur le sol lunaire durant les sorties extravéhiculaires, ont transmis leurs mesures aux stations terrestres jusqu'à l'épuisement de leur source d'énergie radioactive en septembre 1977. Les réflecteurs laser qui faisaient partie des ALSEP mais n'ont pas besoin d'une source d'énergie, car complètement passifs, sont encore utilisés de nos jours pour mesurer les variations de distance entre la Terre et la Lune.
Contre toute attente les roches lunaires ramenées comme les observations et les mesures effectuées n'ont pas permis de trancher entre les différents scénarios de formation de la Lune : produit de la collision entre un astre vagabond et la Terre (thèse aujourd'hui privilégiée), capture d'un astre par la Terre, formation en parallèle, etc. En effet, l'interprétation de données issues d'un milieu extraterrestre s'est avérée beaucoup plus difficile que ce que les scientifiques avaient imaginé, car nécessitant entre autres, un gros effort de recherche interdisciplinaire. Les échantillons de roche collectées indiquent une géologie complexe aussi les scientifiques estiment que la Lune est, dans ce domaine, en grande partie inexplorée malgré les six expéditions Apollo. Les données collectées par les quatre sismomètres ont permis d'esquisser une modélisation de la structure interne de la Lune : une croûte de 60 km d'épaisseur surmontant une couche homogène et de nature différente de 1 000 km d'épaisseur avec en profondeur un cœur à moitié fondu (1 500 °C) constitué sans doute de silicates. Les altimètres laser d’Apollo 15 et 16 ont confirmé que le centre de gravité de la Lune ne coïncidait pas avec son centre géométrique. Les données géologiques et géochimiques recueillies ont été par contre beaucoup plus difficiles à interpréter et n'ont permis de tirer que des conclusions générales : les échantillons reflètent une composition chimique différente de celle de la Terre avec une proportion plus faible des éléments les plus volatils et plus d'éléments radioactifs que la moyenne cosmique. Trois types de roche semblent prédominer : des basaltes riches en fer dans les mers, des plagioclases ou anorthosites riches en aluminium dans les zones situées en altitude et des basaltes riches en uranium et en thorium avec des concentrations importantes de potassium, terres rares et phosphore (basaltes « KREEP »). Mais pour certains scientifiques de cette époque, ces roches ne reflètent pas la composition du sol de la Lune primordiale sans doute enseveli par le bombardement constant subi par celle-ci depuis plusieurs milliards d'années.

### Retombées technologiques

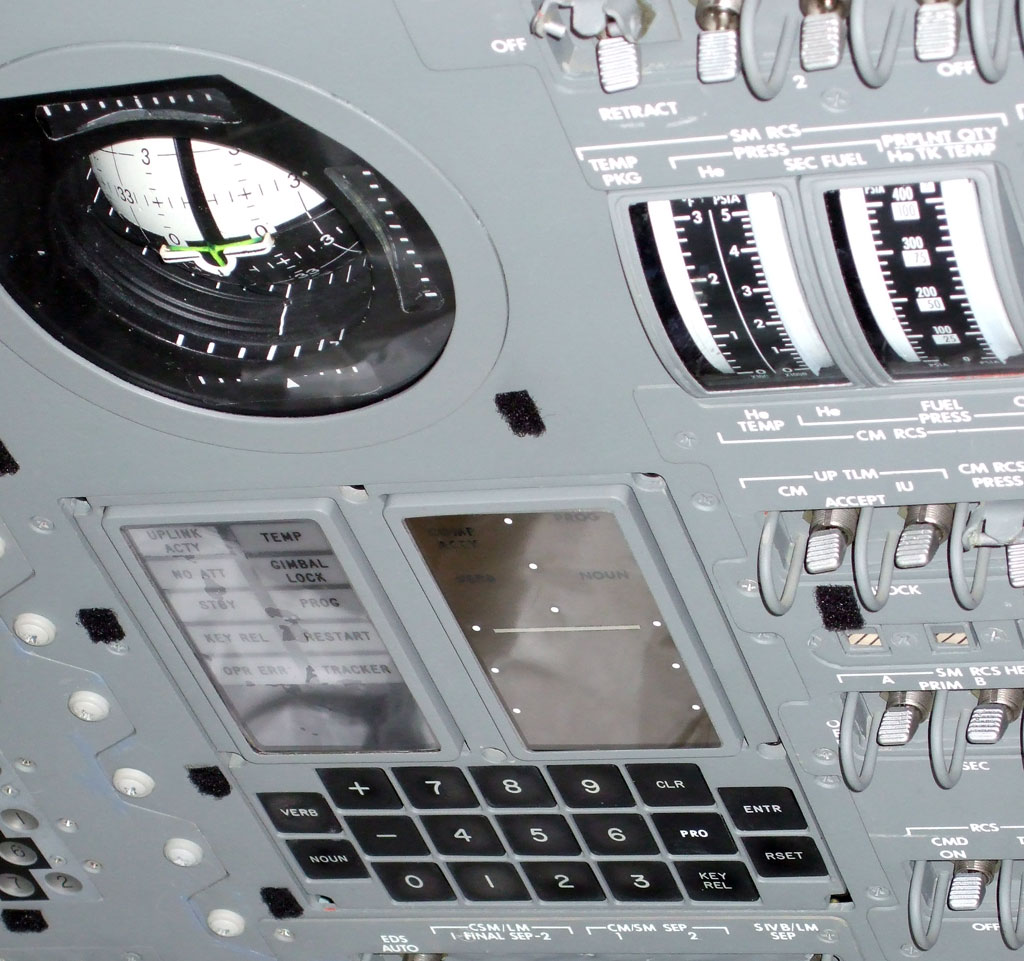
La construction de l'ordinateur de bord des vaisseaux Apollo contribua à la généralisation des circuits intégrés.

L'impact du programme Apollo et des programmes spatiaux américains contemporains sur l'évolution technologique est indirect et porte sur des domaines bien précis. Il est difficile de distinguer la contribution du programme de celle des projets militaires (missile balistique) qui le précèdent ou l'accompagnent. Si les technologies concernées peuvent être clairement identifiées, il est beaucoup moins facile de mesurer précisément l'incidence du programme spatial sur les progrès constatés.
L'industrie métallurgique, qui doit répondre à des exigences particulièrement sévères (allègement, absence de défaut) et aux contraintes de l'environnement spatial (vide entraînant la sublimation des métaux, vibration, chaleur), crée de nouvelles techniques de soudure, dont le soudage par explosion, pour obtenir des pièces sans défaut. Le recours à l'usinage chimique, qui deviendra plus tard un procédé essentiel pour la fabrication des composants électroniques, est fréquent. Il a fallu mettre au point de nouveaux alliages et recourir à des matériaux composites. Les instruments de mesure installés dans les engins spatiaux ont dû satisfaire des exigences de précision, fiabilité et rapidité beaucoup plus élevées que la norme. L'instrumentation biomédicale est née de la nécessité de contrôler l'état de santé des astronautes en vol. Enfin, les projets de la NASA des années 1960 ont permis d'affiner les techniques de calcul de la fiabilité et de mettre au point un grand nombre de techniques de gestion de projet : PERT, WBS, gestion de la valeur acquise, revue technique, contrôle qualité.
Le programme Apollo a contribué à l'essor de l'informatique : le développement des programmes de navigation et de pilotage des vaisseaux Apollo voit apparaître la scission entre matériel et logiciel. Les méthodes de programmation et de test sont également en partie nées des exigences de fiabilité et de la complexité des logiciels développés pour le programme. Enfin, le projet lance l'utilisation des circuits intégrés qui ont fait leur apparition en 1961. La NASA achète au début du programme 60 % de la production mondiale pour les besoins des ordinateurs des vaisseaux Apollo.

### Coût du programme Apollo
Le programme Apollo dans son ensemble a couté 288 milliards US $ (valeur 2019 corrigée de l'inflation). Une partie de ce coût est imputable au programme Gemini qui a permis la mise au point des techniques de rendez-vous spatial (34,8 milliards US$) et aux différentes missions robotiques telles que le programme Surveyor (étude du sol, technique d'atterrissage...), le programme Lunar Orbiter (repérage photographique des sites d'atterrissage, cartographie détaillée de la Lune, irrégularités du champ gravitationnel lunaire, ..), etc. dont le coût est évalué à 26,1 milliards US$. Le programme Apollo proprement dit est évalué à 237,1 milliards US$. Sur ce montant 60 milliards US$ ont été dépensés pour développer le lanceur géant Saturn V, 39 milliards US$ pour concevoir le module de commande et de service Apollo et 23,4 milliards US$ pour développer le module lunaire Apollo. Le solde a été utilisé pour construire les infrastructures, fabriquer les différents éléments (lanceurs, vaisseaux) et la gestion des missions.

### Impact sur la société

#### Lorsque la fiction semble devenir réalité
L'ère spatiale débute en plein âge d'or d'une science-fiction américaine inspirée par les réalisations techniques nées de la Seconde Guerre mondiale et incarnée par des écrivains comme Isaac Asimov, Robert Heinlein, Arthur C. Clarke. Leurs œuvres dressent en images saisissantes et crédibles, le portrait d'une civilisation terrestre et plus particulièrement américaine qui s'est étendue aux planètes voisines ou aux étoiles. Des ingénieurs comme le futur concepteur de la fusée Saturn V Wernher von Braun (ce dernier à travers ses contacts avec Walt Disney) contribuent également à populariser l'idée de l'exploration de l'espace par l'homme. Lorsque le programme Apollo est lancé, la rhétorique sous-jacente de la littérature de fiction spatiale (nouvelle frontière, conquête de l'espace) est reprise dans le discours des responsables politiques et de l'agence spatiale. Aiguillés par la NASA, des magazines comme Life, la télévision américaine en pleine expansion, transforment la course à l'espace et le programme Apollo en particulier, en un feuilleton haletant, suivi avec passion par les Américains et dont les astronautes sont les héros. Le film 2001, l'Odyssée de l'espace, réalisé en collaboration étroite avec les spécialistes de l'industrie spatiale et qui sort en 1968, reflète l'idée que se font beaucoup d'un futur spatial qui semble désormais à portée de main.

#### Images inédites de la Terre (Apollo 8)

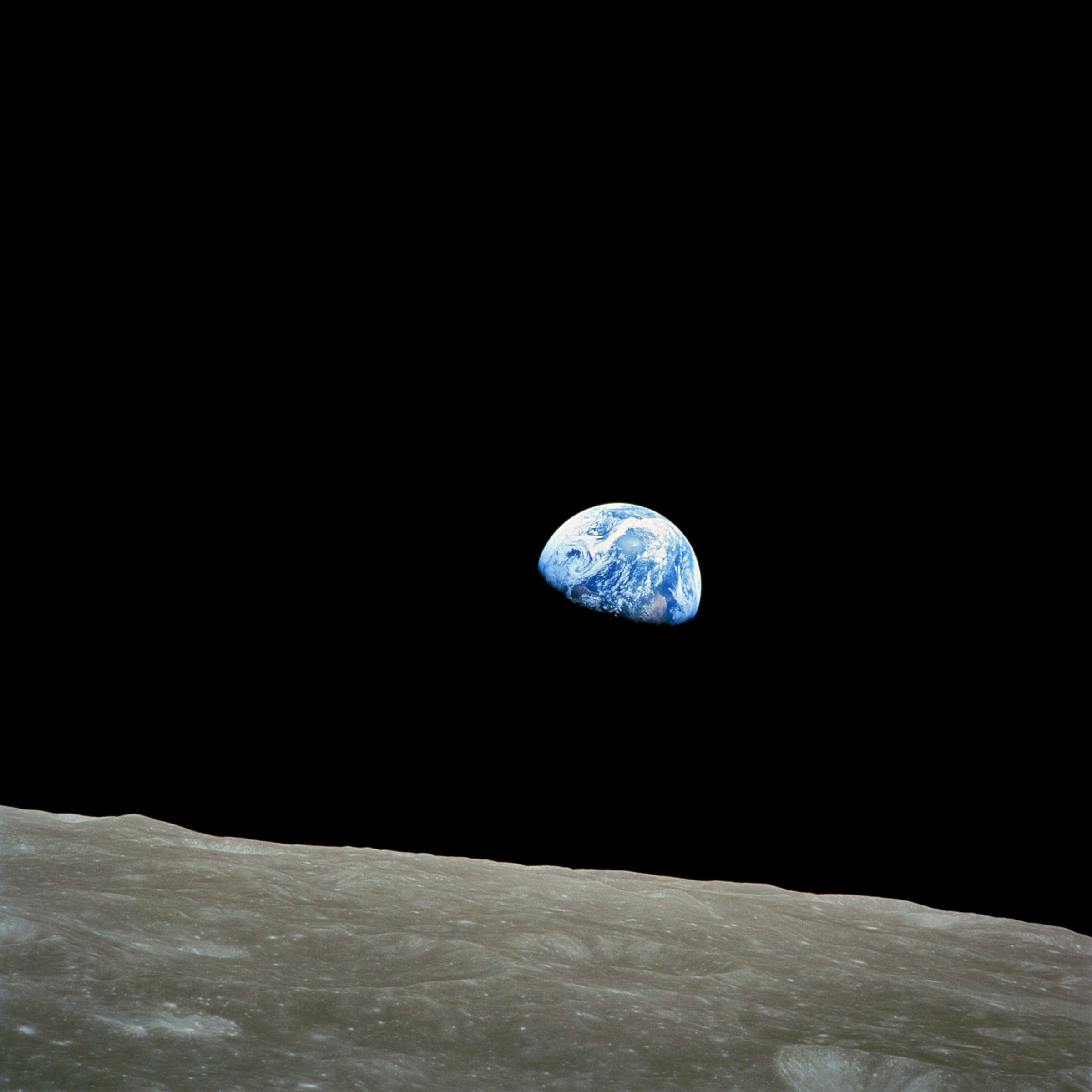
La Terre vue de la Lune (Apollo 8).

Lorsque les astronautes d’Apollo 8 effectuent le voyage initial vers la Lune, donnant à des millions de téléspectateurs pour la première fois la possibilité d'apercevoir leur planète plongée dans l'espace, ils sont sans doute nombreux à partager le sentiment qui inspire au poète Archibald MacLeish ce texte intitulé « Riders on earth together, Brothers in eternal cold » (« Passagers solidaires de la Terre, frères dans le froid éternel ») qui fut imprimé le jour de Noël à la Une du New York Times :
« To see the earth as it truly is, small blue and beautiful in that eternal
silence where it floats, is to see ourselves as riders on the earth together,
brothers on that bright loveliness in the eternal
cold-brothers who know now they are truly brothers »
« Contempler la Terre telle qu'elle est réellement, petit joyau bleu flottant dans un silence éternel,
c'est réaliser que nous sommes des passagers solidaires de la Terre,
frères pour l'éternité sur cette beauté multicolore au milieu du froid éternel,
frères qui réalisent maintenant qu'ils sont vraiment frères. ».
Les photos de la Terre prises depuis l'espace lointain par les équipages du programme Apollo frapperont les esprits à l'époque. La plus célèbre de ces photos est La Bille bleue prise par les astronautes d’Apollo 17. D'autres photos, comme celles montrant un lever de Terre au-dessus d'un sol lunaire dépourvu de couleurs ou celles mettant en évidence la minceur de la couche atmosphérique ont fait prendre conscience du caractère unique et fragile de notre planète, le vaisseau Terre. Ces images ont sans doute contribué à l'expansion des mouvements écologistes au cours des décennies suivantes.

#### Premiers pas sur la Lune, un évènement marquant et quelques voix discordantes (Apollo 11)

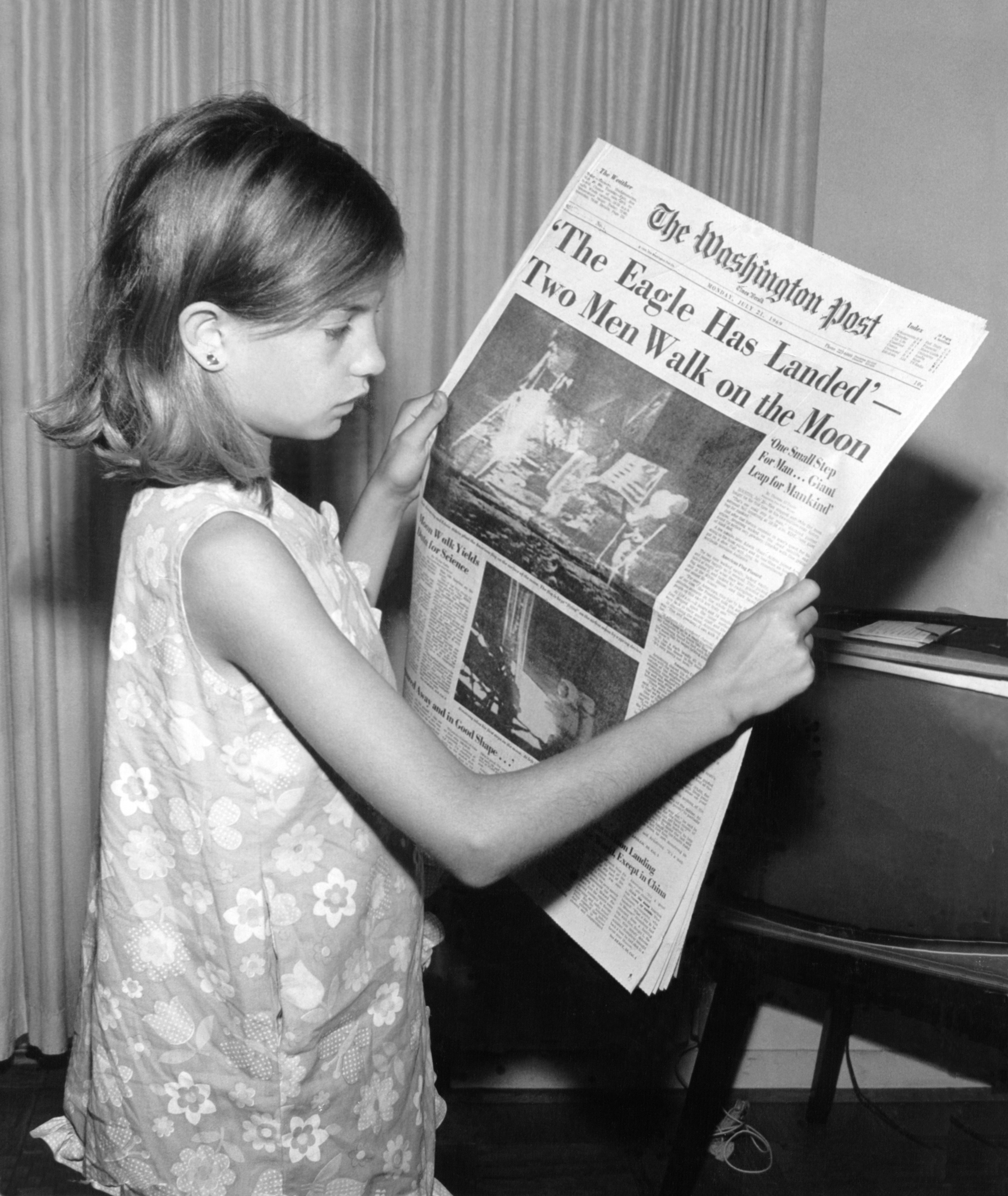
« Eagle s'est posé » : édition du Washington Post parue le lendemain des premiers pas des deux premiers hommes sur la Lune.

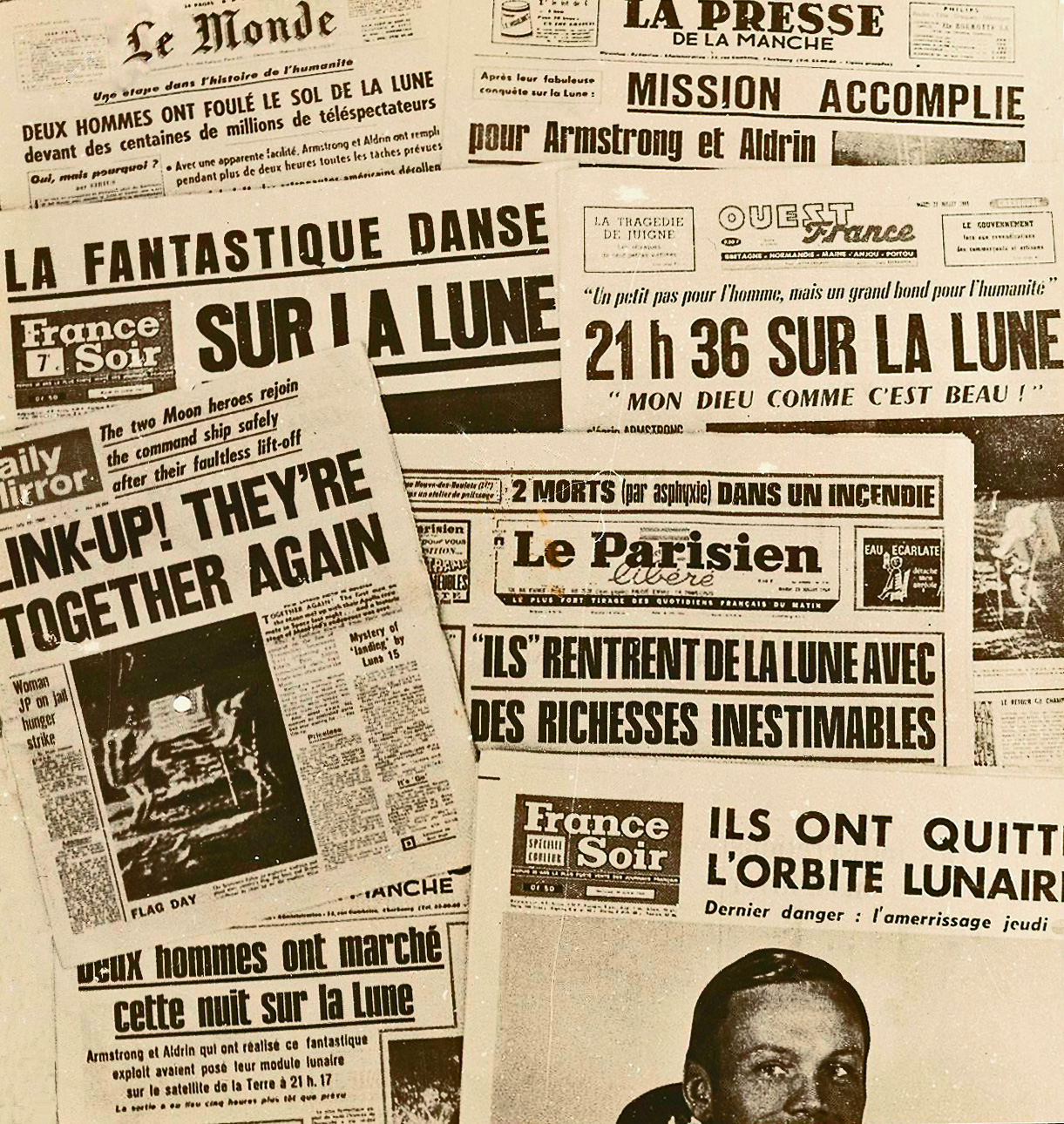
Plusieurs Une sur "Le premier homme sur la Lune"

Le 20 juillet 1969, 600 millions de téléspectateurs, soit un cinquième de la population mondiale de l'époque, assistent en direct à la télévision aux premiers pas de Neil Armstrong et Buzz Aldrin. Si presque tout le monde s'accorde sur le fait qu'il s'agit d'un évènement marquant, il y a toutefois des voix pour s'élever contre le gaspillage d'argent comme certains représentants de la communauté noire américaine, à l'époque en pleine ébullition. L'écrivain de science-fiction Ray Bradbury, qui participe à un débat à la télévision à Londres, durant lequel il se heurte aux critiques émanant, entre autres, de l'activiste politique irlandaise Bernadette Devlin, s'insurge « Au bout de six milliards d'années d'évolution, cette nuit, nous avons fait mentir la gravité. Nous avons atteint les étoiles... et vous refusez de fêter cet évènement ? Allez au diable ! ».
Les mots de Neil Armstrong, « C'est un petit pas... », furent immédiatement repris et adaptés tandis que l'expression « Si on a pu envoyer des hommes sur la Lune, alors on devrait pouvoir… » devint une phrase passe-partout. Mais l'intérêt pour le programme spatial faiblit rapidement. Le déroulement de la mission Apollo 12, pourtant filmé en couleurs contrairement à Apollo 11, fut beaucoup moins suivi. Les commentaires très techniques, hors de portée de l'Américain moyen, l'absence de péripéties banalisaient l'évènement. Il fallut l'accident d’Apollo 13, qui replaçait l'homme au cœur de la mission, pour raviver l'intérêt du public.

#### Documentaires, films et séries en lien avec le programmeApollo
Plusieurs films et de nombreux documentaires ont pris pour sujet le programme Apollo. On peut citer notamment :
- Moonwalk One : reportage sorti en 1970 et réalisé par Theo Kamecke, qui - contemporain des évènements - situe l'événement dans son contexte historique.
- From the Earth to the Moon : mini-série américaine en 12 épisodes de 50 minutes, créée d'après le livre d'Andrew Chaikin (en), A Man on the Moon (en), et diffusée sur le réseau HBO.
- In the Shadow of the Moon : documentaire de 2008 constitué à partir de films d'actualités diffusés à l'époque, de documents internes de la NASA et d'interviews réalisées en 2008 de nombreux astronautes encore en vie.
- Apollo 13 : film réalisé en 1995 par Ron Howard, qui reconstitue les péripéties du vol Apollo 13.
- The Dish : semi-fiction réalisée en 2000 par Rob Sitch, retraçant l'histoire de la construction d'une station de réception terrestre en Australie qui doit recevoir la première émission télévisée émise depuis la Lune par Apollo 11.
- First Man : Le Premier Homme sur la Lune : film de Damien Chazelle sorti en 2018, basé sur la vie de Neil Armstrong et la mission Apollo 11.
- Apollo 11, un documentaire réalisé par Todd Douglas Miller est sorti en 2019[123]. Utilisant des images retrouvées dans les archives de la NASA, pour la plupart inédites et toutes restaurées, ce documentaire, sans narration, montre les dessous de la mission[124].

##### Fictions
- For All Mankind, série télévisée américaine, uchronie dans laquelle l'Union soviétique a posé le pied sur la Lune avant les États-Unis et où la course à l'espace se poursuit[125],[126].
- Apollo 18, film d'horreur et de science-fiction américano-canadien sorti en 2011.
- Opération Lune : faux documentaire (canular sous forme de documentaire), réalisé par William Karel en 2002.

## Héritage du programmeApollo

### Navette spatiale: utopie de l'espace à bas coût
Au début des années 1970, alors que le programme Apollo touche à sa fin, certains décideurs politiques envisagent l'arrêt des vols habités trop coûteux et aux retombées limitées. La fin de la guerre froide et l'effondrement du programme spatial soviétique a privé le projet habité américain d'une grande partie de ses justifications. Mais Richard Nixon ne veut pas être celui qui a arrêté les missions habitées auxquelles se rattache encore malgré tout une part de prestige. Par ailleurs, si l'opinion publique et la communauté scientifique s'accordent sur la nécessité de réduire le budget spatial en particulier consacré aux vols habités, le président n'est pas insensible au lobbying de l'industrie et aux considérations électorales : la Californie qui concentre une grande partie des emplois de l'astronautique — les effectifs employés par l'industrie aérospatiale en Californie passent de 455 000 à 370 000 personnes entre 1967 et 1970 — est un enjeu important pour les élections à venir. En partie pour répondre aux critiques sur le coût du programme Apollo, la NASA a élaboré à cette époque son projet de navette spatiale qui doit permettre d'abaisser de manière significative le prix du kilogramme placé en orbite par rapport aux lanceurs non réutilisables. Le président Nixon donne son feu vert au programme de la navette spatiale mais celle-ci devra s'inscrire par la suite dans un cadre budgétaire spatial civil en décroissance constante : les sommes allouées à la NASA passent progressivement de 1,7 % du budget total de l'État fédéral en 1970 à 0,7 % en 1986, son point le plus bas. Les espoirs suscités par la navette spatiale seront déçus : on estime en 2008, alors que le programme de la navette est en voie d'achèvement, que chaque vol de la navette spatiale américaine revient à 1,5 milliard de dollars en intégrant les coûts de développement : un coût non concurrentiel par rapport à celui d'un lanceur classique. La souplesse opérationnelle n'est pas non plus au rendez-vous : la cadence de lancement atteint 5 % de celle prévue initialement.

### Missions spatiales habitées et communauté scientifique
La communauté scientifique américaine tire un bilan négatif du programme Apollo. Les retombées scientifiques du programme sont limitées au regard des sommes investies et la part du programme spatial consacrée à la science (satellites scientifiques, sondes spatiales) a diminué durant les années Apollo. Le phénomène se répètera d'ailleurs au cours des décennies suivantes, les programmes scientifiques de la NASA étant régulièrement victimes soit des dépassements budgétaires des programmes spatiaux habités soit d'arbitrages en leur défaveur. Aussi, l'Académie des Sciences américaine demande à l'époque que l'activité spatiale soit recentrée sur des thèmes scientifiques et ses applications dans le domaine de la météorologie, l'agriculture, l'hydrologie, l'océanographie, etc. Elle s'oppose également au développement de la navette spatiale. La communauté scientifique est aujourd'hui dans son ensemble toujours peu favorable aux missions habitées au-delà de l'orbite basse : en 2004, à la suite de la relance des missions habitées vers la Lune et Mars, le comité chargé du financement de l'astrophysique au sein de l'American Physical Society, s'inquiétait de l'importance des fonds monopolisés par ce type de mission aux objectifs mal cernés au détriment de projets, comme les télescopes spatiaux, qui avaient largement prouvé leur intérêt scientifique.

### Regards contemporains: entre nostalgie, négation et frustration
Après les progrès fulgurants des années 1960 dont le débarquement lunaire constitue l'acmé, le vol spatial habité, contrairement à toutes les prédictions de l'époque, s'est replié durant les cinquante années suivantes sur l'orbite terrestre basse. L'astronaute Gene Cernan, dans son autobiographie publiée en 1999, écrit « Tout se passe comme si le programme Apollo avait vu le jour avant son heure, comme si le président Kennedy avait cherché une décennie au cœur du XXIe siècle et qu'il avait réussi à l'insérer au début des années 1960 ». Pour l'historien américain John R. McNeill, l'aventure du programme Apollo et de l'exploration spatiale en général pourrait être une impasse condamnée à devenir dans le futur une simple note de bas de page de l'histoire de la civilisation, à moins que des découvertes ne relancent son intérêt ou que renaisse une course au prestige entre des nations disposant de moyens financiers suffisants,.
À l'époque du débarquement sur la Lune, il existait une petite minorité d'incrédules adhérant à la thèse du moon hoax (canular lunaire), principalement aux États-Unis dans les classes sociales les plus défavorisées, coupées de toute connaissance scientifique, et les minorités. Dans les années 1970 son audience s'élargit lorsqu'un climat de défiance vis-à-vis des institutions s'installe chez beaucoup d'Américains dans le sillage du scandale du Watergate et de la guerre du Viêt Nam : c'est à cette époque, symbolisée dans les médias par le film Les Trois Jours du Condor, qu'est tourné Capricorn One (1978) qui raconte l'histoire d'un faux débarquement sur Mars mis en scène par la NASA. En 2001, l'émission « Théorie du complot : avons-nous atterri sur la Lune ? », basée sur des pseudo témoignages scientifiques et diffusée sur la chaine de télévision Fox, rencontre un succès d'audience qui témoigne surtout de l'absence de culture scientifique de ses auditeurs. Malgré ses incohérences évidentes, la théorie du faux débarquement sur la Lune continue à trouver des partisans pour les raisons déjà citées mais sans doute également parce que l'événement est si éloigné de toute expérience personnelle, qu'il dégage pour beaucoup un sentiment d'irréalité.
La stagnation du programme spatial habité américain après les succès du programme Apollo suscite un intense sentiment de frustration chez beaucoup de passionnés d'astronautique. Au moment même où le programme Apollo subit un coup d'arrêt à la fin des années 1960, naissent des associations militant pour un programme spatial habité ambitieux prolongeant l'effort spatial engagé. Selon T.E. Dark, l'apparition de ces mouvements est à mettre en relation avec la crise que subit à la fin des années 1960 l'idée de progrès, une croyance au cœur de la société américaine. L'apparition du mouvement écologique, un scepticisme naissant vis-à-vis des bienfaits de la croissance économique et la crainte d'un déclin culturel américain expliquent principalement cette crise. Promouvoir le programme spatial était un moyen de faire revivre l'idée de progrès sous une autre forme.
L'association la plus connue à l'époque, la L5 Society, préconise la colonisation de l'espace par la création de gigantesques habitats spatiaux au point de Lagrange L5. Elle reçoit l'attention du Congrès américain ainsi que de la NASA. Mais le concept d'habitats spatiaux géants ne dépassera jamais le stade de l'étude théorique, car il nécessite de lancer un million de tonnes en orbite autour de la Terre en six ou dix ans, un objectif qui ne pouvait être atteint que si le coût de la mise en orbite était abaissé à 55 dollars le kg comme envisagé par l'étude de Gerard K. O'Neill et la NASA en 1975-1977. La L5 Society disparait en 1987, victime des désillusions nées de la crise de l'énergie et des déboires de la navette spatiale américaine. En 1998, est fondée la Mars Society qui milite pour la colonisation de Mars. Son créateur, Robert Zubrin, rédige plusieurs ouvrages très documentés sur les moyens de mener une mission habitée sur Mars. The Planetary Society est une association plus ancienne, née en 1980, dont le fondateur le plus connu est Carl Sagan, qui a un ancrage international et compte plus de 100 000 membres. Plus réaliste, elle milite surtout pour l'exploration du système solaire mais a tout de même apporté son soutien au programme de mission habitée vers la « planète rouge » de la Mars Society.

### La NASA et ses tentatives de retour de l'homme sur la Lune

Vue d'artiste du module lunaire du programme Constellation qui aurait dû atterrir sur la Lune vers 2020.

Depuis la mission habitée Apollo 17 de 1972, plus aucun astronaute ne s'est éloigné de plus de quelques centaines de kilomètres de la Terre. Le 20 juillet 1989, pour le 20e anniversaire de l'atterrissage d’Apollo 11, le président des États-Unis George H. W. Bush lance un programme spatial ambitieux sur 30 ans, le Space Exploration Initiative (SEI), qui doit permettre l'installation d'une base permanente sur la Lune. Mais son coût, l'absence de soutien dans l'opinion publique et les fortes réticences du Congrès font capoter le projet. En 2004, son fils, le président George W. Bush, rend publics les objectifs à long terme qu'il souhaite assigner au programme spatial américain alors que l'accident de la navette spatiale Columbia vient de clouer au sol une flotte de navettes spatiales vieillissantes et que le sort de la station spatiale internationale, dont l'achèvement approche, est en suspens. Le projet présidentiel Vision for Space Exploration veut replacer l'Homme au cœur de l'exploration spatiale : le retour d'astronautes sur la Lune est programmé avant 2020 pour une série de missions destinées à préparer une éventuelle présence permanente de l'homme sur le sol lunaire et mettre au point le matériel nécessaire à de futures missions habitées sur Mars fixées à une échéance beaucoup plus lointaine,. Cette fois ci, l'opinion comme le Congrès sont favorables au projet : le programme Constellation est alors mis sur pied par la NASA pour répondre aux attentes présidentielles. Il prévoit la construction de deux types de lanceur Ares I et Ares V ainsi que, de manière similaire au programme Apollo, deux vaisseaux habités Altair et Orion. La NASA utilise, en les adaptant, des moteurs-fusées développés pour la fusée Saturn V, les propulseurs à poudre de la navette spatiale ainsi que de nombreuses installations au sol remontant à l'époque du programme Apollo. Mais le programme prend du retard et se heurte à un problème de financement qui selon les plans initiaux, doit s'effectuer sans augmentation substantielle du budget global de la NASA. À la suite de son investiture, le président américain Barack Obama fait expertiser le programme Constellation par la commission Augustine, créée à cet effet le 7 mai 2009. Celle-ci conclut qu'il manque trois milliards de dollars par an pour atteindre les objectifs fixés mais confirme l'intérêt d'une seconde exploration humaine de la Lune comme étape intermédiaire avant une mission habitée vers Mars. Début février 2010, le président Obama annonce l'annulation du programme Constellation qui est confirmée par la suite,.
Au cours de la décennie 2000 et de manière encore plus accentuée au cours de la décennie 2010, l'exploration de la Lune devient un objectif pour de nombreuses agences spatiales (Chine, Inde, Japon, Corée du Sud) qui y font leurs premières armes dans le domaine de l'exploration robotique du système solaire. De son côté la NASA, qui cherche une suite à donner à la Station spatiale internationale, décide en avril 2017 la construction d'une station spatiale qui serait placée en orbite lunaire et qui est baptisée Deep Space Gateway. Dans une première phase de ce programme les équipages devraient occuper la station à partir de 2025 pour apprendre à vivre et à travailler en orbite lunaire, avant d'être déposés sur la surface lunaire vers 2028, préambule à l'envoi ultérieur de missions vers Mars,,.
En avril 2019, à quelques mois du cinquantième anniversaire de la mission Apollo 11, le président américain Donald Trump demande à la NASA d'étudier la dépose d'un premier équipage à la surface de la Lune dès 2024 soit quatre ans avant l'échéance retenue jusque là. Le site d'atterrissage serait situé près du pôle sud lunaire car celui-ci non seulement constitue un objectif scientifique important, mais recèle également des stocks d'eau qui pourraient être exploités pour optimiser les séjours sur la Lune. Mi-mai 2019, une enveloppe supplémentaire de 1,6 milliard de dollars est débloquée au titre de l'année budgétaire 2020 pour ce programme lunaire, qui est baptisé à cette occasion Programme Artemis.

## Vidéos
- La fusée Saturn V arrache lentement ses 3 000 tonnes au décollage, conséquence d'un rapport poids/poussée proche de 1 (mission Apollo 15).
- Schmitt et Cernan (mission Apollo 17) poussent la chansonnette, puis font une démonstration de marche à la manière des kangourous.
- Une petite démonstration de rover lunaire (vitesse max env. 15 km/h), au cours de la mission Apollo 16.
- Décollage du module lunaire Apollo 17 filmé depuis le sol lunaire par la caméra du rover. Le module monte verticalement puis (vers la fin de la vidéo) prend une trajectoire presque parallèle au sol.